# Real Madryt
Real Madryt (hiszp. Real Madrid, Real Madrid Club de Fútbol, wym. [reˈal maˈðɾið ˈkluβ ðe ˈfuðβol]) – hiszpański klub sportowy powstały w 1902. Słynie głównie z sukcesów istniejącej od chwili założenia drużyny piłki nożnej, która 36 razy zdobyła mistrzostwo Hiszpanii, 15  razy Puchar Europy/Ligę Mistrzów, a także wiele innych trofeów, w tym przyznany w 2000 przez FIFA tytuł najlepszego klubu w XX wieku.
Od 1947 drużyna rozgrywa domowe spotkania na stadionie Santiago Bernabéu, nazwanym na cześć byłego prezesa, za którego czasów klub zdobył najwięcej trofeów.
Klub odegrał ważną rolę w historii hiszpańskiej i światowej piłki nożnej – to z inicjatywy jego działaczy powstał Puchar Króla. Klub reprezentował również Hiszpański Związek Piłki Nożnej, stając się jednym ze współzałożycieli FIFA w 1904. W 1928 znalazł się w pierwszym zestawie drużyn tworzących Primera División, zaś w 1955 stał się jedną z drużyn biorących udział w pierwszej edycji Pucharu Europy, którą następnie wygrał, broniąc to trofeum cztery razy z rzędu. Jest również jedynym klubem w historii, który po zmianie nazwy tych rozgrywek na Liga Mistrzów UEFA w 1992 obronił Puchar Europy wywalczony rok wcześniej i zdobył to trofeum trzy razy z rzędu (2016, 2017, 2018).
Klub zajmuje pierwsze miejsce w tabeli wszech czasów ligi hiszpańskiej. Na świecie powszechnie znana jest też jego rywalizacja z FC Barcelona, zwana El Clásico.
Od 1931 Real Madryt posiada też utytułowaną drużynę koszykarską, która zdobyła 36 tytułów mistrza kraju i odniosła jedenaście triumfów w Eurolidze. W przeszłości istniały także inne sekcje, m.in. siatkówki, tenisa i piłki ręcznej.

## Historia
Początki Realu Madryt sięgają końca XIX wieku. Około 1896 grupa absolwentów Oxbridge założyła drużynę Foot Ball Sky, rozgrywającą mecze w każdy niedzielny poranek. W 1900 klub rozdzielił się na dwie drużyny – New Foot-Ball de Madrid i Español de Madrid, w którym funkcję prezesa pełnił Julián Palacios. To właśnie ta drużyna została dwa lata później, 6 marca 1902, oficjalnie zarejestrowana przez Juana Padrósa Rubió jako Madrid Foot Ball Club (niektóre źródła podają datę 18 marca 1902).
Członkami pierwszego zarządu drużyny byli oprócz Juana Padrósa też: Enrique Varela (wiceprezes), Manuel Mendía (sekretarz), José de Gorostizaga (skarbnik) oraz Antonio Neyra, Mario Giralt, Carlos Mertens, Álvaro Spottorno i Arturo Meléndez (członkowie zarządu).

### Przed powstaniem ligi
Pierwszy mecz Madrid FC rozegrał trzy dni później, 9 marca 1902 roku, na boisku przy ulicy noszącej obecnie imię Filipa II. Drużyna nie grała jednak wówczas z zewnętrznym przeciwnikiem – był to tylko wewnętrzny mecz mający pomóc w wyłonieniu podstawowej jedenastki i rozreklamowaniu nowo powstałej ekipy. Zmierzyły się w nim składy „czerwony” (J. Giralt, Meléndez, Molera, Salvador, Valcárcel, Spottorno, Stampher, J. Palacios, Varela, Celada, Bueno) i „niebieski” (Meléndez, J. Padrós, Spottorno, Gorostizaga, Mendía, Páramo, Neyra, A. Giralt, F. Palacios, Martens, Rodero), a zakończyło się wynikiem 1:0 dla „niebieskich”. Kilkanaście dni później Madrid FC zyskał pierwszego trenera – został nim Irlandczyk Arthur Johnson, autor instrukcji, jak grać w piłkę, opublikowanej w Heraldo del Sport. Oficjalnymi siedzibami klubu stały się zaś zaplecze sklepu Al Capricho należącego do braci Padrósów oraz tawerna La Taurina, z której zawsze wyruszali na mecze.
Już w kwietniu klub przedstawił burmistrzowi Madrytu propozycję zorganizowania turnieju piłkarskiego dla uczczenia koronacji króla Alfonsa XIII – to właśnie z tego turnieju później wyewoluował Copa del Rey, czyli Puchar Króla. W jego pierwszej edycji, rozegranej w dniach 13–15 maja, wzięło udział pięć drużyn. I już pierwszego dnia turnieju odbył się mecz o prawo gry w finale między późniejszym Realem Madryt a przybyłym ze stolicy Katalonii FC Barcelona, który w następnych latach stał się największym rywalem Los Blancos. Spotkanie ze starszym o trzy lata i mającym już wówczas w składzie wielu obcokrajowców klubem z Barcelony zakończyło się przegraną gospodarzy 1:3. Barcelona w finale przegrała z Vizcayą, zaś Madrid FC w meczu z przegranym drugiego półfinału, którym był Club Español Foot Ball, zwyciężył 3:2, wygrywając tym samym Copa de la Gran Peña, pierwsze trofeum w swojej historii. W następnej edycji udało się mu już dojść do finału tych rozgrywek, ale tam uległ Athleticowi Bilbao 2:3.
W styczniu 1904 Carlos Padrós zrezygnował ze stanowiska prezesa Madryckiej Federacji Klubów Futbolowych (Federación Madrileña de Clubes de Foot-Ball) i zajął miejsce brata, Juana, na stanowisku prezesa Madrid FC. Jeszcze w tym samym miesiącu Madrid dzięki fuzji z drużynami Moderno i Amicale zyskał do składu francuskich zawodników tego drugiego.

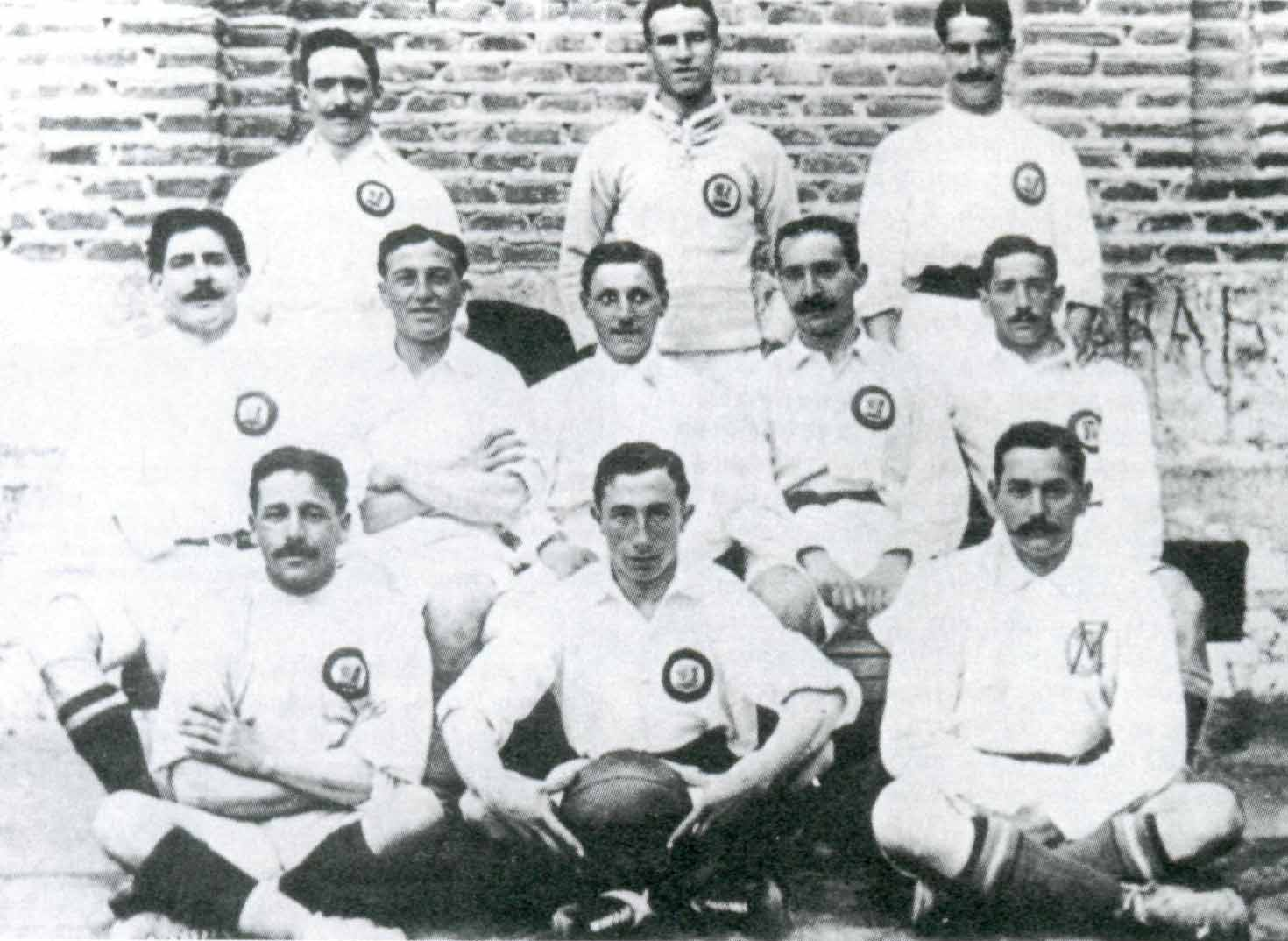
Madrid FC między 1905 a 1906: Berraondo, Alcalde, Joaquín Yarza, Paragés, Prast, Alonso, Revuelto, Armando Giralt, Manolo Yarza, Normand i „Patache” Giralt

Pierwszy Puchar Hiszpanii (będący wówczas także mistrzostwem Hiszpanii) Madrid zdobył 18 kwietnia 1905, pokonując w finale Atheltic 1:0 po golu Prasta. 23 października odbył się pierwszy mecz międzynarodowy Madridu – dla uczczenia wizyty Émile’a Loubeta w Hiszpanii Carlos Padrós zorganizował mecz z paryskim Galia Sport, który zakończył się remisem 1:1.
W latach 1906–1908 Madrid FC również triumfował w Pucharze Hiszpanii, co dało mu łącznie cztery zwycięstwa z rzędu, tracąc trofeum dopiero w 1909 na rzecz Club Ciclista San Sebastián. Również w 1908 zmienił się prezes klubu – stanowisko to zajął Adolfo Meléndez, a jego poprzednik, Carlos Padrós, został mianowany honorowym prezesem na zawsze.
Następny ważny dzień w historii klubu nastąpił 31 października 1912, kiedy to na ziemi dzierżawionej klubowi przez Laureano Garcíę Comiso za 1000 peset miesięcznie otwarto nowy stadion – O’Donnell. W tym samym sezonie występować w białych barwach zaczął młody napastnik Santiago Bernabéu, choć akurat wtedy rozpoczynał się słabszy okres dla klubu z Madrytu, który trwać miał do drugiej połowy dekady, kiedy to 15 maja 1917 odzyskał prymat na krajowej arenie, pokonując w finale Arenas Club de Getxo 2:1.
29 czerwca 1920 król Alfons XIII nadał klubowi tytuł Królewski (hiszp. Real) – Madrid Foot Ball Club zmienił się w ten sposób w Real Madrid Club de Fútbol, zmieniono bowiem także drugi człon dotychczasowej nazwy na hiszpański. Niespełna pół roku później Real Madryt rozpoczął swoje pierwsze zagraniczne tournée, w ramach którego rozegrał mecze w Lizbonie, Porto, Turynie, Livorno, Bolonii i Genui.
W następnych latach Real Madryt dwukrotnie zmieniał stadion – najpierw 29 kwietnia 1923 otwarto Ciudad Lineal (w meczu otwarcia gospodarze pokonali Real Unión 2:0 po golach José Maríi Ubedy), a następnie, 17 maja 1924, Estadio Chamartín. Inaugurację tego spotkania uświetnił mecz z Newcastle United, a honorowego pierwszego kopnięcia piłki dokonał syn królewski, Gonzalo.

### Od założenia ligi do zakończenia wojny domowej
Rozgrywki ligowe w Hiszpanii zainaugurowano 10 lutego 1929 meczem Realu Madryt przeciwko CE Europa z Barcelony. Zakończyło się ono zwycięstwem Los Blancos 5:0 (cztery gole Lazcano, jeden gol Morery), dzięki czemu klub z Madrytu stał się pierwszym w historii liderem Primera División. Sezon zakończył jednak na drugim miejscu, z dwoma punktami straty do FC Barcelona. Najlepszymi strzelcami drużyny zostali Jaime Lazcano (ściągnięty na mocy samodzielnej decyzji ówczesnego sekretarza klubu, Santiaga Bernabéu, za 6000 peset wbrew zaleceniom zarządu) i Gaspar Rubio – po jedenaście trafień w siedemnastu meczach.
Pierwszy tytuł mistrza Hiszpanii zdobyty w lidze przyszedł dopiero w sezonie 1931/1932 – mając w składzie takich graczy jak Jacinto Quincoces, Manuel Olivares Lapeña czy Ricardo Zamora, którego we wrześniu 1930 ściągnięto z Espanyolu za 150 tysięcy peset, Real Madryt zdobył w osiemnastu meczach 28 punktów, nie ponosząc przy tym ani jednej porażki. Dwa lata później Los Blancos odzyskali krajowy puchar, pokonując w finale Valencię 2:1.
21 czerwca 1936 miało miejsce wydarzenie z pozoru mało znaczące, które jednak z czasem urosło do miana legendy – Ricardo Zamora w swoim ostatnim oficjalnym meczu w barwach Realu Madryt obronił bardzo silny strzał José Escoli w końcówce finałowego meczu Pucharu Hiszpanii z FC Barcelona, kiedy to Los Blancos, grając w dziesięciu, bronili prowadzenia 2:1.
W wojnie domowej klub poniósł ciężkie straty – zginęło lub musiało opuścić Madryt wielu członków klubu, w tym ówczesny prezes, Rafael Sánchez Guerra, a stadion, zamieniony na tymczasowe więzienie, uległ zniszczeniu. Na szczęście dla Realu Madryt, zarząd pod kierunkiem Pedro Paragesa i Adolfo Meléndeza był w stanie rozpocząć długotrwały proces odbudowy potęgi klubu. Długo nie był jednak w stanie wygrać ligi, a za czasów następcy Meléndeza, Antonio Santosa Peralby, zajął w sezonie 1942/1943 10. miejsce – wówczas najsłabsze w historii Los Blancos.
W ostatnich tygodniach pełnienia funkcji przez Santosa Peralbę Real Madryt rozegrał kolejny mecz, który przeszedł do legendy. W półfinale krajowego pucharu Los Blancos mierzyli się z Barceloną i w pierwszym meczu na Camp de Les Corts przegrali 0:3, ale rewanżu, 13 czerwca 1943, odnieśli najwyższe zwycięstwo w swojej historii, pokonując Blaugranę aż 11:1. Mecz ten budzi kontrowersje, z powodu rzekomego szantażu jakiego miałyby dokonanać frankistowskie służby policyjne: przed rozpoczęciem gry dyrektor służb specjalnych wszedł do szatni Barçy – [...] – przypomniał zawodnikom, że wielu z nich dopiero co wróciło do Hiszpanii z wychodźstwa wojennego dzięki amnestii, która wybaczała ucieczkę. W finale Real Madryt przegrał jednak z Athletikiem Bilbao 0:1.

### Prezesura Santiaga Bernabéu
Trzy miesiące później, 15 września 1943, klub zyskał nowego prezesa – na stanowisko jednogłośnie wybrano Santiaga Bernabéu, człowieka mającego już za sobą pracę w klubie jako piłkarz, menadżer i dyrektor, który w ciągu trzydziestu pięciu lat prezesury stał się najlepszym i odnoszącym największe sukcesy prezesem w historii Realu Madryt, początkowo sam, a następnie wspólnie z Raimundem Saportą budując potęgę klubu. W ciągu kilku miesięcy rozpoczął realizację planów budowy nowego stadionu – grunty na ten cel zakupiono w czerwcu następnego roku, a już 27 października 1944 rozpoczęły się prace. Trwały do grudnia 1947, a pierwszym przeciwnikiem Realu Madryt na nowym stadionie był portugalski klub Os Belenenses; mecz zakończył się zwycięstwem gospodarzy 3:1.
1 września 1950 ukazał się pierwszy numer „Biuletynu informacyjnego Realu Madryt” (hiszp. Boletín Informativo), który na najbliższe 40 lat stał się organem prasowym klubu i kibiców Realu Madryt. Na okładce pierwszego numeru pojawił się krótki list od prezesa Bernabéu:

Życzę wielu sukcesów redakcji Biuletynu madridistów. Rada od starego człowieka: traktujcie dobrze przyjaciół, ale dużo lepiej wrogów. Uściski dla wszystkich madridistas.

Obecnie oficjalnym wydawnictwem prasowym klubu jest „Magazyn Realu Madryt” (hiszp. Revista Real Madrid).
W sezonie 1951/1952, w trakcie którego klub świętował 50. rocznicę istnienia (w ramach obchodów rozegrano mecz z Club Deportivo Los Millonarios z Alfredem Di Stéfano w składzie), Real Madryt ukończył ligę na trzecim miejscu, 2 punkty za Athletikiem i 5 za Barceloną. Jedynym sukcesem Los Blancos okazał się tytuł króla strzelców dla Pahiño, który w 27 meczach zdobył 28 goli, jednego więcej niż Ladislao Kubala.
W 1953 zawodnikiem Realu Madryt został Argentyńczyk Alfredo Di Stéfano. Stało się to po długim sporze z FC Barcelona, do którego zawodnik ten trafił najpierw. Oba kluby zapłaciły poprzedniej drużynie Di Stéfano kwotę odstępnego, wobec czego ostatecznie Królewska Hiszpańska Federacja Piłkarska poprosiła FIFA o rozsądzenie kwestii, którego klubu zawodnikiem jest Argentyńczyk. Ta najpierw oznajmiła, iż „Di Stéfano nie może zagrać w żadnym klubie hiszpańskim do chwili, gdy jego sytuacja [...] nie zostanie całkowicie wyjaśniona”, a następnie poprosiła o arbitraż byłego prezesa RFEF, Armado Muñoza Calero, który zaproponował, aby Di Stéfano rozegrał sezony 1953/1954 i 1955/1956 w barwach Realu Madryt, a 1954/1955 i 1956/1957 w barwach Barcelony. Oba kluby oprotestowały takie rozwiązanie i odwołały się do Narodowej Delegacji Sportów, która zadecydowała o zakazie dalszego transferowania do hiszpańskich klubów piłkarzy z zagranicy. Di Stéfano zaś, po rezygnacji Barcelony i za zgodą krajowej Federacji, ostatecznie trafił do Madrytu, gdzie zadebiutował 22 września 1953 (dzień po oficjalnym potwierdzeniu transferu) w towarzyskim meczu z nieistniejącym już FC Nancy.
Pierwszy sezon z Di Stéfano w składzie zakończył się tytułem mistrzowskim dla Los Blancos, a sam Don Alfredo zdobył trzy gole w meczu z Valencią, który ostatecznie zapewnił klubowi pierwsze miejsce w lidze. Sam Di Stéfano został królem strzelców z 27 bramkami na koncie. W następnej edycji rozgrywek ligowych Real Madryt obronił mistrzostwo, a Di Stéfano zdobył 25 goli z łącznie 80 strzelonych przez klub.

### Triumfy w Pucharze Mistrzów
We wrześniu 1955 rozpoczęła się pierwsza edycja Pucharu Mistrzów – w pierwszym meczu w historii rozgrywek Sporting CP i FK Partizan zremisowały 3:3, a pierwszy mecz Realu Madryt, rozegrany 8 września, zakończył się zwycięstwem 2:0 nad Servette FC w Genewie; bramki strzelali Miguel Muñoz w 74. minucie i Héctor Rial w 89. W rewanżu Los Blancos wygrali 5:0 po golach Di Stéfana (dwa), Joseíta, Riala i Molownego. Następnie klub eliminował kolejno: Partizan w 1/4 finału (4:0 i 0:3) oraz A.C. Milan (4:2 i 1:2). W finale rozegranym 13 czerwca 1956 Real Madryt zmierzył się ze Stade de Reims z Raymondem Kopą w składzie. Mecz zakończył się zwycięstwem drużyny hiszpańskiej 4:3 po golach Di Stéfana (14'), Riala (30', 79') i Marquitosa (67') dla Realu Madryt oraz Leblonda (6'), Templina (10') i Hidalga (62') dla Reims.
W następnym sezonie Real Madryt, już z Kopą we własnej drużynie, nie tylko odzyskał mistrzostwo Hiszpanii, kończąc sezon z pięcioma punktami przewagi nad Sevillą, ale też drugi raz z rzędu zagrał w finale Pucharu Mistrzów. Wyeliminowawszy w półfinale Manchester United (3:1 i 2:2), w finale rozegranym 30 maja 1957 na Estadio Santiago Bernabéu przy obecności 124 tysięcy widzów na trybunach Los Blancos pokonali Fiorentinę 2:0 po golach Di Stéfana w 70 i Francisca Gento w 76 minucie.
Kolejny rok przyniósł obronę obu trofeów – w lidze klub o trzy punkty wyprzedził Atlético Madryt (Di Stéfano, Rial i Marsal strzelili razem 48 goli), zaś w finale Pucharu Mistrzów zmierzył się z Milanem na stadionie Heysel. Wszystkie gole zdobyte w regulaminowym czasie gry padły w ciągu dziesięciu minut; strzelali je kolejno: 0:1 Juan Schiaffino (69'), 1:1 Di Stéfano (74'), 1:2 Grillo (78'), 2:2 Rial (79'). Mecz został rozstrzygnięty w dogrywce dzięki bramce Francisca Gento w 107. minucie.
Sezon 1957/1958 był ostatnim w piłkarskiej karierze Miguela Muñoza (rozegrał w jego trakcie tylko cztery mecze ligowe, ostatni w marcu przeciwko Sportingowi Gijón). W jego miejsce po długich i trudnych negocjacjach sprawdzono Węgra Ferenca Puskása. Ten w pierwszym roku gry w Madrycie strzelił 21 goli w 24 meczach ligowych, ale Real Madryt zajął w końcowej klasyfikacji drugie miejsce, 4 punkty za FC Barcelona. Zdobył za to już czwarty z rzędu Puchar Mistrzów – finałowym przeciwnikiem znów był Stade de Reims, ale tym razem Los Blancos nie pozwolili Francuzom strzelić ani jednego gola, sami zaś zdobyli dwa. Dzięki trafieniom Mateosa i Di Stéfana (król strzelców ligi hiszpańskiej z 23 bramkami) mecz w Stuttgarcie zakończył się zwycięstwem Realu Madryt.
W sezonie ligowym 1959/1960 sytuacja się powtórzyła – Real Madryt znów zajął drugie miejsce, wyprzedzony przez FC Barcelona, choć tym razem oba klub zdobyły po tyle samo punktów (46), ale ekipa z Katalonii wygrała rywalizację dzięki lepszemu bilansowi bramek. Los Merengues okazali się za to lepsi w Pucharze Mistrzów, pokonując Barcelonę w półfinale (3:1 u siebie po dwóch golach Di Stéfana i jednym Puskása oraz również 3:1 na wyjeździe po dwóch trafieniach Puskása i jednym Genta). W meczu finałowym (18 maja 1960 na Hampden Park) rywalem Madrytu był Eintracht Frankfurt. Choć pierwszą bramkę strzelili Niemcy (Richard Kress w 18. minucie), do przerwy wynik brzmiał 3:1 dla Realu Madryt (dwa razy Di Stéfano, raz Puskás). W 26 minut drugiej połowy Real Madryt strzelił kolejne trzy bramki, a zdobywcą wszystkich był Puskás. Minutę po trafieniu na 6:1 gola zdobył Erwin Stein, następnie na 7:2 podwyższył Di Stéfano, a wynik trafieniem na 7:3 ustalił Stein w 76. minucie. Dla trenowanego już wówczas przez swojego byłego piłkarza, Miguela Muñoza, Realu Madryt był to piąty z rzędu triumf w europejskich rozgrywkach.
| 18 maja 1960 | Real Madryt | 7:3(3:1) | Eintracht Frankfurt | Hampden Park, Glasgow Widzów: 127 621 Sędzia: John „Jack” Alexander Mowatt (Szkocja) |
| 18 maja 1960 | Alfredo Di Stéfano 27', 30', 75' · Ferenc Puskás 45+1', 56' (k.), 60', 71' | 7:3(3:1) | Richard Kress 18' · Erwin Stein 72', 74' | Hampden Park, Glasgow Widzów: 127 621 Sędzia: John „Jack” Alexander Mowatt (Szkocja) |
| Rogelio Domínguez – Marquitos, José Santamaría, Pachín, José María Vidal, José María Zárraga (kapitan), Canário, Luis del Sol, Alfredo Di Stéfano, Ferenc Puskás, Francisco Gento; Trener: Miguel Muñoz | Rogelio Domínguez – Marquitos, José Santamaría, Pachín, José María Vidal, José María Zárraga (kapitan), Canário, Luis del Sol, Alfredo Di Stéfano, Ferenc Puskás, Francisco Gento; Trener: Miguel Muñoz |          | Egon Loy – Friedel Lutz, Hans-Walter Eigenbrodt, Hermann Höfer, Hans Weilbächer, Dieter Stinka, Richard Kress, Dieter Lindner, Erwin Stein, Alfred Pfaff (kapitan), Erich Meier: Trener: Paul Oßwald | Egon Loy – Friedel Lutz, Hans-Walter Eigenbrodt, Hermann Höfer, Hans Weilbächer, Dieter Stinka, Richard Kress, Dieter Lindner, Erwin Stein, Alfred Pfaff (kapitan), Erich Meier: Trener: Paul Oßwald |

We wrześniu tego samego roku Real Madryt pokonał w dwumeczu urugwajski Club Atlético Peñarol, zdobywając pierwszy w historii Puchar Interkontynentalny.

### Lata 60 XX w.

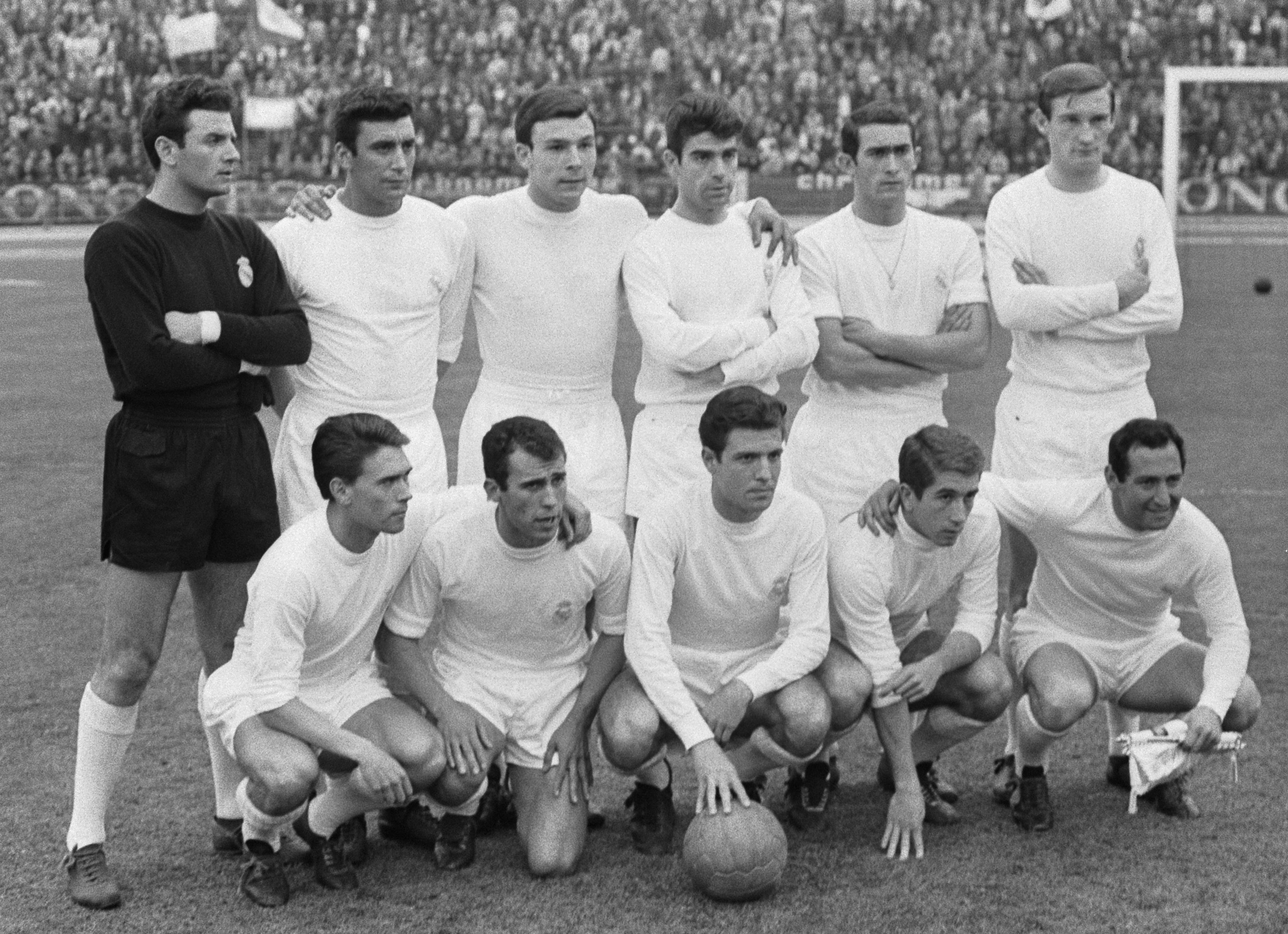
Skład Realu z 1966 roku

Świetna passa Realu Madryt w Pucharze Klubowych Mistrzów Europy dobiegła końca w następnym sezonie – już w drugiej rundzie (czyli 1/8 finału) klub został wyeliminowany przez FC Barcelona (2:2 w Madrycie, 2:1 dla gospodarzy w Barcelonie). Barcelona ostatecznie doszła do finału, gdzie stosunkiem 3:2 pokonała ją SL Benfica. W lidze hiszpańskiej Madryt zajął za to pierwsze miejsce z aż dwunastoma punktami przewagi nad Atlético, zaś Ferenc Puskás z 28 golami w 28 meczach został królem strzelców. Był to pierwszy z serii pięciu tytułów mistrza Hiszpanii dla Los Blancos.
W tym samym roku, dokładnie 8 lutego 1961, Real Madryt po raz pierwszy zagrał na słynnym stadionie Maracanã – przeciwnikiem Los Blancos był Club de Regatas Vasco da Gama. Do przerwy goście prowadzili 2:0 po golach Luisa del Sola i Canário, ale w drugiej połowie Vasco da Gama wyrównał do 2:2 i takim wynikiem zakończyło się spotkanie.
2 maja 1962 Real Madryt znów zagrał w finale najbardziej prestiżowych europejskich rozgrywek piłkarskich, ale tym razem nie sprostał lizbońskiej Benfice – mimo że dwa pierwsze gole były golami dla Los Blancos (zdobywcą obu był Puskás, który przed przerwą zdobył jeszcze jednego gola), spotkanie ostatecznie zakończyło się rezultatem 5:3 dla Benfiki. Klub ostatecznie zdobył jednak podwójną koronę, dodając do mistrzostwa kraju Puchar Hiszpanii wywalczony w lipcu (po raz pierwszy od 15 lat) w meczu z Sevillą.
18 maja 1963 klub otwiera nowy kompleks sportowy – Ciudad Deportiva (hiszp. „Miasto Sportowe”), w którym odtąd trenować będą także piłkarze młodzieżowi. 20 sierpnia tego samego roku wenezuelskie komando antyrządowe Fuerzas Armadas de Liberación Nacional postanowiła porwać Alfreda Di Stéfano. Udało im się uzyskać pożądany rozgłos, a sam piłkarz został po pewnym czasie uwolniony. Niedługo potem Real Madryt znów grał w finale Pucharu Mistrzów, ale tam uległ włoskiemu Internazionale. Końcowy wynik: 3:1 dla drużyny Helenio Herrery. Był to ostatni mecz Alfreda Di Stéfano w barwach Realu Madryt. Zawodnik znany jako Blond Strzała odszedł do Espanyolu wskutek sporu z trenerem Miguelem Muñozem popieranym przez prezesa Bernabéu, mimo że ten drugi oferował Di Stéfano pozostanie w klubie na stanowisku pozaboiskowym.
W kwietniu 1965 Real Madryt zapewnił sobie wywalczenie wspomnianego piątego tytułu mistrza kraju z rzędu. Był to zarazem debiutancki sezon w klubie dla pierwszych z grupy piłkarzy zwanych generacją yé-yé lub hippisami – pierwszymi jej przedstawicielami w Madrycie byli Grosso, Pirri, Sanchís, De Felipe, Morollón.
Rok później Królewscy musieli co prawda uznać wyższość lokalnego rywala, Atlético, w lidze (jeden punkt straty; najlepszy strzelec zespołu, Grosso, uzyskał tylko 11 goli), ale za to odzyskali najcenniejsze europejskie trofeum – Puchar Mistrzów. Finał, rozegrany znów na Heysel, zakończył się zwycięstwem 2:1 nad belgradzkim Partizanem.
Odzyskawszy Puchar Europy, Real Madryt mógł znów skoncentrować się na walce o ligę hiszpańską. Na arenie międzynarodowej odpadł już w ćwierćfinałowym dwumeczu z Interem, ale w Primera División zajął pierwsze miejsce, które następnie obronił dwa razy z rzędu.

### Lata 70 XX w.
Walka o przedłużenie serii tytułów mistrzowskich do czterech nie powiodła się – Los Blancos zajęli zaledwie piąte miejsce (ekipy z miejsc 3. – 6. miały po tyle samo punktów, trzydzieści pięć). Udało się za to pokonać Valencię w finale Copa del Generalísimo, dzięki czemu klub mógł wystąpić w Pucharze Zdobywców Pucharów. W maju roku następnego prowadzony wciąż przez Miguela Muñoza Real Madryt doszedł do finału tych rozgrywek – pierwszy i przedostatni raz w historii – gdzie nie sprostał Chelsea F.C. W pierwszym meczu w Pireusie padł remis 1:1, w powtórzonym finale londyńczycy wygrali 2:1 po golach Dempseya i Osgooda. Jedyny gol dla Realu Madryt padł po strzale Fleitasa. Był to zarazem ostatni mecz w karierze Francisco Gento.
W 1972 Real Madryt zdobył kolejne, piętnaste już mistrzostwo Hiszpanii, ale w następnym ukończył rozgrywki na zaledwie czwartym miejscu. Kiedy po 18. kolejce sezonu 1973/1974, w której przegrał z broniącym się przed spadkiem Club Deportivo Castellón, klub znalazł się na siódmej pozycji w tabeli, Santiago Bernabéu rozwiązał umowę z Muñozem. Na jego miejsce zatrudniony został Luis Molowny, również od lat związany z klubem, ale nie pomógł wiele. Real Madryt zakończył sezon na ósmym miejscu, ponosząc jeszcze – już pod batutą Molownego – pamiętną porażkę 0:5 na własnym stadionie z FC Barcelona Rinusa Michelsa. Luis Molowny musiał pożegnać się ze stanowiskiem. 5 lipca 1974 jego następcą został Miljan Miljanić, któremu w trzy sezony udało się zdobyć dwa mistrzostwa Hiszpanii i jeden Puchar Hiszpanii (dublet w 1975).
Miljanić odszedł we wrześniu 1977, po sezonie, w którym Real Madryt zajął dziewiąte miejsce w lidze (najniższe od 1948), a na stanowisko powrócił Luis Molowny. Tym razem pozostał w klubie dłużej, do czerwca 1979, i z lepszym skutkiem – dwukrotnie wygrał ligę.
W międzyczasie miały miejsce dwa ważne wydarzenia pozasportowe. Najpierw w 1977 klub obchodził 75 rocznicę istnienia, która jednak nie była obchodzona zbyt radośnie ze względu na fatalne wyniki sportowe (dokładnie w „urodziny” Real Madryt zremisował 1:1 z Valencią i zajmował 7. miejsce w tabeli, zaś z Pucharem Mistrzów pożegnał się już w drugiej rundzie, po dwumeczu Club Brugge. Niemniej jednak zorganizowano miniturniej z udziałem reprezentacji Argentyny, reprezentacji Iranu oraz marokańskiego klubu Mouloudia. W finale Los Merengues pokonali Argentynę 1:0 po golu Vicente del Bosque. Prezes Santiago Bernabéu był już wówczas bardzo słabego zdrowia i zmarł rok i trzy miesiące później, po trzydziestu pięciu latach rządów w klubie. Jego tymczasowym następcą został wiceprezes Raimundo Saporta, a oficjalnym nowym prezesem został przez aklamację wybrany Luis de Carlos, były skarbnik klubu. Pozostał na stanowisku do 1985, kiedy to zastąpił go Ramón Mendoza.

### Prezesi Luis de Carlos i Ramón Mendoza
31 sierpnia 1979 został rozegrany pierwszy turniej o Trofeo Santiago Bernabéu, turniej ku pamięci wielkiego prezesa. Udział wzięły, poza Realem Madryt prowadzonym już przez Vujadina Boškova, trzy kluby: AFC Ajax, Bayern Monachium i A.C. Milan. Puchar trafił w ręce Bayernu Monachium.
4 czerwca 1980 rozegrany został biały finał Pucharu Hiszpanii (znanego już jako Copa del Rey, a nie Copa del Generalísimo) – Real Madryt zmierzył się w nim ze swoją filialną drużyną, Castillą. Real Madryt wygrał to spotkanie 6:1. Sezon 1979/1980 był więc bardzo udany dla Los Blancos, gdyż oprócz krajowego pucharu zdobyli też mistrzostwo Hiszpanii (znów trzecie z rzędu), a w Pucharze Mistrzów doszli do półfinałów, gdzie jednak lepszym okazał się Hamburger SV (wygrana 2:0 w Madrycie, ale przegrana aż 1:5 na wyjeździe). W uznaniu tych sukcesów magazyn „France Football” uznał Real Madryt najlepszym klubem Europy 1980.
27 maja 1981 Królewscy stanęli przed szansą zdobycia siódmego Pucharu Mistrzów – eliminując kolejno: Limerick United, Budapest Honvéd Futball Club, Spartak Moskwa i Inter Mediolan, doszli do finału na paryskim Parc des Princes, gdzie ich rywalem był Liverpool FC Boba Paisleya. Długo utrzymywał się wynik bezbramkowy i dopiero w 82. minucie gola zdobył Alan Kennedy. Real Madryt nie zdążył już wyrównać i puchar trafił do Liverpoolu.
Rok później Real Madryt, który tym razem zajął trzecie miejsce w lidze, a w Pucharze UEFA odpadł w 1/4 finału, stał się gospodarzem finałowego meczu Mistrzostw Świata 1982 – 11 lipca 1982 na Estadio Santiago Bernabéu Włosi pokonali Niemców 3:1.
Minęło osiem dni od tego meczu do chwili, w której Luis De Carlos zaprezentował nowych trenerów pierwszej i drugiej drużyny. Zostali nimi byli wielcy piłkarze Realu Madryt, odpowiednio Alfredo Di Stéfano i Amancio Amaro. Blond strzała dwa razy z rzędu zakończył ligę na drugim miejscu za Athletikiem Bilbao i znów musiał pożegnać się z klubem, a na sezon 1984/1985 na stanowisko trenera powołano Amaro. W pierwszej drużynie grał już wówczas wychowanek Castilli, Emilio Butragueño, który w debiucie w barwach Los Blancos 5 lutego 1984 – w wyjazdowym meczu z Cádiz CF – strzelił dwa gole. Rozgrywki ligowe sezonu 1984/1985 nie były udane dla Królewskich – zajęli piąte miejsce, a Amancio Amaro jeszcze przed ostatnią kolejką stracił pracę na rzecz Luisa Molownego, ale za to w Pucharze UEFA udało się dojść do finału, eliminując po drodze RSC Anderlecht, który co prawda w pierwszym meczu wygrał 3:0, to w rewanżu w Madrycie Los Blancos wygrali aż 6:1. W ostatnim dwumeczu Real Madryt zmierzył się z węgierskim Videotonem – w pierwszym meczu, rozegranym w Székesfehérvárze, Los Blancos wygrali 3:0 po golach Míchela, Santillany i Jorge Valdano, zaś w rewanżu w Madrycie przegrali 0:1 (bramkę strzelił Lajos Májer).
Były to już czasy formacji znanej jako Quinta del Buitre – Piątka Sępa, nazywanej tak od noszącego przezwisko „Sęp” Emilia Butragueño (pozostałymi członkami tej grupy byli Manolo Sanchís, jedyny w tej grupie obrońca, Martín Vázquez, Míchel i Miguel Pardeza). Rok później Real Madryt stał się pierwszą w historii drużyną, która obroniła Puchar UEFA. W pierwszej odsłonie finałowego dwumeczu (30 kwietnia 1986) Los Blancos pokonali 1. FC Köln 5:1, a w rewanżu przegrali 0:2. Było to jedno z dwóch w tym sezonie trofeów Realu Madryt – drugim stało się mistrzostwo Hiszpanii zdobyte z 11 punktami przewagi nad FC Barcelona. Hugo Sánchez, Meksykanin, dla którego był to pierwszy sezon w Realu Madryt, obronił koronę króla strzelców zdobytą rok wcześniej w barwach Atlético Madryt. Zdobył ją później jeszcze cztery razy (kolejno: 22, 34 (co dało mu Złotego Buta), 29 i 38 goli), zaś Los Blancos kończyli na pierwszym miejscu w tabeli ligowej kolejne cztery sezony. Drugą w historii serię pięciu tytułów z rzędu Real Madryt zakończył, zdobywając w sezonie 1989/1990 aż 107 goli w 38 meczach (aż dwanaście razy strzelał cztery lub więcej goli w meczu).
17 listopada 1990 pracę w Madrycie stracił John Toshack. Prezes Mendoza tymczasowo zatrudnił trenerski duet Alfredo Di Stéfano-José Antonio Camacho i zaczął starania, aby posadę szkoleniowca objął Luis Aragonés pracujący wówczas w Espanyolu. Negocjacje zakończyły się fiaskiem i ostatecznie trenerem Realu Madryt został Radomir Antić.
14 kwietnia 1991 Ramón Mendoza po raz drugi wygrał wybory na stanowisko prezesa klubu. W trakcie sezonu 1991/1992 zwolnił Anticia i zastąpił go Holendrem Leo Beenhakkerem. W tamtym momencie Real Madryt miał jeszcze cztery punkty przewagi nad drugą w tabeli Barceloną, ale w ciągu osiemnastu kolejek roztrwonił ją, ostatecznie przegrywając mistrzostwo w ostatnim meczu ligowym – po 37. rundzie spotkań przewaga Los Blancos nad Azulgraną wynosiła jeden punkt, Barcelona wygrała mecz z Athletikiem Bilbao u siebie 2:0, ale Real Madryt przegrał na wyjeździe z CD Tenerife prowadzonym przez Jorge Valdano 2:3, mimo że prowadził już 2:0. Tytuł mistrzowski trafił do Barcelony.
Smutny dla Realu Madryt scenariusz powtórzył się w identyczny sposób sezon później: po 37. kolejce Los Blancos, już z Benitem Floro na ławce trenerskiej, mieli jeden punkt przewagi nad Barceloną Johana Cruijffa i znów czekał ich mecz na Teneryfie. Przegrali 0:2 po golach Oscara Dertycii i Chano, co wobec wygranej FC Barcelona z Realem Sociedad oznaczało, że tytuł mistrzowski trafił do Katalonii. Sama Teneryfa zyskała wówczas wśród kibiców Realu Madryt miano „wyspy przeklętej”.
7 maja 1994 zakończyły się prace przy przebudowie stadionu Santiago Bernabéu – jeszcze tego samego dnia rozegrano nań ligowy mecz z FC Barcelona w ramach 37. kolejki Primera División. Goście wygrali spotkanie 1:0 po golu Guillermo Amora. Niedługo potem tymczasowy trener Vicente del Bosque pożegnał się z posadą, a na jego miejsce przyszedł Argentyńczyk Jorge Valdano, ten sam, który jako trener Tenerife dwukrotnie pozbawił Los Blancos mistrzostwa. W tym samym okresie piłkarzami Realu Madryt zostali między innymi Fernando Redondo, Michael Laudrup (sprowadzony z FC Barcelona) i Santiago Cañizares. Z Valdanem na ławce klub z Estadio Bernabéu odzyskał tytuł mistrzowski, pokonując po drodze broniącą tytułu Barçę 5:0 (klasyczny hat trick Ivána Zamorano, po jednym Luisa Enrique i Joségo Emilia Amaviski).
W międzyczasie, 19 lutego 1995, Ramón Mendoza został ponownie wybrany na stanowisko prezesa. Miesiąc później, 28 marca, w Madrycie doszło do spotkania prezesów Realu Madryt (Ramón Mendoza), Benfiki (Manuel Dalmaciu) oraz przedstawicieli Juventusu (Roberto Bettega) i Milanu (Adriano Galliani), na którym zadecydowano o powołaniu do życia Związku Europejskich Klubów Mistrzowskich, zalążka późniejszej G-14.
Kiedy na jaw wyszły wielkie długi Realu Madryt, Ramón Mendoza podał się do dymisji. 20 listopada 1995 przestał pełnić funkcję prezesa, a jego miejsce na mocy artykułu 49. ówczesnego statutu klubu zajął członek zarządu, Lorenzo Sanz. 52-letni wówczas nowy włodarz Los Blancos w styczniu następnego roku rozwiązał umowę z Valdano, a po zakończeniu sezonu zatrudnił na stanowisku pierwszego trenera Włocha Fabia Capella, sprowadzając też nowych piłkarzy: Clarence’a Seedorfa, Davora Šukera, Predraga Mijatovicia i Roberto Carlosa.

### Prezesura Lorenza Sanza

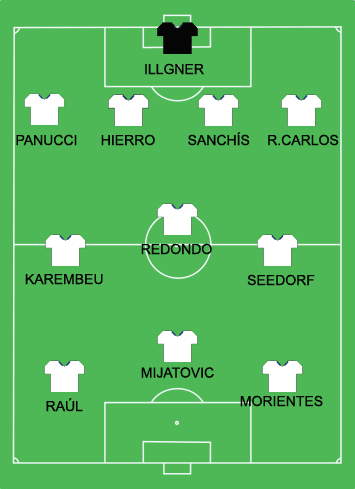
Skład Realu Madryt na mecz finałowy Ligi Mistrzów 1998

W sezonie 1996/1997 Real Madryt prowadzony przez Capella zdobył w 42 meczach 92 punkty i o dwa punkty wyprzedził Barcelonę, która jednak strzeliła 17 goli więcej (aż 102 wobec 85 ekipy z Madrytu). W trakcie tego sezonu Real Madryt rozegrał swój dwutysięczny mecz ligowy, zarazem tysięczny w roli gospodarza, w którym pokonał CF Extremadura 5:0. Mimo sukcesu Capello stracił pracę i już z Juppem Heynckesem na ławce w meczu o Superpuchar Hiszpanii Los Blancos pokonali Blaugranę (porażka 1:2 na Camp Nou, wygrana 4:1 u siebie).
12 stycznia 1998 Real Madrid Club de Fútbol, sześciokrotny triumfator Pucharu Mistrzów, uznany został przez FIFA za najlepszy klub piłki nożnej XX wieku. Dwa miesiące później w ćwierćfinale edycji 1997/1998 tych rozgrywek Los Blancos pokonali Bayer 04 Leverkusen (1:1 i 3:0), następnie Borussię Dortmund, a wreszcie 20 maja w rozgrywanym na Amsterdam ArenA meczu finałowym pokonał Juventus F.C. Marcella Lippiego 1:0 po golu Mijatovicia w 67. minucie. Real Madryt odzyskał najcenniejsze europejskie trofeum klubowej piłki nożnej po dokładnie 32 latach i 9 dniach.
Podobnie jak Capello, również Heynckes stracił pracę mimo wzbogacenia klubowej galerii trofeów. Przyczyną zwolnienia niemieckiego szkoleniowca była bardzo słaba postawa w lidze: zaledwie 4. miejsce, jedenaście punktów za Barceloną. Nadszedł czas Guusa Hiddinka, który dopiero co zajął również 4. miejsce – z reprezentacją Holandii na Mundialu 1998. Holender co prawda zdobył ze swoim nowym klubem Puchar Interkontynentalny, pokonując w Tokio 2:1 Club de Regatas Vasco da Gama, ale wytrwał na stanowisku tylko do lutego 1999, kiedy po dwóch z rzędu porażkach (0:3 z FC Barcelona, 0:1 z Athletikiem) został zastąpiony przez Johna Toshacka. Walijczyk pomógł Realowi Madryt wspiąć się z szóstego na drugie miejsce w tabeli, ale nie dał rady wywalczyć tytułu mistrzowskiego (między 23. a 38., ostatnią, kolejką strata Los Blancos do Azulgrany powiększyła się z siedmiu do jedenastu punktów), zaś w 1/4 finału Ligi Mistrzów przegrał z Dynamem Kijów.
Następny sezon podopieczni Toshacka zaczęli źle i po jedenastu kolejkach Toshack musiał odejść z klubu. Na tymczasowego następcę powołany został Vicente del Bosque. Prowadzona przezeń drużyna początkowo grała jeszcze gorzej niż w czasach Toshacka, spadając po 14. kolejce i porażce 1:5 u siebie z Realem Saragossa na 17. miejsce, ale potem zaczęła się wspinać w tabeli i po 22. kolejce była już na 5. miejscu. Trener zwany „Sfinksem” ostatecznie nie zdołał wprowadzić Realu Madryt do pierwszej czwórki drużyn mających prawo gry w Lidze Mistrzów, ale za to udało mu się osiągnąć zwycięstwo w samej Champions League – pod jego kierunkiem Los Blancos wyeliminowali Manchester United i Bayern Monachium, by w finale na Stade de France zmierzyć się z Valencią; był to pierwszy w historii finał tych rozrywek, w którym zagrały dwa kluby z jednego kraju. Real Madryt wygrał mecz 3:0 po golach Fernanda Morientesa, Steve’a McManamana i Raúla, najlepszego strzelca tej edycji Ligi Mistrzów. Wygrana na Stade de France pozwoliła Realowi Madryt zagrać w Lidze Mistrzów 2000/2001, gdyż zaledwie piąta pozycja w lidze hiszpańskiej kwalifikowałaby go tylko do Pucharu UEFA; w tej sytuacji Los Blancos trafili do Champions League, a do Pucharu UEFA przesunięto czwarty w tabeli Real Saragossa.

### Florentino Pérez i „Galaktyczni”

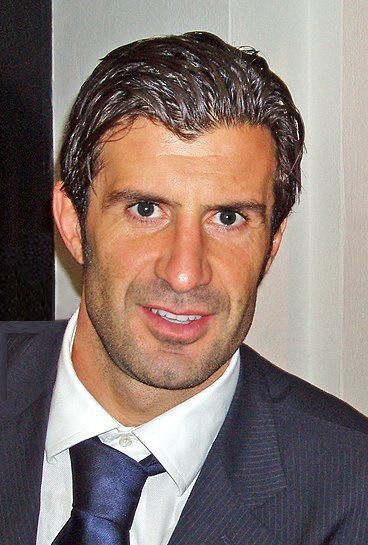
Luís Figo – pierwszy „Galaktyczny”

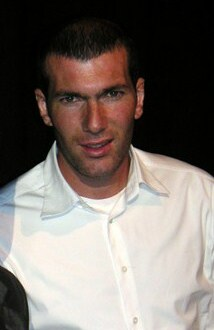
Zinédine Zidane

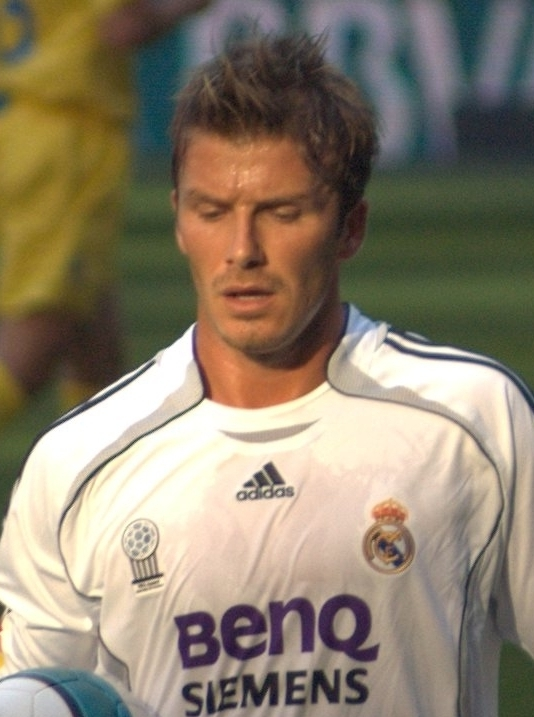
David Beckham

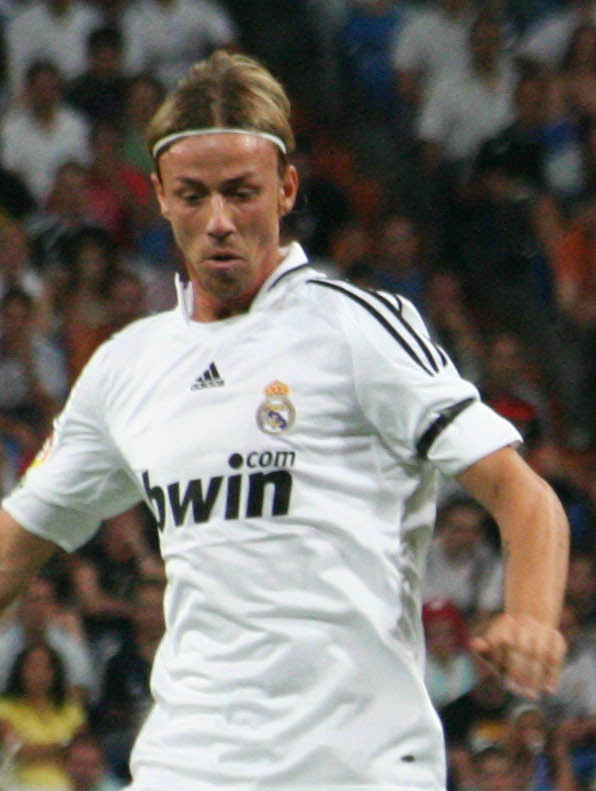
Jedna z gwiazd w tamtym czasie – Guti

Krótko po finale Ligi Mistrzów odbyły się kolejne wybory na stanowisko prezesa. Ubiegający się o reelekcję Lorenzo Sanz obiecał socios, iż w razie zwycięstwa sprowadzi do klubu napastnika Diega Tristána, ale jego główny rywal, Florentino Pérez, który już raz przegrał wybory z Ramónem Mendozą, przebił tę ofertę, deklarując, że jeśli to jego kibice powołają do roli prezesa, na Estadio Santiago Bernabéu zagra gwiazdor FC Barcelona, Luís Figo. Ta obietnica pozwoliła mu w wyborach 16 czerwca pokonać Sanza. Pérez szybko zapłacił Barcelonie kwotę 56 milionów dolarów odstępnego, którą Portugalczyk miał zapisaną w kontrakcie z katalońskim klubem i ściągnął Figo do Madrytu, ustalając tym samym nowy rekord świata w dziedzinie sumy transferu.
5 listopada 2000 Alfredo Di Stéfano został mianowany dożywotnim honorowym prezesem klubu, a 11 grudnia podczas odbywającej się w Rzymie gali FIFA Real Madryt otrzymuje oficjalny tytuł Najlepszego Klubu XX wieku. Przełom lat 2000/2001 był zresztą bardzo przyjemny dla kibiców Los Merengues, gdyż 14 stycznia Figo otrzymał przyznawaną przez France Football Złotą Piłkę, natomiast 5 lutego zarząd klubu, rozpoczynając obchody jego setnych urodzin, podjął decyzję o zaproponowaniu królowi Janowi Karolowi I tytułu drugiego honorowego prezesa Realu Madryt; monarcha ofertę przyjął.
Przy dużym wkładzie najdroższego piłkarza świata (34 mecze, 2955 minut na boisku i 9 goli) Real Madryt zdobywa mistrzostwo Hiszpanii za sezon 2000/2001, ostatecznie zapewniając sobie końcowy triumf 26 maja, zwycięstwem 5:0 nad Deportivo Alavés. Nie udało się jednak obronić pucharu Ligi Mistrzów – w fazach grupowych edycji 2000/2001 Los Blancos dwukrotnie zajęli pierwsze miejsce, następnie w ćwierćfinale bez większych problemów wyeliminowali Galatasaray SK, ale już w półfinale nie sprostali Bayernowi, z którym przegrali 0:1 u siebie i 1:2 na wyjeździe.
9 lipca 2001 Florentino Pérez zaprezentował nowy nabytek z Juventusu, rozgrywającego reprezentacji Francji, Zinédine’a Zidane’a, który stał się zarazem nowym najdroższym piłkarzem świata – Real Madryt zapłacił zań Juventusowi 64,5 miliona dolarów. Od nazwiska tego piłkarza oraz wychowanka Madrytu, Francisco Pavóna, wzięła nieformalną nazwę strategia transferowa Péreza, Zidanes y Pavones (hiszp. „Zidane’owie i Pavónowie”) polegająca na sprowadzaniu tylko graczy słynnych i prezentujących wielkie umiejętności (właśnie „Galaktycznych”) i uzupełnianiu składu zdolnymi wychowankami, takimi jak Pavón. Początkowo taktyka ta przynosiła rezultaty – już z Francuzem w składzie drużyna Vicente del Bosque zdobyła Superpuchar Hiszpanii. Ostatecznie w sezonie 2001/2002 drużyna zajęła co prawda dopiero trzecie miejsce w lidze, ale doszła zarówno do finału Copa del Rey, jak i Ligi Mistrzów.
Finał Pucharu Hiszpanii rozegrano w Madrycie 6 marca 2002 – dokładnie w setne urodziny Los Merengues. Triumf w tym meczu miał być uświetnieniem obchodów rocznicowych, ale Real Madryt przegrał z Deportivo La Coruña 1:2. Pozostała więc walka o Ligę Mistrzów – w finale tych rozgrywek przeciwnikiem był Bayer 04 Leverkusen. Na Hampden Park w Glasgow, dokładnie tam, gdzie Real Madryt czterdzieści lat wcześniej wygrał Puchar Mistrzów w meczu z Eintrachtem, Los Blancos w 8. minucie dzięki bramce Raúla objęli prowadzenie, które stracili sześć minut później po strzale Lúcio. Pod koniec pierwszej połowy strzał z woleja Zinédine’a Zidane’a znów przechylił szalę zwycięstwa na rzecz Madrytu. Mimo trwającego pod koniec meczu oblężenia bramki Ikera Casillasa (który w 68. minucie zmienił kontuzjowanego Césara) Niemcy nie zdołali już wyrównać i dziewiąty Puchar Mistrzów trafił do Madrytu. W sierpniu tego samego roku Real Madryt zdobył pierwszy Superpuchar Europy, pokonując Feyenoord 3:1.
Następnego dnia kontrakt z Realem Madryt podpisał król strzelców Mundialu 2002, dotychczas zawodnik Interu Mediolan, Brazylijczyk Ronaldo Luís Nazário de Lima – sumę odstępnego oceniono na 44,5 miliona dolarów. 3 grudnia 2002, z trójką Los Galácticos w składzie, Real Madryt wygrał ostatnie trofeum, jakie było do wygrania w tym roku – Puchar Kontynentalny, który zdobyli, pokonując w Jokohamie paragwajski Club Club Olimpia po golach Ronaldo i Gutiego. A 18 grudnia, na oficjalne zakończenie obchodów stulecia, klub rozegrał mecz z drużyną Reszty Świata; rozegrane w ulewnym deszczu spotkanie zakończyło się remisem 3:3.
22 czerwca 2003, pokonując w ostatniej kolejce Athletic Bilbao 3:1 po dwóch golach Ronaldo i jednym Roberto Carlosa, zdobył 29. tytuł mistrza Hiszpanii, wyprzedzając o dwa punkty Real Sociedad. Dla Athleticu zaś porażka oznaczała utratę prawa startu w Pucharze UEFA na rzecz FC Barcelona. Ronaldo zdobył 23 gole w 32 meczach, zdobywając tym samym tytuł króla strzelców La Liga.
Mimo sukcesu ligowego Vicente del Bosque, podobnie jak kilka lat wcześniej Fabio Capello, stracił pracę, a wraz z nim kapitan drużyny, Fernando Hierro. Nowym szkoleniowcem Realu Madryt został Portugalczyk Carlos Queiroz, dotychczasowy asystent Aleksa Fergusona w Manchesterze United. Wkrótce, 2 lipca, z tego samego klubu przybywa do Madrytu angielski prawy pomocnik David Beckham, za którego Florentino Pérez zapłacił Czerwonym Diabłom 41 milionów dolarów. Łącznie na „Galaktycznych” Real Madryt wydał więc równowartość 205,5 miliona dolarów.
27 sierpnia 2003 Real Madryt zdobył ostatnie trofeum przed blisko czteroletnią przerwą – Superpuchar Hiszpanii. Po przegranej 1:2 w wyjazdowym meczu z RCD Mallorca, w rewanżu Los Blancos wygrali 3:0 dzięki golom Raúla, Ronaldo i debiutującego przed własną publicznością Beckhama. Był to obiecujący początek sezonu, a dalszy jego przebieg potwierdzał optymistyczne prognozy: po 19. kolejce ligowej Real Madryt zajmował drugie miejsce w tabeli, tracąc tylko punkt do Valencii, zaś w grupie F pierwszej rundy Ligi Mistrzów zajął bez problemu pierwsze miejsce, nie przegrywając żadnego z sześciu meczów. Jeszcze w 1/8 finału (28 lutego i 9 marca) Los Blancos poradzili sobie z Bayernem, ale już w ćwierćfinałowym dwumeczu, po porażce w finale Copa del Rey z Saragossą, nie sprostali późniejszemu finaliście, AS Monaco – mimo że w pierwszym meczu wygrali 4:2 (jeden gol wypożyczonego z Madrytu do Monaco Morientesa), porażka 1:3 w rewanżu dała awans Monaco na mocy reguły bramki wyjazdowej. W tamtym momencie Real Madryt zajmował jeszcze pierwsze miejsce w lidze (było to po 31. kolejce), ale w ostatnich siedmiu meczach zdobył tylko trzy punkty (jedno zwycięstwo przy sześciu porażkach) i spadł na czwartą lokatę w tabeli.
Ostatnia, 1:4 z Realem Sociedad na własnym boisku, miała miejsce 23 maja. Jeszcze tego samego dnia został rozwiązany kontrakt Carlosa Queiroza, który niedługo potem wrócił do Manchesteru na posadę asystenta Fergusona, a nowym szkoleniowcem został kolejny były piłkarz Los Blancos – José Antonio Camacho. W tym samym czasie jako nowego zawodnika zaprezentowano obrońcę Waltera Samuela, pierwszego gracza defensywnego sprowadzonego za kadencji Péreza, który 11 lipca 2004, zdobywając 94,25% oddanych głosów, uzyskał reelekcję na stanowisko prezesa Realu Madryt, a niedługo później ściągnął do Madrytu ostatniego zawodnika mogącego uchodzić za „Galaktycznego” – zdobywcę Złotej Piłki, Michaela Owena. Po tygodniu do Los Blancos trafił jeszcze jeden Anglik, Jonathan Woodgate, który jednak więcej czasu spędzonego jako piłkarz Realu Madryt poświęcił na leczenie kontuzji niż granie.
Camacho przepracował w Madrycie tylko kilka miesięcy, w czasie których między innymi wyeliminował Wisłę Kraków w III rundzie eliminacyjnej Ligi Mistrzów (2:0 i 3:1), i już jesienią odszedł, ustępując miejsca asystentowi, również niegdyś zawodnikowi Realu Madryt, Mariano Garcíi Remónowi. Także ten były bramkarz nie zagrzał długo miejsca na ławce Los Merengues, gdyż już w grudniu Pérez zatrudnił Brazylijczyka Vanderleia Luxemburgo, czwartego szkoleniowca na przestrzeni półtora roku. Luxemburgo rozpoczął pracę od zwycięskiego dokończenia przerwanego wcześniej, jeszcze za kadencji Garcíi Remóna, meczu ligowego z Realem Sociedad – 12 grudnia 2004 spotkanie przerwano przy stanie 1:1 w 87. minucie z powodu fałszywego alarmu bombowego, a w dokończeniu, 5 stycznia 2005 gola dla Los Blancos strzelił Zidane.
W tamtym sezonie Luxemburgo zajął ostatecznie drugie miejsce z czterema punktami straty do Barcelony. W letnim oknie transferowym drużynę znacząco wzmocniono – przybyli zawodnicy młodzi i utalentowani, jak Sergio Ramos, Robinho i Carlos Diogo, ale też mający już doświadczenie w lidze hiszpańskiej Pablo García i Júlio Baptista. Mimo takich transferów Real Madryt ponownie spisywał się poniżej oczekiwań i również Luxemburgo został zwolniony z pracy – gdy odchodził, Real Madryt zajmował 4. miejsce w lidze, tracąc sześć punktów do współliderujących Barçy i Osasuny. Następca Luxemburgo, dotychczasowy trener Realu Madryt Castilla, Juan Ramón López Caro, ostatecznie zdołał awansować na drugie miejsce w tabeli, ale strata do Barcelony powiększyła się do 12 punktów. W Lidze Mistrzów Real Madryt odpadł w 1/8 finału po dwumeczu z Arsenalem, natomiast w Copa del Rey dotarł do półfinału, gdzie w pierwszym meczu przegrał z Saragossą aż 1:6, ale w rewanżu wygrał 4:0, prowadząc 3:0 już po dziesięciu minutach (gole czterech Brazylijczyków: Cicinho, Robinho, Ronaldo i Roberto Carlos), wobec czego do awansu zabrakło tylko jednego gola.
Zmiana na stanowisku szkoleniowca nastąpiła jeszcze w grudniu 2005, natomiast 27 lutego 2006 do dymisji po pięciu i pół roku pełnienia funkcji podał się prezes Floretnino Pérez. Początkowo jego miejsce zajął Fernando Martín Álvarez, członek zarządu (podobnie jak wcześniej Lorenzo Sanz), ale i on niedługo potem, 26 kwietnia, ustąpił, zarządzając zarazem rozpisanie oficjalnych wyborów. Tymczasowym prezesem został Luís Gómez-Montejano Arroyo. Jeszcze za jego urzędowania dokonano oficjalnej inauguracji Estadio Alfredo Di Stéfano wchodzącego w skład Ciudad Deportiva de Valdebebas. W pierwszym meczu na jego murawie Real Madryt pokonał Stade de Reims 6:1.

### Ramón Calderón

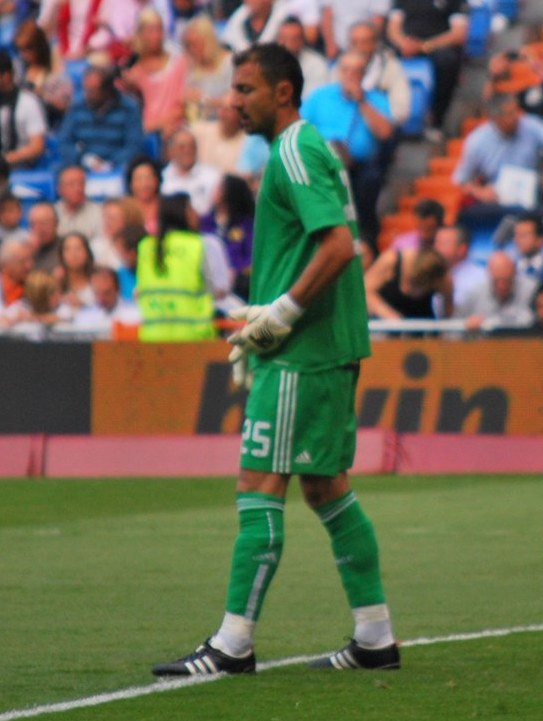
Jerzy Dudek – pierwszy Polak reprezentujący barwy Realu Madryt

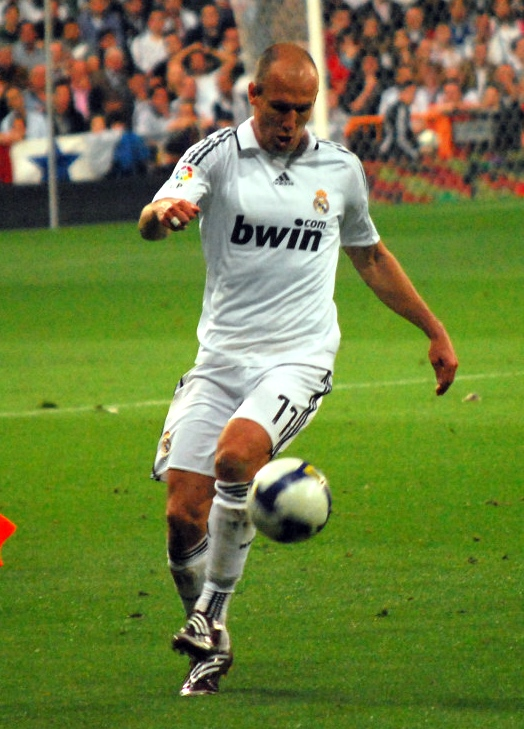
Arjen Robben w barwach Królewskich

2 lipca 2006 socios wybrali na stanowisko prezesa Ramóna Calderóna, ubiegającego się o głosy wraz z Predragiem Mijatoviciem, mającym zająć stanowisko dyrektora sportowego. Trzy dni po uzyskaniu nominacji Calderón zatrudnił na stanowisku trenera Włocha Fabia Capella oraz rozpoczął gruntowną przebudowę składu, sprowadzając kapitana drużyny Mistrzów Świata 2006 Fabia Cannavara i defensywnego pomocnika reprezentacji Brazylii Emersona ze zdegradowanego do Serie B Juventusu, Ruuda van Nistelrooya z Manchesteru United i Mahamadou Diarrę z Olympique’u Lyon. Następnymi zakupami nowego prezesa stali się: José Antonio Reyes (Arsenal FC), Gonzalo Higuaín (CA River Plate)), Marcelo (Fluminense FC) i Fernando Gago (CA Boca Juniors).
Drużyna Capello długo nie mogła się przebić powyżej trzeciego miejsca w tabeli, a w Champions League ponownie odpadła, tym razem po dwumeczu z Bayernem Monachium, w 1/8 finału. Ostatecznie dopiero po 34. kolejce, w której Real Madryt pokonał RCD Espanyol 4:3 (gol Higuaína w 88. minucie), a Barcelona zremisowała u siebie z Realem Betis, Los Blancos zostali liderem Primera División. Madryt utrzymał pozycję do końca mimo remisu z Saragossą w przedostatnim meczu i zwycięstwem nad Mallorcą zapewnił sobie zdobycie 30. tytułu piłkarskiego mistrza kraju.
Mimo tego sukcesu Capello, podobnie jak 10 lat wcześniej i jak Vicente del Bosque przed czterema laty, musiał opuścić klub; jego następcą został szkoleniowiec Getafe CF – Niemiec Bernd Schuster, były zawodnik Los Blancos. Rozpoczęto też wzmacnianie składu – z wypożyczenia powrócił Roberto Soldado, a oprócz zakontraktowanego wcześniej Christopha Metzeldera do klubu trafili Pepe, Javier Saviola, Jerzy Dudek, Royston Drenthe, Wesley Sneijder, Arjen Robben i Gabriel Heinze. Do pierwszego składu przesunięto także kilku zawodników Castilli.
Sezon 2007/2008 Los Blancos rozpoczęli od dwumeczu z Sevillą o Superpuchar Hiszpanii. W pierwszym spotkaniu, na Estadio Ramón Sánchez Pizjuán, gospodarze wygrali 1:0, a w rewanżu w Madrycie 5:3 (bramki dla Madrytu: Drenthe, Cannavaro, Sergio Ramos). Bez sukcesów zakończyła się także ich walka o Ligę Mistrzów i Puchar Króla, za to 4 maja 2008 pokonali na wyjeździe Osasunę Pampeluna 2:1 i na trzy kolejki przed końcem sezonu ligowego zapewnili sobie zdobycie 31. tytuł mistrza Hiszpanii.
Tuż po zakończeniu sezonu Real Madryt zapewnił sobie zakup argentyńskiego stopera Ezequiela Garaya za ok. 10 mln euro; na mocy umowy z Racingiem piłkarz pozostał w dotychczasowym klubie jeszcze przez następny rok na zasadzie wypożyczenia. Później dokupiono dwóch wychowanków Castilli: Rubéna de la Reda z Getafe CF i Javiego Garcíę z Osasuny Pampeluna oraz holenderskiego pomocnika Rafaela van der Vaarta z Hamburgera SV za łączną kwotę 23,7 mln euro. Ze składu ubyli: Júlio Baptista, Javier Balboa, Roberto Soldado oraz Robinho.
Sezon 2008/2009 Królewscy zaczęli od zdobycia Superpucharu Hiszpanii. W pierwszym meczu konfrontacji z Valencią na Estadio Mestalla ekipa Los Ches wygrała 3:2. W rewanżu na Estadio Santiago Bernabéu Real w dramatycznych okolicznościach (czerwone kartki dla Rafaela van der Vaarta i Ruuda van Nistelrooya) wygrał 4:2 i zdobył jedyne trofeum w tamtym sezonie. Duża liczba kontuzji, piąte miejsce w tabeli ligowej, oraz wypowiedź Schustera po porażce z Sevillą 3:4 sprawiły, iż 9 grudnia niemiecki trener został zwolniony. Tego samego dnia nowym szkoleniowcem zespołu został ogłoszony Juande Ramos. Podpisał półroczny kontrakt z możliwością przedłużenia. W zimowym oknie transferowym zakupieni zostali Klaas-Jan Huntelaar z Ajaxu Amsterdam za 27 mln euro oraz Lassana Diarra z Portsmouth F.C. za 20 mln euro.
Na początku 2009 hiszpańska prasa odkryła, iż Ramón Calderón poprzez podstawionych delegatów zmanipulował wynikami Walnego Zgromadzenia socios, które odbyło się w grudniu 2008. 16 stycznia 2009 złożył dymisję. Jego następcą został Vicente Boluda, dotychczasowy wiceprezes. Równocześnie ogłoszono, iż nowe wybory odbędą po zakończeniu sezonu 2008/2009. Później termin ten ustalono na 14 czerwca 2009. Po objęciu stanowiska przez Ramosa Real Madryt był niepokonany w lidze przez 18 meczów z rzędu. Passa ta została przerwana porażką 2:6 z Barceloną na Santiago Bernabéu. Drużyna przegrała pozostałe mecze sezonu i ostatecznie zakończyła rozgrywki ligowe na drugim miejscu, ze stratą dziewięciu punktów do zwycięskiej Barcelony. W rozgrywkach Ligi Mistrzów Real Madryt po raz piąty z rzędu odpadł w 1/8 finału. Tym razem lepszy był Liverpool FC

### Powrót Florentina Péreza

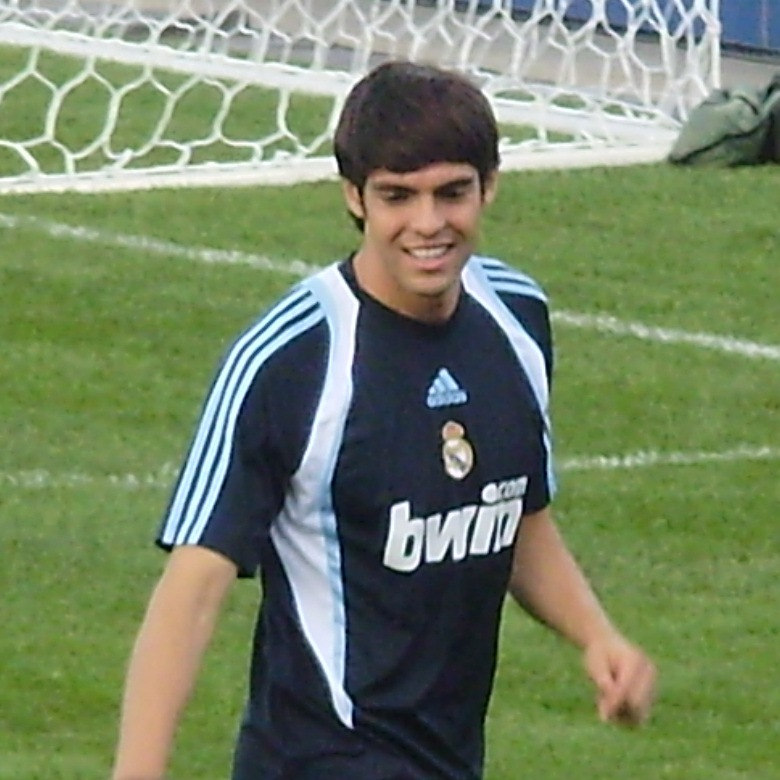
Kaká – Pierwszy zawodnik sprowadzony po powrocie Florentina Péreza

Po odejściu Ramóna Calderóna, w wyborach na prezesa klubu jedynym kandydatem był Florentino Pérez, który po 3,5-letniej przerwie ponownie objął to stanowisko. Tego samego dnia – 1 czerwca 2009 – podjął on pierwszą decyzję, zatrudniając na stanowisku głównego trenera Chilijczyka Manuela Pellegriniego. 8 czerwca do drużyny – za kwotę ok. 65 mln euro – dołączył brazylijski pomocnik Kaká, stając się drugim po Zinedinie Zidanie najdroższym piłkarzem w historii madryckiego klubu. Trzy dni później Manchester United zaakceptował ofertę Realu Madryt za Cristiano Ronaldo opiewającą na kwotę 80 mln funtów (ok. 93 mln euro), w wyniku czego Portugalczyk stał się najdroższym piłkarzem świata. Pod koniec miesiąca zarząd z Pérezem na czele dokonał kolejnych dwóch ruchów transferowych. Najpierw za kwotę około 15 mln euro zawodnikiem Królewskich został Raúl Albiol, a 26 czerwca zespół na rzecz portugalskiego klubu SL Benfica opuścił Javier Saviola. Tego samego dnia odbyła się również oficjalna prezentacja w białych barwach „Galaktycznych” Cristiano Ronaldo. Nie był to jednak koniec ruchów Realu po powrotnym objęciu stanowiska prezesa klubu przez Florentina Péreza. Pierwszego dnia lipca Real nabył kartę zawodniczą Karima Benzemy, a w ciągu kolejnych tygodni do Madrytu trafili także Álvaro Arbeloa oraz Xabi Alonso z Liverpoolu, Álvaro Negredo z Almeríi i Esteban Granero z Getafe CF.
Mimo tak licznych wzmocnień, Real Madryt podobnie jak przez poprzednie pięć lat zakończył rozgrywki Ligi Mistrzów na 1/8 finału, przegrywając niespodziewanie z Olympikiem Lyon (0-1 na wyjeździe i 1-1 u siebie), a w lidze, tak jak przed rokiem, zajął miejsce za Barceloną. 27 października 2009 r. w 1/16 Copa del Rey Real Madryt przegrał z trzecioligowym ówcześnie AD Alcorcón 0:4, a mecz otrzymał nazwę „Alcorconazo”. W rewanżu Los Blancos wygrali 1:0, co dało awans drużynie z trzeciej ligi. Po sezonie z funkcji trenera pierwszej drużyny zwolniono Manuela Pellegriniego, a na jego stanowisku zatrudniono José Mourinho.

#### Era José Mourinho (2010-2013)

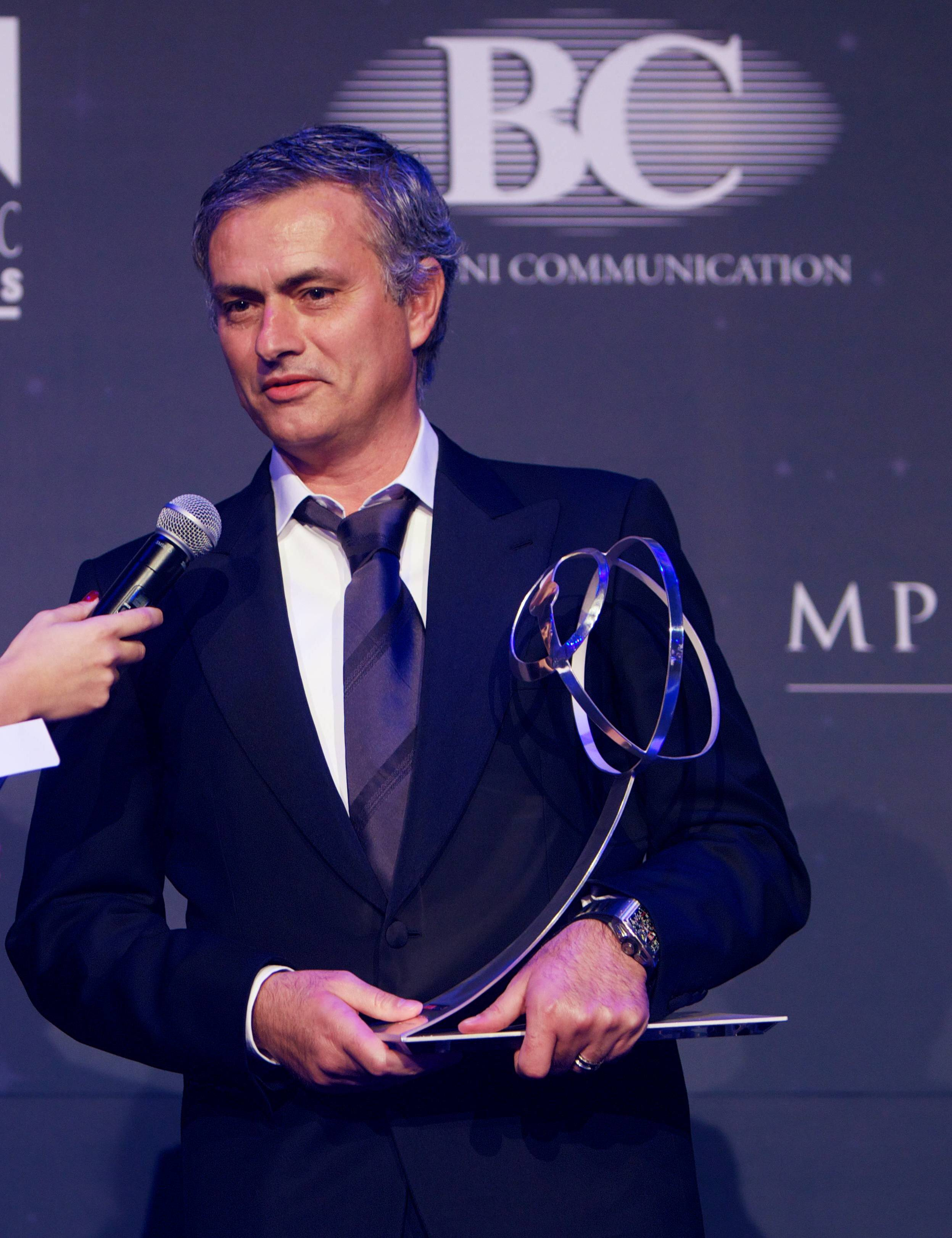
Pod wodzą José Mourinho, Real trzykrotnie dotarł do 1/2 finału LM

Pierwszym nowym zawodnikiem Realu pozyskanym przed sezonem 2010/2011 został Ángel Di María z Benfiki za kwotę około 25 mln euro. Następnie na Santiago Bernabéu trafili Pedro León z Getafe CF, Sergio Canales z Racingu Santander, Sami Khedira z VfB Stuttgart, Ricardo Carvalho z Chelsea F.C. i Mesut Özil z Werderu Brema. Kolejne wzmocnienia spowodowały, że zabrakło w klubie miejsca dla madryckich legend: Raúla, który odszedł do FC Schalke 04, i Gutiego do Beşiktaşu. Zespół opuścił także Rafael van der Vaart.

##### Sezon 2010/2011
W pierwszym sezonie pod wodzą José Mourinho drużyna „Królewskich” przegrała w meczu ligowym z Barçą na Camp Nou 0:5, a ostatecznie zajęła drugie miejsce w lidze, tracąc na koniec sezonu do mistrzowskiej Barcelony cztery punkty. Po sześciu kolejnych latach porażek w 1/8 finału Ligi Mistrzów klub z Madrytu awansował do półfinału (w którym przegrał z Barceloną: 0:2 w pierwszym meczu i 1:1 w rewanżu), a następnie po golu Cristiano Ronaldo w dogrywce meczu z Barceloną wygrał Copa del Rey. Na zakończeniu rozgrywek z funkcji dyrektora zespołu został zwolniony Jorge Valdano, a Mourinho pozostał trenerem na kolejny rok.

##### Sezon 2011/2012
Przed sezonem dokonano kilka transferów. Sprowadzono Raphaëla Varane’a z RC Lens, Fábio Coentrão z SL Benfiki, Şahina z Borussii oraz José Callejóna z RCD Espanyol.
Podczas rozgrywek La Ligi 2011/12 Real Madryt zanotował rekordową liczbę 100 punktów, zdobywając tym samym tytuł mistrzów Hiszpanii i wyprzedzając Barcelonę o dziewięć punktów. Podopieczni Joségo Mourinho ponadto ustanowili rekord w liczbie zdobytych bramek w meczach ligowych. Zespół zdobył 121 bramek. W Lidze Mistrzów powtórzono wynik sprzed roku – Real Madryt odpadł w półfinale przegrywając po karnych z Bayernem Monachium 1:3 (3-3 w dwumeczu). W tym sezonie piłkarzom Los Blancos nie udało się obronić Pucharu Króla. Królewscy odpadli w ćwierćfinale z Barceloną.

##### Sezon 2012/2013
Przed trzecim dla „The Special One” na stanowisku trenerskim w Realu Madryt do zespołu sprowadzono za około 30 mln euro Lukę Modricia. Z Chorwatem w składzie, „Galaktyczni” zajęli drugie miejsce swojej grupie Ligi Mistrzów, za Borussią Dortmund, a następnie w 1/8 finału pokonali Manchester United. Po pierwszym ćwierćfinałowym meczu szansę na awans Realu do 1/2 znacznie wzrosły, gdyż pokonali oni Galatasaray SK 3:0. W meczu u siebie turecki klub zwyciężył 3:2, jednak to drużyna Realu awansował do półfinału, dzięki lepszemu bilansowi bramek. Tam ich przeciwnikiem był grupowy rywal – Borussia Dortmund. W pierwszym spotkaniu w Dortmundzie, Real uległ Borussii 4:1, przez co ich szanse na awans znacznie zmalały. Jednakże klub oraz kibice wierzyli w kolejną w historii klubu Remontadę. Już na początku meczu Real stworzył sobie kilka dogodnych sytuacji, jednakże nie potrafił ich wykorzystać. W końcówce meczu udało im się strzelić dwa gole, jednakże do awansu i kolejnej historycznej remontady zabrakło jednego trafienia. Tym samym Real po raz trzeci z rzędu zakończył swoją przygodę z Ligą Mistrzów na 1/2 finału. 20 maja 2013 r. Pérez potwierdził odejście Mourinho z klubu.

#### Przybycie Carla Ancelottiego (2013-2015)

##### Sezon 2013/2014
Po sezonie 2012/2013 w roli trenera „Królewskich” w miejsce José Mourinho zatrudniono Włocha Carla Ancelottiego, który z PSG zdobył mistrzostwo Francji. Jego asystentem został były zawodnik Realu, Zinédine Zidane. Pierwszym transferem Włocha był sprowadzony z Bayeru 04 Leverkusen wychowanek Realu Madryt, Dani Carvajal. Później do klubu trafili Isco, Casemiro i Asier Illarramendi. Do SSC Napoli sprzedano aż trzech zawodników: Joségo Maríę Callejóna, Raúla Albiola i Gonzala Higuaína. 1 września za sumę 91 milionów euro kontrakt z klubem podpisał Walijczyk Gareth Bale. Przed zamknięciem okienka transferowego do Arsenalu przeszedł Mesut Özil. Kwota transferu wyniosła 50 milionów euro.
W fazie grupowej Ligi Mistrzów, Królewscy mierzyć musieli się z włoskim Juventusem, tureckim Galatasaray SK i duńskim FC Kopenhaga. Królewscy zajęli pierwsze miejsce w grupie, a w 1/8 finału mierzyli się z FC Schalke 04, w dwumeczu pokonując Niemców 9:2. Rywalem w ćwierćfinale była Borussia Dortmund; wynik dwumeczu 3:2 dla madryckiego klubu. 29 kwietnia 2014 w półfinale Real po uprzednim zwycięstwie 1:0 rozbił Bayern Monachium na wyjeździe 4:0 i awansował do finału Ligi Mistrzów. 24 maja 2014 Real wygrał w finale z Atlético Madryt 4:1; pierwszego gola po rzucie rożnym w 93. minucie zdobył Sergio Ramos, pozostałe padały w dogrywce strzelali: Gareth Bale, Marcelo i z rzutu karnego Cristiano Ronaldo. Był to 10 triumf Realu Madryt w europejskich pucharach (La Décima). Sezon Primera División Real zakończył na trzecim miejscu, ponadto drużyna Ancelottiego wywalczyła Puchar Króla pokonując w finale 2:1 Barcelonę po bramkach Ángela Di Marii i Garetha Bale’a.
W Primera División Królewscy zakończyli zmagania na trzecim miejscu, trzy punkty za Atlético Madryt i z takim samym dorobkiem punktów z FC Barcelona.

##### Sezon 2014/2015
Przed rozpoczęciem nowego sezonu, Real Madryt wziął udział w amerykańskim International Champions Cup. Królewscy odpadli z turnieju już w fazie grupowej po remisie z Interem Mediolan (1:1, w rzutach karnych wygrali mediolańczycy) i porażkach z Romą (0:1) oraz Manchesterem United (1:3).
W klubie przeprowadzono kilka transferów. Odeszli Álvaro Morata (do Juventusu), Diego López (do Milanu), Ángel Di María (do Manchesteru United) i Xabi Alonso (do Bayernu Monachium), a do FC Porto został wypożyczony Casemiro. Kadrę za to wzmocnili Toni Kroos, Keylor Navas i James Rodríguez. Na roczne wypożyczenie do drużyny Królewskich trafił z Manchesteru United Javier Hernández. Ponieważ Zidane został trenerem rezerw Realu Madryt, nowym asystentem Włocha została inna klubowa legenda, Fernando Hierro.
12 sierpnia 2014 drużyna Realu zdobyła Superpuchar Europy, wygrywając 2:0 z Sevillą. Oba gole zdobył Cristiano Ronaldo. W dwumeczu o Superpuchar Hiszpanii Królewscy rywalizowali z mistrzem kraju, Atlético. Pierwszy mecz na Estadio Santiago Bernabéu zakończył się remisem 1:1, natomiast w rewanżu wygrali Los Rojiblancos (1:0) po bramce Maria Mandžukicia.
Drużyna Ancelottiego pobiła także rekord Barcelony i zanotowała 19 zwycięstwo z rzędu. Kolejnym celem zespołu było pobić rekord Coritiby, które wygrało 24 oficjalne mecze z rzędu. Real po 22 meczach przegrał mecz towarzyski z A.C. Milan wynikiem 4:2. Porażka ta jednak nie wykluczyła Realu z pobicia rekordu bo nie był to mecz oficjalny. Jednak Real w lidzie przegrał mecz z Valencią wynikiem 2:1 i passa Realu została przerwana. W Lidze Mistrzów Real zakończył fazę grupową z pełną pulą punktów, lecz przegrał w półfinale z Juventusem 3:2 w dwumeczu. Powtórzył tym swój sukces z sezonu 2011/12. Jest tym samym pierwszą drużyną w historii z takim osiągnięciem.
Sezon ligowy Real Madryt zakończył na drugim miejscu, za FC Barcelona, tracąc do niej 2 punkty.
25 maja 2015 Ancelotti został zwolniony z funkcji trenera Realu Madryt, a drużynę przejął Hiszpan Rafael Benítez.

#### Epizod Rafy Beníteza

##### Sezon 2015/2016
W okienku transferowym zostali sprzedani Iker Casillas do FC Porto, Asier Illarramendi do Realu Sociedad i Sami Khedira do Juventusu. Kupiono zaś Danila z FC Porto, Mateo Kovačicia z Interu Mediolan oraz Kiko Casillę z Espanyolu Barcelona. Z wypożyczenia wrócili Casemiro i Lucas Vázquez.
Królewscy zaczęli sezon ligowy bezbramkowym remisem ze Sportingiem Gijón. Po niezbyt obiecującym początku Real zanotował 4 zwycięstwa z rzędu. W Lidze Mistrzów zespół z Madrytu mierzył się w grupie A z PSG, Szachtarem Donieck i Malmö FF. Los Blancos wygrali wszystkie spotkania w grupie oprócz meczu wyjazdowego z PSG, zremisowanym 0-0. Po serii zwycięstw na krajowym podwórku Real dwukrotnie stracił punkty po remisie 0-0 z Málagą i w derbach z Atlético (1-1). Po następnych trzech wygranych z rzędu Królewscy awansowali na fotel lidera, jednak dwa kolejne mecze Real przegrał 3-2 z Sevillą i aż 0-4 w klasyku z FC Barcelona na Estadio Santiago Bernabéu. Benítez prowadził drużynę Realu jeszcze przez 6 kolejek aż po remisie 2-2 z Valencią ogłoszono, że 5 stycznia 2016 Rafael Benítez został zwolniony z funkcji trenera Realu Madryt. Przyczyniły się do tego słabe wyniki w Primera División (trzecie miejsce ze stratą pięciu punktów do Barcelony i czterech do Atlético Madryt) i w Pucharze Króla, gdzie Real odpadł przez walkower.

#### Era Zinédine’a Zidane’a (2016–2018)

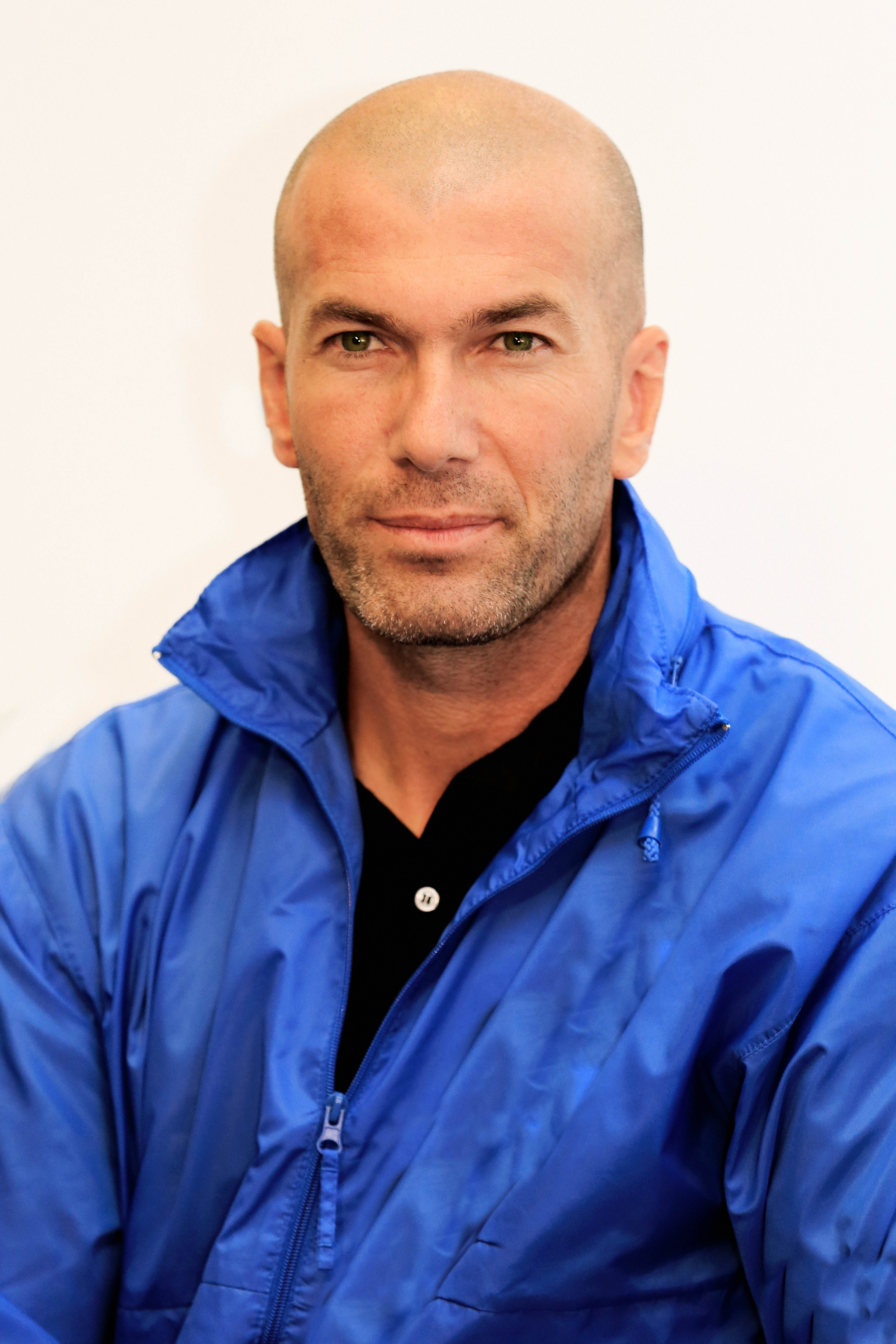
Zinédine Zidane jako trener Realu Madryt

Po zwolnieniu Rafaela Beníteza ekipę Los Blancos przejął Zinédine Zidane. W pierwszym spotkaniu pod wodzą legendy Realu Królewscy pokonali Deportivo La Coruña 5-0. Drugi mecz także przyniósł wysokie zwycięstwo; Real pokonał Sporting Gijón 5-1. Strata punktów nastąpiła w trzecim meczu pod wodzą nowego trenera kiedy to padł remis z Realem Betis. W trzech kolejnych meczach Królewscy każdy wygrali. W 1/8 finału Ligi Mistrzów zwyciężyli w dwumeczu z AS Roma (zwycięstwo 0-2 na wyjeździe i 2-0 u siebie). Lekki kryzys dopadł zespół Zidane’a pod koniec lutego, Los Blancos bowiem zremisowali 1-1 z Málagą CF i przegrali w derbach z Atlético Madryt 0-1 na Estadio Santiago Bernabéu. Jak się potem okazało była to ostatnia strata punktów w sezonie.
W ćwierćfinale Champions League Real pokonał VfL Wolfsburg 3-2 w dwumeczu; mimo porażki 2-0 w starciu wyjazdowym Królewskim udało się odrobić straty w Madrycie, gdzie pokonali niemiecki klub 3-0 po hattricku Cristiano Ronaldo. W półfinale Real okazał się lepszy także od Manchesteru City; zawodnicy Realu zremisowali bezbramkowo w Anglii i wygrali 1-0 u siebie. Po ligowej porażce z Atlético Real tracił do liderującej Barcelony aż 12 punktów, a do drugiego zespołu Simeone – cztery. Od 27 do końca rozgrywek Królewscy zanotowali komplet punktów, pokonując między innymi Barcelonę na Camp Nou 1-2 po golach Karima Benzemy i Cristiano Ronaldo. Przewaga Blaugrany robiła się coraz mniejsza, lecz nie wystarczyło to na zwycięstwo w lidze, Real zdołał wyprzedzić jedynie lokalnego rywala i skończył na drugim miejscu ze stratą punktu do zwycięskiej Barcelony.
28 maja Real zwyciężył w finale Ligi Mistrzów pokonując tak jak 2 lata wcześniej Atlético Madryt. W regulaminowym czasie gry padł remis 1-1 po bramkach Sergio Ramosa dla Realu (strzelonej ze spalonego) i Yannicka Carrasco dla Atlético. Dogrywka również nie przyniosła rozstrzygnięcia. W serii rzutów karnych okazał się lepszy Real, pokonując Rojiblancos 5-3. Jedenastki dla Królewskich wykorzystywali kolejno Lucas Vázquez, Marcelo, Gareth Bale, Sergio Ramos i Cristiano Ronaldo. Ten ostatni został królem strzelców rozgrywek czwarty raz z rzędu, zdobywając w tych rozgrywkach 16 goli w 12 meczach.

##### Sezon 2016/2017
W okienku transferowym klub ściągnął Álvaro Moratę z Juventusu. Z wypożyczenia wrócili Marco Asensio oraz Fábio Coentrão.
9 sierpnia 2016 roku klub z Madrytu zdobył Superpuchar Europy UEFA pokonując klub Sevilla FC 3–2. Bramki dla drużyny Zidane’a zdobyli Marco Asensio, Sergio Ramos i Dani Carvajal.
Królewscy rozpoczęli walkę w La Liga 21 sierpnia meczem z Realem Sociedad wygranym na wyjeździe 0-3. Następnie zespół Zidane’a wygrał 3 kolejne mecze ligowe z rzędu. W Lidze Mistrzów Real grał w grupie F wraz z Borussią Dortmund, Sportingiem Lizboną i Legią Warszawą. Pierwsze spotkanie Los Blancos wygrali z wicemistrzem Portugalii 2-1 po golach Cristiano Ronaldo i Álvara Moraty.
Po 4 zwycięstwach z rzędu w lidze zespół z Madrytu wpadł w lekki kryzys odnotowując 3 remisy kolejne remisy z Villarrealem (1-1), Las Palmas (2-2) i Eibarem (1-1) tym samym spadając na 2. miejsce w tabeli.Po drodze Królewscy zremisowali także w drugim spotkaniu Ligi Mistrzów z Borussią (2-2). Real odzyskał fotel lidera po zwycięskim meczu w 9 kolejce z Athletikiem Bilbao 2-1. 19 listopada Real pokonał na wyjeździe Atlético Madryt 0-3 po hattricku Cristiano Ronaldo. Resztę ligowych meczów do końca roku Los Blancos za każdym razem kończyli zwycięstwem z wyjątkiem remisu z Barceloną (1-1) na Camp Nou. W rozgrywkach Champions League Real zajął drugie miejsce w grupie z dorobkiem 12 punktów, Królewskich wyprzedziła jedynie Borussia zdobywając 2 punkty więcej.
18 grudnia zespół Zidane’a sięgnął po Klubowe mistrzostwo świata wygrywając w półfinale 2-0 z Clubem América i finale 4-2 z Kashimą Antlers.
Nowy rok Królewscy zaczęli od 2 wygranych z rzędu (3-0 z Sevillą w pierwszym meczu 1/8 finału Pucharu Króla i 5-0 z Granadą w lidze). 12 stycznia Real remisując z Sevillą w rewanżu w Copa del Rey (3:3) pobił rekord meczów bez porażki nie przegrywając od 40 spotkań (ostatnia porażka 0:2 z VfL Wolfsburg). Wcześniejszy rekord należał do Barcelony (39 meczów). Jednak Królewskim nie udało się umocnić tego rekordu przegrywając w lidze również z Sevillą 1:2. Los Blancos odpadli z Pucharu Króla w 1/4 finału z Celtą Vigo (porażka 2-1 na wyjeździe i remis u siebie 2-2). Po odpadnięciu z pucharu Hiszpanii Real zanotował 3 zwycięstwa w lidze i wygraną w pierwszym meczu 1/8 finału Ligi Mistrzów z SSC Napoli (3-1). Dobrą passę przerwał mecz z Valencią przegrany 2-1 na Estadio Mestalla. Rewanż z Napoli Królewscy wygrali również 3-1. Po wyeliminowaniu zespołu z Neapolu zawodnicy Zidane’a odnieśli 4 zwycięstwa z rzędu w lidze. Serię zwycięstw Real zakończył w meczu derbowym z Atlético zakończony remisem 1-1.
W ćwierćfinale Ligi Mistrzów Real mierzył się z Bayernem Monachium; pierwszy mecz na wyjeździe Los Blancos wygrali 1-2 natomiast w rewanżu na Estadio Santiago Bernabéu w regulaminowym czasie padł wynik 1-2 dla zespołu z Bawarii, mocniejszy w dogrywce okazał się zespół Zidane’a ostatecznie ogrywając Bayern 4-2. Sędziowanie w dwumeczu wzbudziło wiele kontrowersji, m.in. dlatego, że dwa gole padły ze spalonych. 23 kwietnia Barcelona pokonała Real na Bernabéu 3-2. Dzięki zwycięstwu Blaugrana przybliżyła się do Królewskich w tabeli jednak tracili 3 punkty. Real awansował do finału Champions League wygrywając w półfinale dwumecz z Atletico (wygrana 3-0 u siebie i porażka 2-1 na wyjeździe).
Od porażki w El Clásico Real wygrał wszystkie mecze ligowe dzięki czemu 21 maja Real zapewnił sobie 33. mistrzostwo Primera División pokonując w ostatniej kolejce Málagę CF 2:0 po bramkach Cristiano Ronaldo i Karima Benzemy. Zespół Zidane’a zdobył w całym sezonie 93 punkty, wyprzedzając o 3 drugą Barcelonę.
3 czerwca 2017 Real Madryt jako pierwszy klub piłki nożnej obronił tytuł zwycięzcy UEFA Champions League. Zwyciężając z Juventusem 4:1 w Cardiff na Millennium Stadium (dla Realu 2x Cristiano Ronaldo, Casemiro i Asensio, a dla Juve Mario Mandžukić). Królewscy zdobyli najcenniejsze klubowe trofeum UEFA jako pierwsi po raz 2. z rzędu, a w całej historii po raz 12.
Cristiano Ronaldo został królem strzelców tej edycji Ligi Mistrzów zdobywając 12 goli.
Dzięki zdobyciu dubletu Królewscy mogli przystąpić do meczów w Superpucharze Hiszpanii, Superpucharze Europy i Klubowych Mistrzostwa Świata.

##### Sezon 2017/2018
Zespół wzmocnili Theo Hernández z Atlético i Dani Ceballos z Betisu. Sprzedano Mariano Díaza do Olympique Lyon, Danilo do Manchesteru City oraz Moratę, który odszedł do Chelsea F.C. za około 80 mln euro. Z klubu odeszli także Pepe oraz wypożyczeni Fábio Coentrão i James Rodríguez.
Rok 2017 Los Blancos zamknęli z 5 pucharami na koncie. 8 sierpnia 2017 roku zdobyli Superpuchar Europy UEFA pokonując Manchester United, 16 sierpnia domknęli dwumecz z Barceloną o Superpuchar Hiszpanii, a 16 grudnia w finale Klubowych Mistrzostw Świata pokonali brazylijski klub Grêmio.
W lidze Real stracił punkty z takimi zespołami jak Real Betis (porażka 0:1), Girona FC (porażka 1:2), Atlético Madryt (0:0), Athletic Bilbao (0:0). Po porażce u siebie z Barceloną 0:3 tracił już 11 punktów do lidera po 16 kolejkach. Ostatecznie zakończył sezon ligowy na 3. miejscu za Barceloną i Atlético.
Z Pucharu Króla „Królewscy” odpadli z CD Leganés w ćwierćfinale.
W Lidze Mistrzów, Real zajął 2. miejsce w grupie za Tottenhamem z bilansem czterech zwycięstw, jednym remisem i jedną porażką. W fazie pucharowej pokonywał kolejno Paris Saint-Germain (5:2 w dwumeczu), Juventus F.C. (4:3 w dwumeczu) i Bayern Monachium (4:3 w dwumeczu), a 26 maja 2018 r. po raz trzeci z rzędu sięgnął po tytuł, pokonując Liverpool 3:1. Królem strzelców w tych rozgrywkach kolejny raz został Cristiano Ronaldo zdobywając 15 goli.
5 dni po wygranej z Liverpoolem Zinédine Zidane ogłosił, że rezygnuje z posady trenera Realu Madryt. Francuz z Realem w 2,5 roku zdobył 3 razy Ligę Mistrzów, dwa Superpuchary Europy, dwa Klubowe Mistrzostwa Świata, ligę hiszpańską oraz superpuchar Hiszpanii.

#### 1 sezon, 3 trenerów

##### Sezon 2018/2019
12 czerwca 2018 roku ogłoszono, że po Mistrzostwach Świata nowym trenerem pierwszej drużyny zostanie selekcjoner reprezentacji Hiszpanii Julen Lopetegui. Następnego dnia został on jednak zwolniony z posady szkoleniowca drużyny narodowej. 14 czerwca podpisał kontrakt i został oficjalnie zaprezentowany jako nowy trener Realu.
Pierwszymi letnimi wzmocnieniami „Królewskich” zostali Andrij Łunin i Álvaro Odriozola. Zakupiono również Rodrygo z Santosu, który dołączyć miał do zespołu w następnym sezonie. Do klubu dołączył także Vinícius Júnior. Na dwuletnie wypożyczenie do Borussii Dortmund udał się Achraf Hakimi. 10 lipca ogłoszono, iż klub opuści Cristiano Ronaldo, portugalski skrzydłowy zasilił szeregi Juventusu FC. Najlepszy strzelec w historii Realu spędził w Hiszpanii 9 lat strzelając 451 goli w 438 meczach.
W International Champions Cup Real mierzył się z Manchesterem United (1–2), Juventusem (3–1) oraz AS Romą (2–1). 8 sierpnia ogłoszono transfer najlepszego bramkarza mundialu w Rosji – Thibaut Courtois. Równocześnie z przyjściem belgijskiego bramkarza na wypożyczenie do Chelsea udał się Mateo Kovačić.
15 sierpnia Real przegrał mecz o Superpuchar Europy ulegając Atlético Madryt 2–4. Bramki dla Królewskich zdobyli Karim Benzema i Sergio Ramos. Cztery dni po przegranych derbach Los Blancos zaczęli zmagania w lidze hiszpańskiej. W pierwszym spotkaniu zespół Lopeteguiego wygrał u siebie z Getafe CF 2–0. 29 sierpnia ogłoszono transfer Mariano Díaza, który wrócił do Madrytu po roku spędzonym w Olympique Lyon.

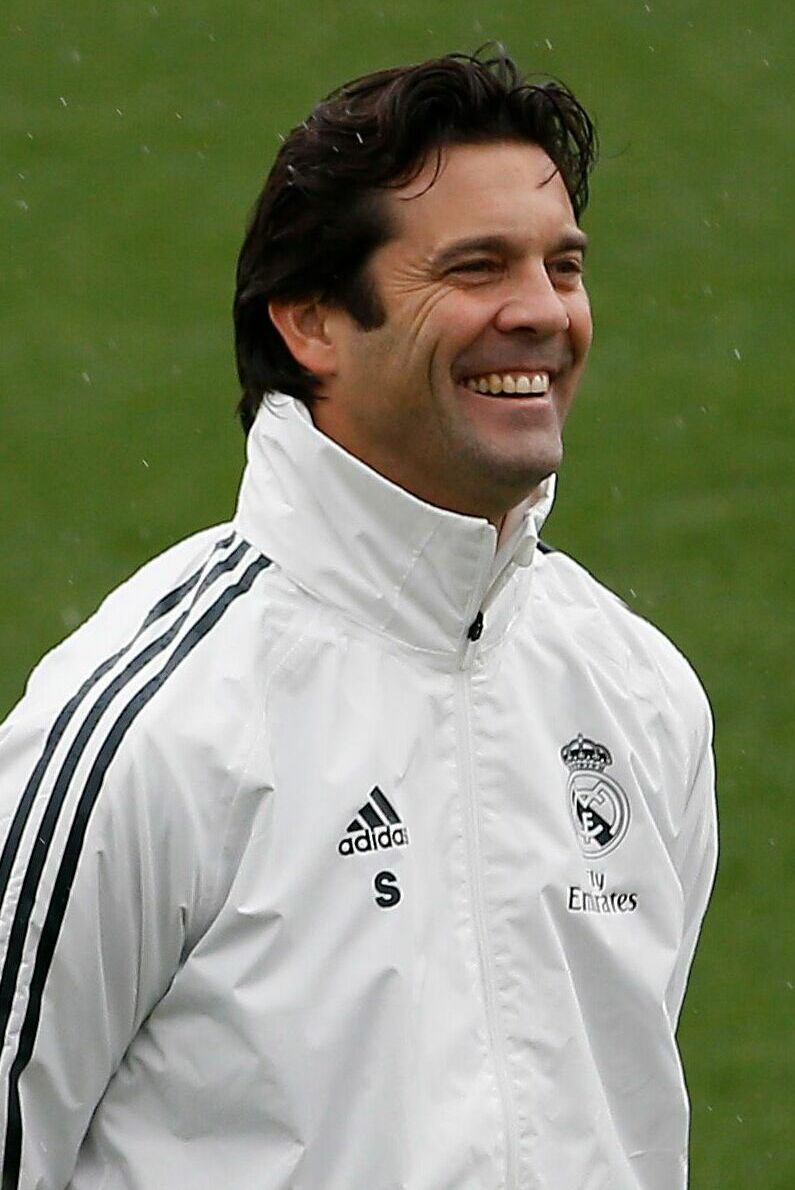
Santiago Solari - tymczasowy trener Realu w sezonie 18/19

Dzień po tym odbyło się losowanie grup Ligi Mistrzów UEFA, „Królewscy” trafili do grupy G wraz z AS Roma, CSKA Moskwa i Viktorią Pilzno. Broniący tytułu Ligi Mistrzów Real w inaugurującym spotkaniu wygrał z Romą 3-0. Następny mecz ligowy z Espanyolem Królewscy wygrali 1-0. W następnych 4 meczach Real nie potrafił zdobyć nawet jednej bramki (porażka 0-3 z Sevillą, remis 0-0 w derbach z Atlético Madryt, porażka w drugim meczu Champions Leauge 0-1 z CSKA, przegrana 0-1 z Deportivo Alavés). W następnym spotkaniu Real zdołał zdobyć gola, lecz i tak przegrał z Levante 1-2. Przełamanie nastąpiło dopiero w meczu z Viktorią Pilzno, w którym Los Blancos wygrali 2-1.
28 października w El Clásico na stadionie Camp Nou Real przegrał z Blaugraną aż 1-5. Dzień po meczu Julen Lopetegui został zwolniony ze stanowiska trenera. Jego następcą został Santiago Solari. Pierwsze 4 spotkania przyniosły zwycięstwa, lecz dobra passa długo nie trwała, bowiem Królewskich pokonał zespół Eibar 0-3. W Lidze Mistrzów Real zajął pierwsze miejsce w swojej grupie z dorobkiem dwunastu punktów.
22 grudnia Real po raz trzeci z rzędu sięgnął po Klubowe Mistrzostwo Świata wygrywając w finale z drużyną Al-Ain 4-1. W zimowym oknie transferowym pozyskano Brahima Díaza z Manchesteru City.
Królewscy źle zaczęli nowy rok, w pierwszym meczu w 2019 roku Real zremisował 2-2 z bijącym się o utrzymanie Villarrealem. Kolejne spotkanie przyniosło porażkę 0-2 z Realem Sociedad. Po wyeliminowaniu Leganes w 1/8 finału i Girony w ćwierćfinale Pucharu Króla Real odpadł w półfinale z FC Barcelona (1-1 na wyjeździe, 0-3 u siebie). Nie lepiej było w Lidze Mistrzów, gdzie Królewskich wyeliminował Ajax Amsterdam (3-5 w dwumeczu).
11 marca zwolniono Santiaga Solariego z funkcji trenera. Tego samego dnia ogłoszono, że drużynę do końca, jak i w następnym sezonie poprowadzi Zinédine Zidane. W ostatnich 11 spotkaniach Real wygrał pięciokrotnie, zremisował 2 razy, 4 razy przegrał. Ostatecznie Real zakończył rozgrywki ligowe na 3 miejscu tracąc do zwycięskiej w lidze Barcelony aż 19 punktów.

#### Druga kadencja Zidane’a (2019–2021)

##### Sezon 2019/2020
Przed startem nowego sezonu zespół wzmocnili Éder Militão, Luka Jović, Eden Hazard, Ferland Mendy oraz kupiony rok wcześniej Rodrygo.
Klub na zasadzie transferu opuścili Keylor Navas, Marcos Llorente, Mateo Kovačić, Raúl de Tomás i Theo Hernández.
Po rozegraniu rundy jesiennej Real zajmował drugie miejsce w lidze, po drodze notując bezbramkowe remisy z Atletico Madryt i FC Barcelona. W fazie grupowej Ligi Mistrzów zajął drugie miejsce za PSG}, a wyprzedzając Galatasaray i Club Brugge. W styczniu Real sięgnął po 11. Superpuchar Hiszpanii w swojej historii, pokonując w półfinale Valencię i Atletico Madryt w finale (po rzutach karnych).
Z Pucharu Króla zespół Zidane’a odpadł w ćwierćfinale z Realem Sociedad, a z Ligi Mistrzów w 1/8 finału z Manchesterem City. Lepiej Real radził sobie w lidze, gdzie wygrał z Atletico i Barceloną, a po przerwie spowodowanej pandemią COVID-19 zanotował serię 10 zwycięstw. Zgromadził łącznie 87 punktów co pozwoliło wyprzedzić drugą Barçę o 5 punktów.
Z nowych zawodników największą rolę w sezonie odegrał Ferland Mendy, który grał znacznie częściej niż Marcelo. Trener chętnie stawiał także na młodego Federica Valverdego.

##### Sezon 2020/2021
Pierwszym letnim transferem była sprzedaż Achrafa Hakimiego do Interu Mediolan. Klub sprzedał również Sergio Reguilóna, Óscara Rodrígueza, Javiego Sáncheza, Dani Gómeza i Jorge de Furtosa. Wypożyczono także Takefuse Kubo do Villarrealu, Garetha Bale’a do Tottenhamu, Brahima Díaza do A.C. Milanu, Borje Mayorala do AS Romy i Jesúsa Vallejo do Granady. Klub opuścili również James Rodríguez, Luca Zidane i Alphonse Areola. Drużyny nie zasilił żaden nowy piłkarz; jedynie z wypożyczeń powrócili Martin Ødegaard, Andrij Łunin i Álvaro Odriozola, którzy uzupełnili kadrę na nowy sezon. Z uwagi na przebudowę Estadio Santiago Bernabéu Real przez cały sezon domowe spotkania rozgyrywał na Estadio Alfredo Di Stéfano.
Jedynym sparingowym meczem przed rozpoczęciem rozgrywek ligowych było pokonanie Getafe 6-0. Zmagania w Primera División Królewscy rozpoczęli 20 września od bezbramkowego remisu z Realem Sociedad. Kolejne 3 mecze ligowe zespół Realu wygrał, w 5. kolejce drużyna Zinédine’a Zidane’a uległa po raz pierwszy w sezonie; Los Blancos ulegli w meczu z Cádiz CF 0-1. W Lidze Mistrzów Real trafił do grupy B razem z Interem Mediolan, Borussią Mönchengladbach oraz Szachtarem Donieck. Ci ostatni pokonali Królewskich 3-2 w pierwszym meczu tych rozgrywek. Po dwóch fatalnie zagranych meczach mało który kibic nastawiał się na dobry wynik w El Clásico. Jednakże w rozgrywanym na Camp Nou spotkaniu lepsi okazali się gracze Realu, którzy zwyciężyli 1-3 po bramkach Federica Valverdego, Sergia Ramosa i Luki Modricia; bramkę dla Barçy zdobył Ansu Fati. Po wygranym klasyku Real ponownie zawiódł w Lidze Mistrzów remisując 2-2 z Mönchengladbach. Następnie pokonał Huesce 4-1 i Inter 3-2. W spotkaniu z Valencią Real przegrał aż 4-1 po indywidualnych błędach swoich zawodników, Nietoperze zdobyli bramki po 3 rzutach karnych i samobójczym trafieniu Raphaëla Varane’a. Następny mecz Królewscy zremisowali 1-1 z Villarrealem. Następnie Real drugi raz okazał się lepszy w meczu z Interem Mediolan, jednak potem uległ zespołowi Deportivo Alavés 2-1 i ponownie przegrał z Szachtarem, tym razem 2-0. Część kibiców Realu domagała się zwolnienia Zidane’a z roli trenera Królewskich. Francuza obarczano winą za złe przygotowanie fizyczne zawodników i brak pomysłu na grę, ale mimo napiętej atmosfery w klubie pozostał on na stanowisku.
Po blamażu z ukraińskim zespołem zawodnicy Los Blancos pokonali Sevillę, a następnie przypieczętowali awans do 1/8 finału Champions League wygrywając z Borussią 2-0. 12 grudnia w derbowym pojedynku z liderującym w tabeli Atlético Madryt lepszy okazał się Real, który wygrał 2-0. Kolejne 3. mecze w lidze Królewscy również wygrali. Ostatni mecz w 2020 roku Real zremisował 1-1 z Elche. Nowy rok Los Blancos zaczęli od pokonania Celty Vigo 2-0 i remisu 0-0 z Osasuną. Półfinałowy mecz Superpucharu Hiszpanii zespół Zidane’a przegrał 1-2 z Athletic Bilbao tym samym tracąc szansę na obronienie tytułu sprzed roku. Królewscy także szybko zakończyli swoją przygodę w zmaganiach Pucharu Króla, gdzie Real przegrał po dogrywce 2-1 z trzecioligowym zespołem Alcoyano.
W zimowym okienku transferowym Real wypożyczył Lukę Jovicia do Eintrachtu, Martina Ødegaarda do Arsenalu oraz przeniesiono wypożyczenie Takefusy Kubo do Getafe.
Po odpadnięciu z Copa del Rey drużyna Zidane’a pokonała Alavés 1-4 i przegrała z Levante 1-2. Następne mecze przyniosły 4. wygrane z rzędu i 2. remisy (1-1 z Atlético Madryt i 1-1 z Realem Sociedad), co pozwoliło nadal wierzyć na dogonienie Los Colchoneros, które po świetnym początku traciło formę. W 1/8 finału Ligi Mistrzów Real okazał się lepszy od włoskiej Atalanty (4-1 w dwumeczu). Kolejne 3. mecze ligowe Królewscy wygrali i przed El Clásico zajmowali trzecią pozycję w tabeli; z dwu- i trzypunktową stratą do Barcelony i Atlético. Drużyna z Madrytu pokonała Blaugranę 2-1, dzięki czemu awansowała na drugie miejsce i przy równoczesnym remisie Rojiblancos w meczu z Betisem Real tracił punkt do lokalnych rywali na 8. kolejek przed końcem. W ćwierćfinale Champions League Real pokonał u siebie zespół Liverpoolu, w rewanżowym meczu na Anfield padł bezbramkowy remis i to ekipa Los Blancos awansowała dalej. Londyńska Chelsea okazała się jednak lepsza w dwumeczu z Realem i to drużyna z Anglii zagrała w finale rozgrywek. W 8. ostatnich meczach ligowych Królewscy 5-krotnie odnieśli zwycięstwo i 3 razy zremisowali, okazało się to za mało na dogonienie Atlético, które zdobyło Mistrzostwo po 7. latach przerwy. Real zgromadził ostatecznie 84 oczka i zajął drugie miejsce z 5-punktową przewagą nad Barceloną.
27 maja Zidane ogłosił odejście z klubu. Francuz podczas swojej drugiej kadencji zdobył mistrzostwo i superpuchar Hiszpanii

#### Powrót Carla Ancelottiego (2021-2025)

##### Sezon 2021/2022
1 czerwca oficjalnie potwierdzono powrót Carla Ancelottiego, podpisał on 3-letni kontrakt. Razem z Włochem do Madrytu wrócił także były trener od przygotowania fizycznego Antonio Pintus, który opuścił zespół Los Blancos na rzecz Interu Mediolan.
Przed sezonem do Realu dołączył David Alaba oraz Eduardo Camavinga. Z wypożyczenia powrócił Gareth Bale, Luka Jović, Jesús Vallejo oraz Dani Ceballos. Z klubem pożegnali się wieloletni stoprzey Królewskich – Sergio Ramos, który nie przedłużył kontraktu i Raphaël Varane, który zasilił Manchester United. W ramach wypożyczenia klub opuścił także Álvaro Odriozola, Brahim Díaz i Takefusa Kubo.
Real rozegrał dwa mecze towarzyskie w ramach przygotowania przed sezonem ligowym w których podejmował Rangers F.C. i A.C. Milan.
Zmagania dla Los Blancos w Primera División rozpoczęły się od wygranej 1-4 na wyjeździe z Deportivo Alavés, bramki dla Realu zdobył dwukrotnie Karim Benzema, Nacho oraz Vinícius Júnior. W drugiej kolejce podopieczni Ancelottiego po raz pierwszy stracili punkty; Real zremisował 3-3 z Levante UD i spadli na 3. miejsce w tabeli ligowej. W fazie grupowej Ligi Mistrzów Królewscy musieli zmierzyć się ponownie z Interem Mediolan i Szachtarem Donieck, trzecim rywalem okazał się Sheriff Tyraspol. W inaugurującym spotkaniu na San Siro Nerazzurri ulegli zespołowi ze stolicy Hiszpanii 0-1 po golu Rodrygo. Kolejne mecze w lidze hiszpańskiej to był pokaz siły drużyny Realu, klub z Madrytu wygrał kolejno z 1-0 Betisem, 5-2 z Realem Sociedad, 2-1 z zespołem Valencia CF oraz 6-1 z Mallorcą. Lekki kryzys dopadł ekipę Ancelottiego na przełomie września i października, kiedy to Los Blancos bezbramkowo zremisowali z Villarrealem i przegrali z 2-1 z Espanyolem ma krajowym podwórku oraz polegli na Bernabéu 1-2 z mołdawskim Sheriffem w Lidze Mistrzów. Po powrocie z przerwy kadrowej Królewscy odnieśli wysokie zwycięstwo w Doniecku z Szachtarem 5-0 i pokonali znjadującą się w kryzysie Barcelonę na Camp Nou 1-2 po bramkach Davida Alaby oraz Lucasa Vázqueza, bramkę dla Blaugrany w ostatniej minucie zdobył Sergio Agüero. Po wygranej w El Clásico Los Blancos zawiedli w spotkaniu z zespołem Osasuny, w którym padł bezbramkowy remis. Po tym meczu zespół Realu wygrał 7. kolejnych spotkań w lidze z rzędu, wygrywając m.in. z Sevillą 2-1 oraz Athletic Bilbao 1-0, a także pokonując w derbach Madrytu Atlético Madryt 2-0. Królewscy wygrali wszystkie trzy rewanżowe mecze grupowe w Champions League, kolejno 2-1 z Szachtarem, 0-3 na wyjeździe z Sheriffem i 2-0 z zespołem Nerazzurrich, zajmując ostatecznie 1. miejsce w grupie i awansując do 1/8 finału. Rok kalendarzowy Real zwieńczył drugim ligowym zwycięstwem z Athletic, gdzie na wyjeździe Los Blancos pokonali gospodarzy 1-2. W następnym meczu po raz drugi przegrali w lidze, tym razem ulegając 1-0 przeciwko Getafe. 
W zimowym oknie transferowym klub nie dokonał żadnych roszad w kadrze zespołu. W 1/16 Pucharu Króla podopieczni Ancelottiego ograli 3-1 CD Alcoyano, następnie w ligowym starciu pokonali u siebie Valencię 4-1. Pierwsze trofeum Królewscy zdobyli 16 stycznia, kiedy po pokonaniu Athleticu 2-0 oraz wcześniej Barcelony zdobyli Superpuchar Hiszpanii. Następnie Real mierzył się dwukrotnie z Elche, najpierw po dogrywce w ramach Pucharu Króla lepsi okazali się zawodnicy Realu, kilka dni później w ligowym spotkaniu padł remis 2-2. Los Blancos odpadli w ćwierćfinale Pucharu Hiszpanii; odwet za porażkę w Superpucharze wziął Athletic Bilbao, który pokonał Real 1-0. Kolejne dwa mecze ligowe przyniosły wygraną 1-0 z Granadą i bezbramkowy remis z Villarrealem. Paris Saint-Germain było pierwszym przeciwnikiem Realu w Champions League. Mecz w Paryżu zakończył się wynikiem 1-0 dla gospodarzy po golu Kyliana Mbappé. Rewanż na Estadio Santiago Bernabéu przyniósł niebywałe emocje; do przerwy to goście prowadzili 0-1 znów po bramce Mbappé. W drugiej połowie Królewscy odrobili dwubramkową stratę w dwumeczu w nieco ponad kwadrans, Real wygrał 3-1 po hattricku Karima Benzemy i awansował do ćwierćfinału. W ligowych zmaganiach Real utrzymywał bezpieczną przewagę nad drugą Sevillą, po remisie z Villarrealem Królewscy odnotowali 4 zwycięstwa z rzędu. 20 marca zespół Ancelottiego zagrał najgorszy mecz w sezonie, El Clásico w Madrycie skończyło się pogromem gospodarzy, którzy ulegli Barcelonie aż 0-4.

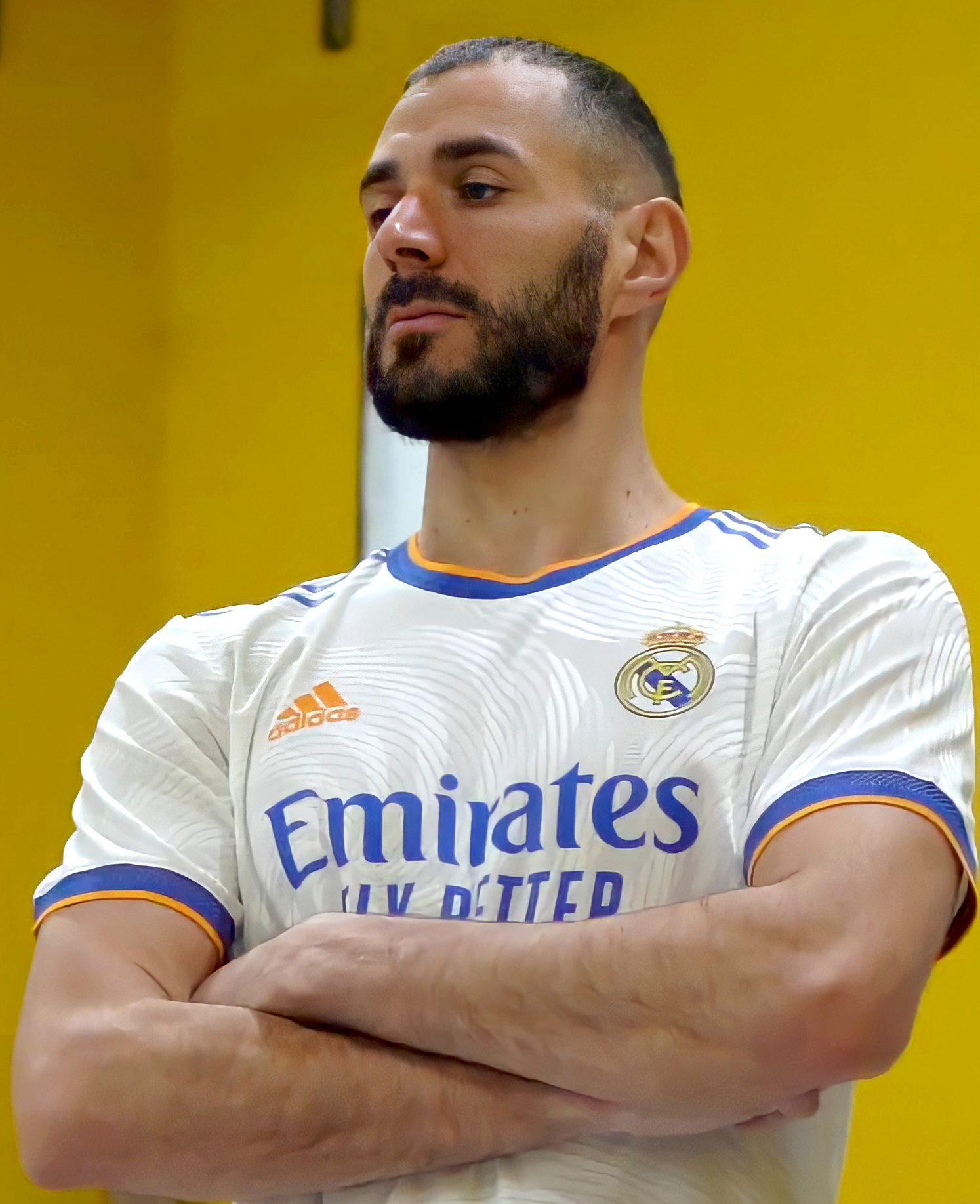
Karim Benzema - król strzelców La Liga oraz Ligi Mistrzów w sezonie 2021/2022

6 kwietnia na Stamford Bridge Real pokonał 3-1 Chelsea, ponownie po hattricku Benzemy w pierwszym ćwierćfinałowym meczu Ligi Mistrzów. W rewanżu w Madrycie zawodnicy z Londynu odrobili stratę i przez moment prowadzili 0-3. Bramka Rodrygo w 80. minucie dała Realowi dogrywkę w której kolejnego gola zdobył Karim Benzema i do półfinału awansował zespół Los Blancos. Po porażce w Klasyku Real wygrał kolejno z Celtą Vigo 1-2, odwrócił losy spotkania w meczu z Sevillą odrabiając 2 bramki straty i w końcówce strzelając trzecią na wagę 3. punktów. Następnie Królewscy pokonali Osasunę 3-1 i byli od krok od zapewnienia sobie mistrzostwa Hiszpanii. 30 kwietnia Real rozgromił 4-0 u siebie Espanyol po dwóch golach Rodrygo, oraz po golu Benzemy i Asensio, czym zaprzypieczętował zdobycie 35. tytułu mistrzowskiego na 4. kolejki przed końcem.
Pierwsze półfinałowe spotkanie Champions League z Manchesterem City zakończyło się zwycięstwem The Citizens 4-3 na Etihad Stadium. Rewanżowy mecz w Madrycie ponownie przyniósł wspaniałe widowisko dla fanów, w 73. minucie Riyad Mahrez otworzył wynik na 0-1, Królewscy mieli do odrobienia aż dwie bramki. W 90. minucie po asyście Benzemy wyrównał Rodrygo, brazylijczyk drugą bramkę dołożył minutę później, dzięki czemu doprowadził do dogrywki. W niej Karim Benzema pewnie wykorzystał rzut karny w 95. minucie i podwyższył na 3-1, więcej bramek nie padło i to Real po kolejnej wielkiej remontadzie awansował do finału. Po rewanżu z The Citizens Real wystawiając rezerwowy skład przegrał w derbach Madrytu z Atlético 1-0. Następnie w spotkaniu z Levante hattrickiem popisał się Vinícius Júnior, mecz zakończył się wynikiem 6-0. Ostatnie dwa ligowe spotkania Królewscy zremisowali 1-1 z Cádiz oraz 0-0 z Realem Betis. Real zgromadził 86. puktów i drugą Barcelonę wyprzedził aż o 13 oczek. Królem strzelców został Karim Benzema, który zdobył 27 bramek.
28 maja w finale Ligi Mistrzów rozgrywanym w Paryżu Real Madryt po raz 14-ty zdobył trofeum Pucharu Europy. Mecz z Liverpoolem zakończył się wynikiem 1-0, jedyną bramkę w finałowym starciu zdobył Vinícius Júnior po asyście Federico Valverde.

##### Sezon 2022/2023
W letnim oknie transferowym z klubu odeszło wiele zasłużonych zawodników, takich jak Marcelo, Casemiro, Gareth Bale czy Isco, którzy od lat byli gwiazdami zespołu Los Blancos. Klub opuścili również Borja Mayoral, Miguel Gutiérrez, Takefusa Kubo oraz Luka Jović. Zespół wzmocnili francuski pomocnik Aurélien Tchouaméni i niemiecki defensor Antonio Rüdiger.
10 sierpnia 2022 roku Real zgarnął pierwsze w sezonie trofeum; w ramach Superpucharu Europy pokonał Eintracht Frankfurt 2-0 po golach Davida Alaby oraz Karima Benzemy.
Z bardzo dobrej strony Królewscy rozpoczęli zmagania ligowe; w pierwszej kolejce zwyciężyli w wyjazdowym spotkaniu z Almeríą 1-2. Następnie wygrywali kolejno z Celtą Vigo (1-4), Espanyolem (1-3) oraz Realem Betis (2-1). W fazie grupowej Ligi Mistrzów Real trafił do grupy F wraz z RB Leipzig, Szachtarem Donieck i Celticem F.C. Pierwszy mecz zespół Ancelottiego rozegrał w GlasgowZawodnicy Realu pokonali gospodarzy aż 0-3 po bramkach Viníciusa, Luki Modricia i Edena Hazarda. Następnie Królewscy ograli kolejno RCD Mallorcę 4-1, RB Leipzig 2-0, a także wygrali w derbach z Atlético Madryt na Estadio Metropolitano 1-2. Po przewie reprezentacyjnej Real po raz pierwszy stracił punkty; w meczu z Osasuną padł remis 1-1. W kolejnym ligowym spotkaniu jednak ponownie wrócili na zwycięską ścieżkę wygrywając jedną bramką z Getafe CF. 16 października na Estadio Santiago Bernabéu rozegrano El Clásico, w którym lepsi okazali się gospodarze. Real wygrał 3-1 z Blaugraną po golach Karima Benzemy, Federico Valverde i Rodrygo; bramkę dla Barcelony zdobył Ferran Torres. Po „Klasyku” Real zwyciężył z Elche i Sevillą i po 11. kolejkach był liderem z zaledwie 3-punktową przewagą nad drugą Barceloną. W dwóch kolejnych spotkaniach Real zremisował z Gironą oraz przegrał 3-2 z Rayo Vallecano w efekcie czego stracił pozycję lidera już do końca sezonu. Królewscy zajęli pierwsze miejsce w grupie Ligi Mistrzów, dzięki czemu awansowali do 1/8 finału, gdzie mieli zmierzyć się z finalistą z zeszłego sezonu – Liverpoolem. W zimowym oknie transferowym klub nie przeprowadził żadnych ruchów. 3 stycznia zawodnicy Realu pokonali CP Cacereño 1-0 i awansowali do 1/8 finału Pucharu Króla. Tam zmierzyli się z drużyną Villarrealu i mimo przegrywania dwoma golami do przerwy zawodnicy Ancelottiego zdołali odwrócić losy spotkania i wygrać 2-3. Królewscy nie zdołali wygrać drugi rok z rzędu trofeum Superpucharu Hiszpanii. W półfinale Real ograł Valencię 1-0, jednak finał z Barceloną przyniósł porażkę 1-3.
Po pokonaniu Villarrealu to Atlético Madryt było rywalem Los Blancos podczas ćwierćfinałowej potyczki w Pucharze Króla. Po dogrywce to Real okazał się być lepszy i zwyciężył 3-1 (1-1 w regulaminowym czasie gry). 11 lutego Królewscy piąty raz w swojej historii sięgnęli po Klubowe Mistrzostwo Świata, w finale tych rozgrywek zawodnicy z Hiszpanii okazali się lepsi od Al-Hilal (5-3), wcześniej w drodze do finału Real ograł zespół Al-Ahly 4-1. 21 lutego rozegrano pierwszy mecz w ramach 1/8 finału Ligi Mistrzów, na Anfield już po 15. minutach prowadzili gospodarze 2-0, do przerwy Real zdołał wyrównać stan spotkania po dublecie Viníciusa. Dwie minuty po rozpoczęciu drugiej części spotkania prowadzenie Królewskim dał Éder Militão, następnie dwie bramki dołożył Karim Benzema i to goście wygrali ostatecznie 2-5. W rewanżu rozegranym dwa tygodnie później Real pokonał zespół z Anglii 1-0 po golu Benzemy. Półfinałowe zmagania Pucharu Króla przyniosły kolejne dwa mecze El Clásico. Na Estadio Santiago Bernabéu lepsi okazali się podopieczni Xaviego, którzy wygrali 0-1. Rewanż na Camp Nou przyniósł porażkę Barcelony; gospodarze ulegli aż 0-4 i to Real awansował do finału rozgrywek. Jednak w lidze Królewskim nie szło tak dobrze, jak w zmaganiach pucharowych. Po dobrym początku Królewscy zaczęli często gubić punkty. Zespół Ancelottiego nie potrafił wygrać więcej niż dwa mecze z rzędu. Przed rewanżowym meczem z Barceloną Real tracił do niej 9. punktów. Ligowy „Klasyk” pogorszył sytuację ekipie Los Blancos. Real uległ 2-1 i to Blaugrana powiększyła swoją przewagę do 12. oczek. Ćwierćfinałowy dwumecz Ligi Mistrzów ponownie okazał się zwycięski dla Realu. Podopieczni Ancelottiego wygrali z londyńską Chelsea 2-0 u siebie i 0-2 na wyjeździe.
6 maja na Estadio La Cartuja Real po dziewięciu latach przerwy zdobył trofeum Pucharu Hiszpanii. W finale pokonał Osasunę 2-1 po dublecie Rodrygo; gola dla Osassuny zdobył Lucas Torró. W półfinale Champions League Królewscy ponownie zmierzyli się z Manchesterem City. Pierwszy mecz w Madrycie przyniósł remis 1-1. Na City of Manchester Stadium The Citizens pokonali Real aż 4-0 i to oni awansowali do finału. Ostatecznie rozgrywki ligowe Królewscy zakończyli na drugim miejscu z 78. punktami na koncie. Z przewagą 10. oczek Mistrzem została Barcelona, trzecie miejsce zajęło Atlético Madryt, które miało jeden punkt mniej od ekipy Los Blancos. Wraz z końcem sezonu swoje odejście z Realu ogłosił kapitan Królewskich – Karim Benzema.

##### Sezon 2023/2024
Letnie okno transferowe przyniosło szereg zmian w kadrze Realu. Oprócz Karima Benzemy klub opuścili Marco Asensio, Eden Hazard i Mariano Díaz. Na wypożyczenie udał się Jesús Vallejo, sprzedano także Antonio Blanco. Do zespołu powrócili Fran García oraz Brahim Díaz. Zakontraktowano Ardę Gülera, a także przeprowadzono galaktyczny transfer Jude’a Bellinghama, który dołączył do klubu za ponad 100 milionów euro. Wypożyczono również Joselu. Przed startem sezonu Thibaut Courtois zerwał więzadła krzyżowe, więc klub zdecydował się na sprowadzenie Kepy Arrizabalagi w ramach rocznego wypożyczenia.
W spotkaniach towarzyskich Ancelotti testował nową taktykę na nadchodzący sezon. Los Blancos mieli grać w tak zwanym diamencie, czyli bez nominalnego napastnika, lecz z szeroko ustawionymi atakującymi oraz wychodzącym do ataku ofensywnym pomocnikiem. Dwa pierwsze spotkania przyniosły zwycięstwa (3-2 z A.C. Milan oraz 2-0 z Manchesterem United), w kolejnych dwóch meczach Real uległ kolejno Barcelonie 0-3 i Juventusowi 1-3.
12 sierpnia Królewscy rozpoczęli zmagania ligowe od wygranej na wyjeździe z Athleticem Bilbao 0-2 po bramkach Rodrygo i Jude'a Bellinghama. W kolejnych czterech spotkaniach ligowych Real również zwyciężył. Real Madryt rozpoczął zmagania w Lidze Mistrzów UEFA od zwycięstwa nad Unionem Berlin 1:0. Decydującego gola zdobył Bellingham w końcówce meczu, potwierdzając swoją kluczową rolę w zespole. 24 września 2023 roku odbyły się pierwsze derby Madrytu w sezonie na stadionie Wanda Metropolitano. Zespół prowadzony przez Ancelottiego przegrał z Atlético Madryt 1-3, notując tym samym swoją pierwszą porażkę w sezonie.
W następnych meczach Real Madryt kontynuował dobrą passę. Drużyna wygrała z Las Palmas 2-0, a następnie pokonała Gironę, która świetnie rozpoczęła sezon, wynikiem 3-0. W Lidze Mistrzów Real zanotował drugie zwycięstwo, triumfując nad SSC Napoli 2-3. Kolejnym zwycięstwem było przekonujące zwycięstwo nad CA Osasuna 4-0. Po przerwie reprezentacyjnej Real utrzymał wysoką formę. Zespół zremisował na wyjeździe z Sevillą na trudnym terenie, a następnie odniósł trzecie zwycięstwo w Lidze Mistrzów, pokonując SC Braga. 28 października Real wygrał 1-2 z Barceloną na Estadi Olímpic Lluís Companys. Bohaterem tego spotkania był ponownie Jude Bellingham, który strzelił oba gole dla Królewskich. W kolejnym meczu, przeciwko Rayo Vallecano, padł bezbramkowy remis. Po 12-stu kolejkach Real zajmował drugą pozycje w ligowej tabeli, 2. punkty za Gironą. Zespół Ancelottiego pewnie awansował do 1/8 finału Champions League; Los Blancos wygrali wszystkie mecze w grupie. Po zwycięstwie z Deportivo Alavés 0-1 w 18. kolejce Real objął prowadzenie w ligowej tabeli. Następny mecz z Mallorcą również zakończył się wygraną (1-0 po golu Antonio Rüdigera). Na półmetku sezonu ligowego Real prowadził mając 45. punktów - tyle samo co Girona FC.  
Rozgrywki Copa del Rey obrońcy tytułu zaczęli od pewnego zwycięstwa z trzecioligową Arandiną CF. 10 stycznia 2024 roku, Real przystąpił do rozgrywek Superpucharu Hiszpanii; w półfinale mierzyli się z Atlético Madryt. W regulaminowym czasie gry padł remis 3-3 (bramki dla Realu zdobyli Antonio Rüdiger, Ferland Mendy oraz Dani Carvajal). W dogrywce lepszy okazał się Real, dzięki golom Joselu oraz Brahima Díaza. 14 stycznia 2024 roku, podopieczni Carla Ancelottiego zdobyli pierwsze trofeum w sezonie, pokonując Barcelonę 4-1 w finale Superpucharu. Bohaterem spotkania okazał się Vinicius Junior, który popisał się hattrickiem. Czwartego gola dla Realu Madryt strzelił inny Brazylijczyk – Rodrygo
Cztery dni po wygranej z Blaugraną Real uległ w 1/8 finału Pucharu Króla, tym razem po dogrywce lepsze okazało się Atlético Madryt. Mimo odpadnięcia z Pucharu Real wciąż prezentował się znakomicie w rozgrywkach ligowych. Los Blancos wygrali 3. mecze z rzędu, następnie zremisowali 1-1 w derbowym spotkaniu z Atlético oraz pewnie zwyciężyli z Gironą 4-0 po golach Jude Bellinghama (dublet) Viníciusa oraz Rodrygo.
Dwumecz z zespołem RB Lipsk w ramach 1/8 finału Ligi Mistrzów Real zwyciężył z trudnościami. W pierwszym spotkaniu Królewscy wygrali skromnie 0-1 po golu Brahima Diaza. Mecz na Estadio Santiago Bernabéu zakończył się remisem 1-1; w obu meczach pewną postawą w bramce wykazał się Andrij Łunin, który w wielu sytuacjach ratował swój zespół. W międzyczasie zespół z Madrytu nadal kontynuował dobrą passę w zmaganiach ligowych. Między 25. a 30. kolejką Real dwukrotnie zremisował oraz czterokrotnie zgarnął komplet punktów. Na osiem kolejek przed końcem sezonu liderujący Królewscy utrzymywali 8. punktów przewagi nad drugą Barceloną. Ćwierćfinałowym rywalem Realu w Lidze Mistrzów okazał się zdobywca poprzedniej edycji - Manchester City. Pierwsze spotkanie rozgrywane na Estadio Santiago Bernabéu zakończyło się remisem 3-3; gole dla Realu zdobyli Rúben Dias (sam.), Rodrygo i Federico Valverde. W rewanżu Real nie był stawiany jako faworyt, jednak w 12. minucie to goście objęli prowadzenie znów po bramce Rodrygo. Gospodarze wyrównali w drugiej połowie mimo znakomitej postawy obrony Realu oraz Andrija Łunina za sprawą Kevina De Bruyne. Ostatecznie po rzutach karnych to Real awansował do półfinału rozgrywek.
21 kwietnia rozegrano drugi ligowy "Klasyk" między Realem a Barceloną. Już w 6. minucie Blaugrana objęła prowadzenie po bramceChristensena; do wyrównania w 18. minucie doprowadził Vinícius Júnior. Następnie Fermín López wyprowadził gości na ponowne prowadzenie, lecz Lucas Vázquez zdobył wyrównującą bramkę. W doliczonym czasie gry Królewscy wyszli na prowadzenie dzięki bramce Jude Bellinghama i to ostatecznie oni zgarnęli 3. punkty.
Półfinałowe starcie z Bayernem Monachium w Lidze Mistrzów Real rozpoczął od remisu 2-2. Świetny występ zaliczył Vinícius - zdobywca 2. bramek. Rewanż w Madrycie przyniósł wiele emocji kibicom. W pierwszej połowie nie padł żaden gol, jednak to gospodarze stworzyli więcej szans na bramkę. Po przerwie niespodziewane prowadzenie Bawarczykom dał Alphonso Davies. Przez długi czas dzięki interwencjom Manuela Neuera zapewniał awans gościom, lecz poprzez wypuszczenie piłki po strzale Viníciusa bramkę wyrównującą zdobył Joselu. Kilka minut później Hiszpan ponownie zdobył gola, dzięki czemu to Real awansował do finału rozgrywek.
Królewscy zgarnęli Mistrzostwo Hiszpanii już w 34. kolejce. Zespół Ancelottiego pokonał u siebie Cádiz 3-0, jednak to porażka Barcelony z Gironą pozbawiła Dumę Katalonii szansy na obronienie tytułu. Ostatecznie ekipa Los Blancos zdobyła 95. punktów z bilansem 29. zwycięstw, 8. remisów oraz jedną porażką.
1 czerwca 2024 roku na stadionie Wembley rozegrano finał Ligi Mistrzów. Królewskim przyszło się zetrzeć z Borussią Dortmund. W pierwszej części spotkania to zespół z Niemiec wykreował więcej szans na bramkę, jednak żadnej nie wykorzystali. W drugiej połowie spotkanie stało się bardziej wyrównane i to ostatecznie Real objął prowadzenie po strzale głową Daniego Carvajala. W 83. minucie Real podwyższył prowadzenie po bramce Viníciusa. Borussia nie zdołała wyrównać w konsekwencji czego Real zdobył 15. puchar Ligi Mistrzów. Był to równocześnie ostatnie spotkanie Toniego Kroosa w barwach Królewskich; Niemiec wcześniej ogłosił zakończenie kariery tuż po Euro 2024.

##### Sezon 2024/2025
Dwa dni po tryumfie w finale Ligi Mistrzów Real za pośrednictwem swojej strony internetowej ogłosił, że od nowego sezonu do drużyny dołączy francuski napastnik - Kylian Mbappé. Klub wzmocnił również brazylijski talent - Endrick. Swojego kontraktu nie przedłużył dotychczasowy kapitan Królewskich, Nacho. Odeszli również Rafa Marín oraz Joselu. W przedsezonowym tournée po Stanach Zjednoczonych Real mierzył się z A.C. Milan (porażka 0-1), FC Barcelona (porażka 1-2) oraz Chelsea F.C. (wygrana 2-1).  
14 sierpnia 2024 roku Królewscy rozegrali mecz w ramach Superpucharu UEFA na Stadionie Narodowym w Warszawie. Rywalem Los Blancos była włoska Atalanta. Spotkanie zakończyło się zwycięstwem drużyny Realu 2-0 po bramkach Federica Valverde oraz Kyliana Mbappé.
Real Madryt rozpoczął sezon ligowy od remisu z RCD Mallorca. W drugiej kolejce drużyna prowadzona przez Carla Ancelottiego odniosła pierwsze zwycięstwo, pokonując Real Valladolid 3-0 po bramkach Valverdego, Brahima Díaza oraz Endricka. W trzecim meczu ligowym madrytczycy ponownie podzielili się punktami, remisując na wyjeździe z Las Palmas. Po niezbyt udanym początku sezonu, Real poprawił formę i zanotował serię czterech kolejnych zwycięstw. Passa ta została przerwana remisem w derbach Madrytu z Atlético, w których rywale doprowadzili do wyrównania w doliczonym czasie gry. 
W rozgrywkach Ligi Mistrzów UEFA sezonu 2024/2025 Real Madryt rozpoczął zmagania od zwycięstwa 3-1 nad VfB Stuttgart. W drugiej kolejce fazy grupowej hiszpański zespół przegrał z Lille OSC, a następnie odniósł efektowne zwycięstwo 5-2 nad Borussią Dortmund, mimo że do przerwy przegrywał 0-2; hat-trickiem w tym meczu popisał się Vinícius Júnior. 26 października 2024 roku, w pierwszym El Clásico sezonu, Real poniósł dotkliwą porażkę 0-4 z FC Barcelona na Santiago Bernabéu. 5 listopada zespół Ancelottiego przegrał 1-3 z Milanem, co pogorszyło jego sytuację w grupie Ligi Mistrzów i wywołało medialne spekulacje na temat przyszłości trenera. Mimo presji, klub nie zdecydował się na zmianę szkoleniowca. Real odpowiedział dwoma przekonującymi zwycięstwami w lidze – 4-0 z Osasuną oraz 3-0 z Leganés. Seria dobrych wyników została jednak przerwana w piątej kolejce Ligi Mistrzów, kiedy to Los Blancos przegrali 0-2 z Liverpoolem na Anfield. 
W grudniu 2024 roku sytuacja Realu Madryt w rozgrywkach ligowych była bardzo dobra. FC Barcelona znajdował się w kryzysie formy, co pozwoliło Królewskim zbudować ośmiopunktową przewagę nad katalońskim zespołem oraz uzyskać dwupunktową przewagę nad Atlético Madryt. Real zakończył fazę grupową Ligi Mistrzów z kompletem zwycięstw w ostatnich trzech spotkaniach, co dało awans do rundy zasadniczej.
18 grudnia Real Madryt pokonał CF Pachuca 3-0, zdobywając trofeum FIFA Intercontinental Cup. Klub nie zdołał jednak sięgnąć po trzecie trofeum w sezonie – w finale Superpucharu Hiszpanii ponownie przegrał z Barceloną, tym razem 2-5. Dużym problemem dla Ancelottiego był brak transferów w zimowym oknie, zespół osłabiły kontuzje Daniego Carvajala i Édera Militão, którzy wypadli z gry na cały sezon. Problem z kontuzjami miał również David Alaba, przez co włoski szkoleniowiec przesunął do linii obrony Auréliena Tchouaméniego. Regularną szansę gry dostawał wychowanek Los Blancos - Raúl Asencio.
Na początku nowego roku Real zanotował pogorszenie formy ligowej, przegrywając z Espanyolem i Realem Betis, a także remisując w derbowym meczu z Atlético Madryt, co skutkowało utratą pozycji lidera La Liga.
W rundzie zasadniczej Ligi Mistrzów Real Madryt pewnie pokonał Manchester City w dwumeczu. W rewanżu na Santiago Bernabéu gospodarze zwyciężyli 3-1, a wszystkie bramki zdobył Kylian Mbappé. W 1/8 finału rywalem Królewskich było Atlético Madryt. Pierwsze spotkanie zakończyło się zwycięstwem Realu 2-1, natomiast w rewanżu Atlético zdobyło bramkę już w pierwszej minucie. Mecz zakończył się wynikiem 1-0, a o awansie decydowały rzuty karne, w których Real Madryt okazał się skuteczniejszy i awansował do ćwierćfinału.  
W owym ćwierćfinale Ligi Mistrzów Real Madryt zmierzył się z Arsenalem. Hiszpański zespół przegrał oba spotkania – 0-3 w Londynie oraz 1-2 w Madrycie – i odpadł z dalszych rozgrywek. Sytuacja w La Liga była trudna, w związku z tym jedynym trofeum, o które Real Madryt mógł jeszcze walczyć, pozostał Puchar Króla. Zespół dotarł do finału, jednak w decydującym meczu, po dogrywce, uległ po raz kolejny w sezonie Barcelonie. Drużyna z Katalonii od początku 2025 roku prezentowała wysoką, równą formę i rzadko traciła punkty w rozgrywkach ligowych. Nadzieje Realu Madryt na obronę tytułu mistrzowskiego zostały ostatecznie rozwiane w ligowym El Clásico. Mimo prowadzenia 0-2 po 15 minutach gry, Real przegrał spotkanie 4-3. Wynik nie w pełni oddawał przebieg meczu, gdyż zespół prowadzony przez Hansiego Flicka stworzył wiele okazji i mógł odnieść wyższe zwycięstwo. 
23 maja 2025 roku, dzień przed ostatnim meczem ligowym w sezonie, Real Madryt ogłosił zakończenie współpracy z Ancelottim. Dzień wcześniej potwierdzono również odejście kapitana Realu Madryt w sezonie 2024/2025 Luki Modricia, który reprezentował barwy Los Blancos od 2012 roku. 
24 maja rozegrano ostatni mecz ligowy w sezonie, Królewscy pokonali Real Sociedad 2-0. W trakcie spotkania trybuny Estadio Santiago Bernabéu pożegnały Lukę Modricia i Carla Ancelottiego. Real zajął ostatecznie 2. miejsce w lidze z czterema punktami starty do zwycięskiej Blaugrany. Na osłodę dla kibiców z Madrytu królem strzelców rozgrywek został Kylian Mbappé, którzy zdobył 31. bramek w swoim debiutanckim sezonie dla Królewskich.

#### Nowe rozdanie – przybycie Xabiego Alonso
25 maja 2025 roku potwierdzono doniesienia mediów z ostatnich tygodni i poinformował, że Xabi Alonso - były zawodnik Królewskich w latach 2009-2014 oraz dotychczasowy trener Bayeru Leverkusen zostanie nowym trenerem Realu Madryt.
Real jeszcze przed ogłoszeniem nowego trenera ogłosił zakup młodego, hiszpańskiego obrońcy Deana Huijsena. 30 maja ogłoszono przyjście za darmo Trenta Alexandra-Arnolda z Liverpoolu. Zakupiono również Franco Mastantuono. 14 lipca Real potwierdził aktywowanie klauzuli wykupu Álvaro Carrerasa, dotychczasowego gracza Benfiki Lizbony. 2 dni później potwierdzono odejście Lucasa Vázqueza z klubu.

##### Klubowe Mistrzostwa Świata 2025
Królewscy zmagania w klubowym Mundialu pod wodzą nowego trenera rozpoczęli 18 czerwca od remisu z Al-Hilal 1-1; bramkę dla Los Blancos zdobył wychowanek Gonzalo García. W kolejnych dwóch meczach grupowych Real zwyciężył kolejno z CF Pachucą 3-1 oraz RB Salzburgiem 3-0. W 1/8 finału podopieczni Xabiego Alonso wygrali 1-0 z Juventusem; ponownie po bramce Gonzalo. W ćwierćfinale rozgrywek Real zmierzył się z Borussią Dortmund. Spotkanie zakończyło się zwycięstwem madryckiego zespołu. Real prowadził 2-0 już po pierwszej połowie, po bramkach zdobytych przez Gonzalo Garcíę i Frana Garcíę. W końcowej fazie meczu Antonio Rüdiger popełnił błąd przy wybiciu piłki, co pozwoliło drużynie z Dortmundu zdobyć bramkę kontaktową. Królewscy szybko odpowiedzieli trafieniem Kyliana Mbappé, jednak tuż po wznowieniu gry Dean Huijsen dopuścił się faulu w polu karnym, za co otrzymał czerwoną kartkę. Borussia wykorzystała rzut karny, ustalając wynik spotkania.
W półfinale Real Madryt przegrał z Paris Saint-Germain F.C. 0-4. Już po dziesięciu minutach paryski klub prowadził 2-0 po indywidualnych błędach Antonio Rüdigera i Raúla Asencio. Zespół z Madrytu nie zdołał odwrócić losów meczu i uległ triumfatorowi rozgrywek Ligi Mistrzów, odpadając z dalszej rywalizacji. Mimo odpadnięcia z turnieju w półfinale Gonzalo García dzięki zdobyciu 4. bramek został królem strzelców turnieju.

## Sukcesy

### Trofea międzynarodowe
| \| \| Zdobyte trofea w rozgrywkach międzynarodowych (stan na: 21-12-2024) \| |                                                                     |              |                                                                                          |
| Rozgrywki                                                                    | Osiągnięcie                                                         | Razy         | Sezon(y)                                                                                 |
| Klubowe MŚ                                                                   | zdobywca                                                            | 5* (rekord)  | 2014, 2016, 2017, 2018, 2022                                                             |
| Klubowe MŚ                                                                   | finalista                                                           | 0            |                                                                                          |
| Puchar Interkontynentalny                                                    | zdobywca                                                            | 4* (rekord)  | 1960, 1998, 2002, 2024                                                                   |
| Puchar Interkontynentalny                                                    | finalista                                                           | 2            | 1966, 2000                                                                               |
| · Liga Mistrzów · (Puchar Europy)                                            | zdobywca                                                            | 15* (rekord) | 1956, 1957, 1958, 1959, 1960, 1966, 1998, 2000, 2002, 2014, 2016, 2017, 2018, 2022, 2024 |
| · Liga Mistrzów · (Puchar Europy)                                            | finalista                                                           | 3            | 1962, 1964, 1981                                                                         |
| · Liga Europy · (Puchar UEFA)                                                | zdobywca                                                            | 2            | 1985, 1986                                                                               |
| · Liga Europy · (Puchar UEFA)                                                | finalista                                                           | 0            |                                                                                          |
| · Puchar Zdobywców                                                           | zdobywca                                                            | 0            |                                                                                          |
| · Puchar Zdobywców                                                           | finalista                                                           | 2            | 1971, 1983                                                                               |
| · Superpuchar UEFA                                                           | zdobywca                                                            | 6* (rekord)  | 2002, 2014, 2016, 2017, 2022, 2024                                                       |
| · Superpuchar UEFA                                                           | finalista                                                           | 3            | 1998, 2000, 2018                                                                         |
| · Puchar Intertoto                                                           | zdobywca                                                            | 0            |                                                                                          |
| · Puchar Intertoto                                                           | finalista                                                           | 0            |                                                                                          |
| · Puchar Miast Targowych                                                     | zdobywca                                                            | 0            |                                                                                          |
| · Puchar Miast Targowych                                                     | finalista                                                           | 0            |                                                                                          |
| FIFA                                                                         | Zdobyte trofea w rozgrywkach międzynarodowych (stan na: 21-12-2024) |              |                                                                                          |

- Mały Puchar Świata:
  - zdobywca (2x): 1952, 1956
- Puchar Łaciński:
  - zdobywca (2x): 1955 (w finale 2:0 ze Stade de Reims), 1957 (w finale 1:0 z SL Benfica)
- Copa Iberoamericana:
  - zdobywca (1x): 1994 (w finale 4:3 w dwumeczu z Boca Juniors)

### Trofea krajowe

Wyniki uzyskane przez Real Madryt w Primera División (w latach 1937–1939 z powodu Wojny Domowej w Hiszpanii nie prowadzono rozgrywek)

| \| \| Zdobyte trofea w rozgrywkach Hiszpanii (stan na: 04-05-2024) \| |                                                              |              | |
| Rozgrywki                                                             | Osiągnięcie                                                  | Razy         | Sezon(y) |
| · Mistrzostwo                                                         | I miejsce                                                    | 36* (rekord) | 1932, 1933, 1954, 1955, 1957, 1958, 1961, 1962, 1963, 1964, 1965, 1967, 1968, 1969, 1972, 1975, 1976, 1978, 1979, 1980, 1986, 1987, 1988, 1989, 1990, 1995, 1997, 2001, 2003, 2007, 2008, 2012, 2017, 2020, 2022, 2024 |
| · Mistrzostwo                                                         | II miejsce                                                   | 26           | 1929, 1934, 1935, 1936, 1942, 1945, 1959, 1960, 1966, 1981, 1983, 1984, 1992, 1993, 1999, 2005, 2006, 2009, 2010, 2011, 2013, 2015, 2016, 2021, 2023, 2025                                                             |
| · Mistrzostwo                                                         | III miejsce                                                  | 10           | 1949, 1952, 1953, 1956, 1982, 1991, 2002, 2014, 2018, 2019 |
| · Puchar                                                              | zdobywca                                                     | 20           | 1905, 1906, 1907, 1908, 1917, 1934, 1936, 1946, 1947, 1962, 1970, 1974, 1975, 1980, 1982, 1989, 1993, 2011, 2014, 2023                                                                                                 |
| · Puchar                                                              | finalista                                                    | 20           | 1903, 1916, 1918, 1924, 1929, 1930, 1933, 1940, 1943, 1958, 1960, 1961, 1968, 1979, 1983, 1990, 1992, 2002, 2004, 2013                                                                                                 |
| · Superpuchar                                                         | zdobywca                                                     | 13           | 1988, 1989, 1990, 1993, 1997, 2001, 2003, 2008, 2012, 2017, 2020, 2022, 2024 |
| · Superpuchar                                                         | finalista                                                    | 6            | 1982, 1995, 2007, 2011, 2014, 2023, 2025 |
| Puchar Ligi                                                           | zdobywca                                                     | 1            | 1985 |
| Puchar Ligi                                                           | finalista                                                    | 1            | 1983 |
| Hiszpania                                                             | Zdobyte trofea w rozgrywkach Hiszpanii (stan na: 04-05-2024) |              | |

- Copa Eva Duarte:
  - zdobywca (1x): 1947

Pięć pucharów za mistrzostwo Real Madryt posiada na własność – są przyznawane drużynie, która zdobędzie mistrzostwo co najmniej trzy razy z rzędu.

### Trofea towarzyskie
- Trofeo Santiago Bernabéu:
  - zdobywca (26x): 1981, 1983, 1984, 1985, 1987, 1989, 1991, 1994, 1995, 1996, 1997, 1998, 1999, 2000, 2003, 2005, 2006, 2007, 2008, 2009, 2010, 2011, 2012, 2013, 2015, 2016
- Mistrzostwa Wspólnoty Autonomicznej Madryt:
  - zdobywca (23x): 1904, 1905, 1906, 1907, 1909, 1912, 1915, 1916, 1917, 1919, 1921, 1922, 1923, 1925, 1926, 1928, 1929, 1930, 1931, 1932, 1933, 1934, 1935
- Trofeo Ciudad de Alicante:
  - zdobywca (10x): 1990, 1991, 1992, 1993, 1995, 1998, 2000, 2001, 2002, 2010
- Trofeo Teresa Herrera:
  - zdobywca (9x): 1949, 1953, 1966, 1976, 1978, 1979, 1980, 1994, 2013
- Trofeo Ramón de Carranza:
  - zdobywca (6x): 1958, 1959, 1960, 1966, 1970, 1982
- Trofeo Ciudad de Palma:
  - zdobywca (4x): 1975, 1980, 1983, 1990
- Trofeo Ciudad de La Línea:
  - zdobywca (4x): 1981, 1982, 1986, 1994
- Trofeo Bahía de Cartagena:
  - zdobywca (4x): 1994, 1998, 1999, 2001
- Trofeo Colombino:
  - zdobywca (3x): 1970, 1984, 1989
- Trofeo Ciudad de Barcelona:
  - zdobywca (3x): 1983, 1985, 1988
- Trofeo Euskadi Asegarce:
  - zdobywca (3x): 1994, 1995, 1996
- Trofeo Festa d’Elx:
  - zdobywca (3x): 1984, 1985, 1999
- Trofeo Ciudad de Vigo:
  - zdobywca (2x): 1981, 1982
- Trofeo Naranja:
  - zdobywca (2x): 1990, 2003
- World Football Challenge:
  - zdobywca (2x): 2011, 2012
- Trofeo Benito Villamarín:
  - zdobywca (1x): 1960
- Trofeo Mohamed V:
  - zdobywca (1x): 1966
- Trofeo Año Santo Compostelano:
  - zdobywca (1x): 1970
- Trofeo Costa del Sol:
  - zdobywca (1x): 1976
- Trofeo Ciudad de Caracas:
  - zdobywca (1x): 1980
- Trofeo Centenario AC Milan:
  - zdobywca (1x): 2000
- Trofeo Jesús Gil:
  - zdobywca (1x): 2005
- Taci Oil Cup:
  - zdobywca (1x): 2010
- Puchar Franza Beckenbauera:
  - zdobywca (1x): 2010
- npower Challenge Cup:
  - zdobywca (1x): 2011
- International Champions Cup:
  - zdobywca (3x): 2013, 2015(2x)

## El Derbi

### El Derbi Madrileño
Zarówno Real Madryt, jak i Atlético Madryt różnią się pod wieloma względami, w tym także w aspekcie politycznym czy kibicowskim. Na początku istnienia obu klubów zarysował się wyraźny podział pomiędzy kibicami obu klubów. Szefostwo Realu podniosło ceny biletów, w związku z tym na mecze Królewskich przychodzili jedynie bogaci mieszkańcy Madrytu, czyli burżuazja i bogaci mieszczanie. Natomiast publiczność rywala Realu stanowiła w głównej mierze biedniejsza część miasta, jak robotnicy czy proletariat. Pierwsi często utożsamiali się z poglądami prawicowymi, drudzy – z lewicą. Różnice widać także w przypadku stadionów obu klubów. Stadion Realu Estadio Santiago Bernabéu został wybudowany przy arystokratycznej ulicy Castellana, podczas gdy stadion Atlético Estadio Vicente Calderón powstał przy browarze nad rzeką Manzanares.
Początkowo Atlético było ulubionym zespołem reżimu generała Franco, zwłaszcza w okresie, gdy klub otrzymywał dotacje z Hiszpańskich Sił Powietrznych. Sytuacja zmieniła się w latach 50., gdy reżim z czasem zaczął popierać „Królewskich” z Madrytu. Zespół otrzymał wsparcie rządu także w początkowych czasach po utworzeniu Pucharu Europy, gdy pięciokrotnie zdobywał to trofeum. Z tej też okazji kibice Atlético utworzyli przyśpiewkę ze słowami „Real Madrid, Real Madrid, el equipo del gobierno, la verguenza del país” („Real Madryt, Real Madryt, drużyna rządu, wstyd dla kraju”).
Pierwsze w historii derby Madrytu rozegrano 2 grudnia 1903 i w meczu tym 1:0 zwyciężyło Atlético, grające wówczas pod nazwą Athletic. W tym samym roku rozegrano jeszcze dwa kolejne spotkania pomiędzy tymi drużynami. W pierwszym zwyciężył Real 2:0, w drugim Athletic 5:0. Natomiast pierwsze derby w rozgrywkach ligi hiszpańskiej odbyły się 24 lutego 1929. Real wygrał 2:1, a gole w tym meczu zdobywali: dwukrotnie Ramón Triana dla Królewskich i Luis Marín Sabater dla Los Colchoneros.

### El Clásico
Rywalizacja obu klubów, Realu Madryt i Barcelony, ma podłoże przede wszystkim polityczne i wynika w dużej mierze z identyfikowania się dążących do niepodległości katalońskich nacjonalistów z Barçą (Manuel Vázquez Montalbán w powieści kryminalnej Środkowy napastnik zginie o zmierzchu określił Barçę jako „epicką broń kraju bez państwa”), podczas gdy hiszpański dyktator Francisco Franco powszechnie uznawany był za kibica Realu Madryt.
Istnieją niepotwierdzone relacje mówiące, jakoby przed wspomnianym wyżej wygranym 11:1 meczem z Barceloną do szatni Blaugrany wszedł dyrektor hiszpańskich służb specjalnych, który powiedział zawodnikom, aby pamiętali, iż niektórzy w czasie wojny opuścili kraj, a wrócić mogli jedynie „dzięki wspaniałomyślności władz”, które wybaczyły im „brak patriotyzmu”.

## Stadion

### Estadio Chamartín
- Nazwa – Estadio de Chamartín
- Miasto – Madryt
- Pojemność – 22 500 widzów
- Inauguracja – 17 maja 1923
- Zamknięcie – 1947
- Rozmiar boiska – 107 × 72 m
- Architekt – José María Castell

Estadio de Chamartín był wielofunkcyjnym stadionem Realu Madryt przed budową Estadio Santiago Bernabéu. 17 maja 1923 roku został rozegrany mecz inauguracyjny, a rywalem Realu był Newcastle United. Mógł pomieścić 22,5 tys. widzów.

### Estadio Alfredo Di Stéfano
- Nazwa – Estadio Alfredo Di Stéfano
- Miasto – Madryt
- Pojemność – 6500 widzów
- Inauguracja – 9 maja 2006
- Rozmiar boiska – 105 × 68 m
- Architekt – Antonio Lamela
- Inne budynki – Ciudad Deportiva de Valdebebas

Estadio Alfredo Di Stéfano jest stadionem niższych kategorii Realu, a przede wszystkim Realu Madryt Castilla. Oficjalna inauguracja miała miejsce 9 maja 2006 roku. Z tej okazji rozegrano mecz towarzyski z francuskim Stade de Reims, klubem, który grał z madryckim zespołem w pierwszym finale Pucharu Europy w 1956 roku. Los Merengues wygrali wynikiem 6:1, po bramkach Antonio Cassano-2, Roberto Soldado-2, José Jurado i Segio Ramosa. Estadio Alfredo Di Stéfano jest obecnie w rozbudowie, po jej zakończeniu będzie mógł pomieścić 22 tysiące widzów.

### Estadio Santiago Bernabéu
- Nazwa – Estadio Santiago Bernabéu
- Miasto – Madryt
- Pojemność – 84 744 widzów
- Inauguracja – 14 grudnia 1947
- Rozmiar boiska – 107 × 72 m

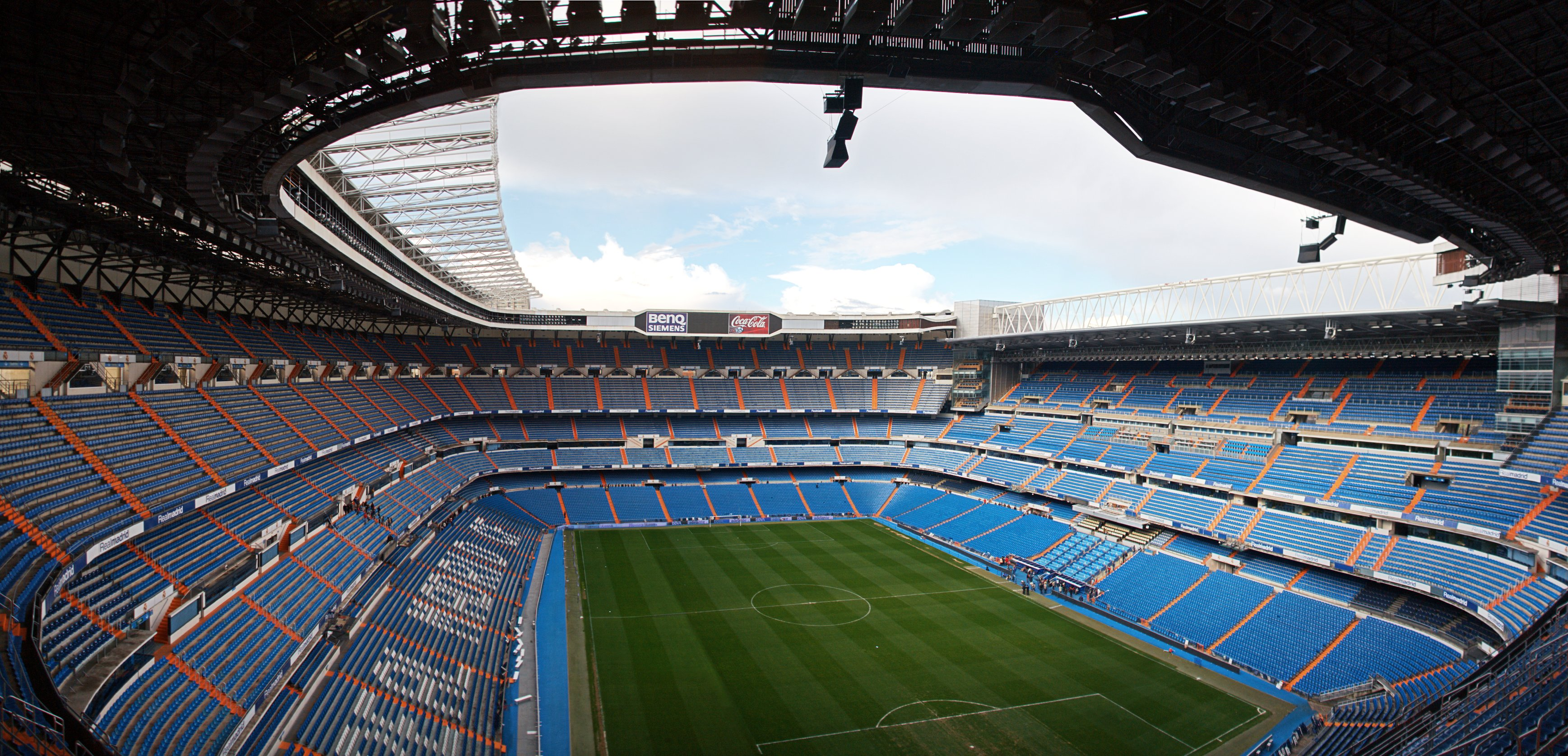
Estadio Santiago Bernabéu

- Adres – Concha Espina 1, 28036 Madrid
- Renowacja – 1953, 1982, 1992, 1998, 2004, 2019-2024
- Inne budynki – Ciudad Real Madrid

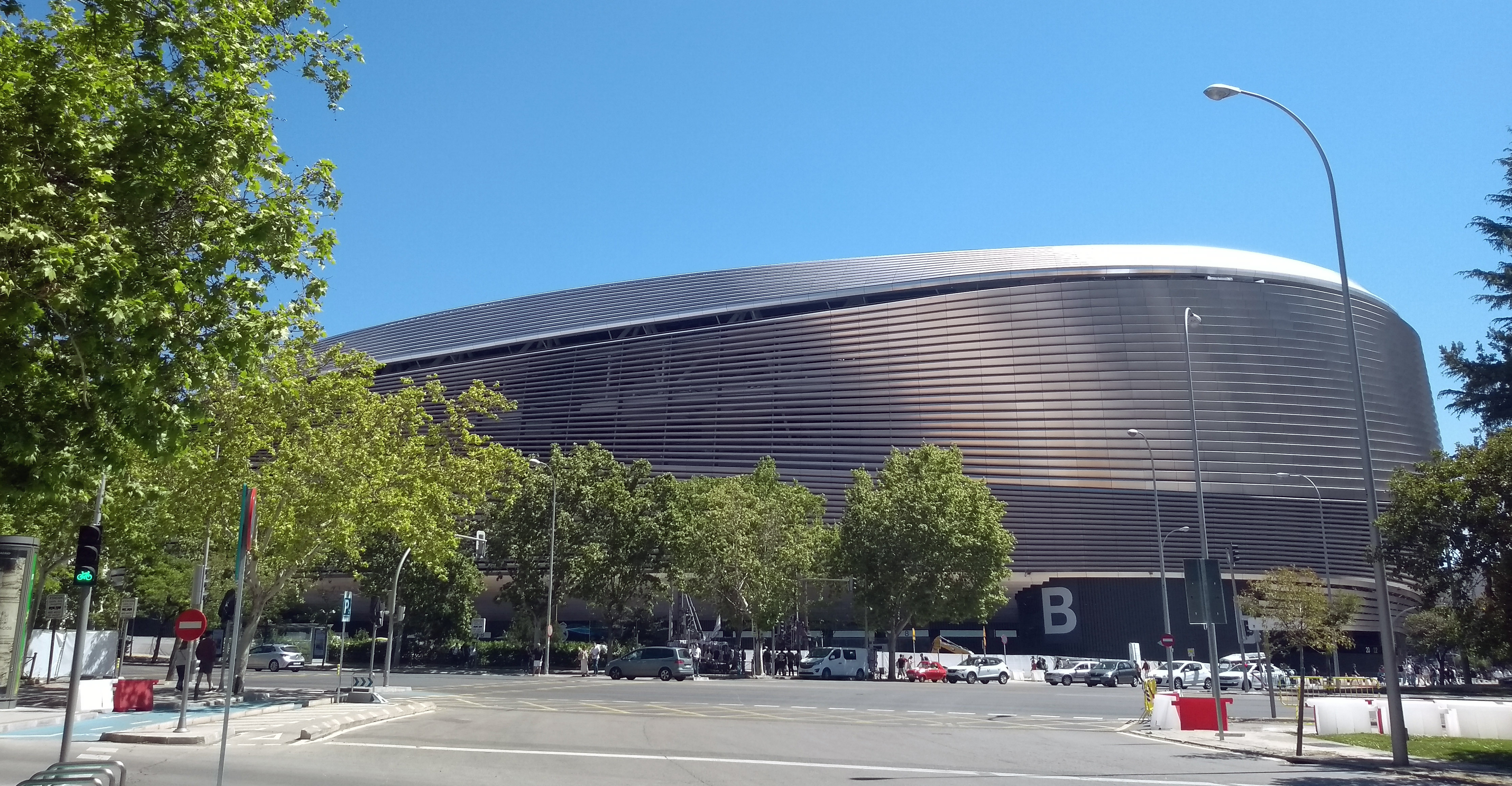
Widok na stadion z zewnątrz w 2024 roku

Stadion Santiago Bernabéu został oficjalnie otwarty 14 grudnia 1947 roku – z tej okazji Real Madryt rozegrał mecz towarzyski z Os Belenenses. Był wielokrotnie przebudowywany – po przebudowie w 1954 roku zyskał miano największego stadionu świata, obecnie mieści na trybunach ponad 80 tysięcy ludzi. Jest też siedzibą między innymi klubowego muzeum. Stadion Realu Madryt był areną finału drugiej edycji Pucharu Mistrzów, finału ME 1964, finału MŚ 1982, a także kilku finałów Copa del Rey i spotkania papieża Jana Pawła II z młodzieżą w 1982 roku. W klasyfikacji UEFA oceniającej jakość stadionu, a tym samym jego przydatność do rozgrywania meczów finałowych europejskich pucharów, jest jednym z dwudziestu sześciu obiektów, którym przyznano pięć na pięć gwiazdek. W 2010 roku na Santiago Bernabéu był rozegrany finał Ligi Mistrzów. W latach 2019-2024 przeprowadzono kolejną modernizację zakładającą zmianę wyglądu zewnętrznego na futurystyczną fasadę z metalowymi listwami oraz zamykany dach. Stadion zyskał nowe ciemnoniebieskie krzesełka, jednak największym unowocześnieniem była budowa systemu składania murawy pod powierzchnię boiska, aby stadion mógł być użytkowany przez 365 dni w roku. 

## Symbole i barwy

### Herby
- 1902 Herb Realu Madryt został po raz pierwszy pokazany w dniu 6 marca 1902, kiedy to grupka ludzi założyła ten klub. Pierwszy wygląd herbu powstał od inicjałów: C, F, M. jednak w oficjalnych meczach regulacje odnoszące się do stowarzyszeń sportowych określały, że herb miasta Madrytu musi być bardziej przejrzysty. Często się z tym sprzeczano, ponieważ wszyscy chcieli mieć na swoim Herbie inicjały M, C i F.
- 1908 Tym razem zmiany były już bardzo niewiele widoczne. Chodziło głównie o to, by ten herb był bardziej nowoczesny. Inicjały dotykały obwodu herbu, niebieski pasek się zwęził, złote linie zostały lekko pogrubione i korona została lekko zmodyfikowana. W 1908 udało się zmienić herb tak, by w środku znajdowały się inicjały. Umieszczono je na sobie tak, by M było największe (M oznacza Madryt). Kolory pozostały jak takie same jak na pierwszym herbie. Napisy ciemnoniebieskie, a tło białe.
- 1920 To była prawdopodobnie przełomowa chwila dla historii tego herbu. 29 czerwca 1920 roku król Alfonso VIII nazwał Real Madryt „Królewskimi”, przy tym dodając koronę herbowi. Jednak na oficjalne mecze Real używał innego herbu, który także powstał w roku 1920. Wyglądał on tak samo jak herb na mecze oficjalne z roku 1902, tylko że z koroną.
- 1931 Nadszedł czas zmian: po proklamowaniu kraju republiką, także z herbu Realu musiała zniknąć korona. Wtedy „Królewscy” nosili nazwę Madryt F.C. Herb Realu znowu musiał przybrać ciemnoniebieskich i białych kolorów.
- 1941 Po wojnie Herb Realu znów zyskał koronę. Tym razem zyskał także barwy. Jednak w tych barwach wiele się zmieniło. Herb został zmieniony na kolor żółty, a środkiem przebiegał fioletowy lub niebieski – w zależności od wersji[277] – pasek. Taki wygląd utrzymał się prawie do końca XX wieku.
- 1997 Herb po latach zostaje ulepszony – kolor żółty staje się jaśniejszy, a pasek środkowy zmieniony na stałe na niebieski.
- 2001 Przyjmuje swoją ostateczną wersję, wizualnie ujednolicając jej elementy.
- 2014 Klub usuwa krzyż z korony królewskiej w niektórych wersjach herbu (m.in. na karcie kibica oraz karcie kredytowej); pojawiły się opinie, że nie chce drażnić muzułmańskich klientów nowego sponsora – National Bank of Abu Dhabi[278].

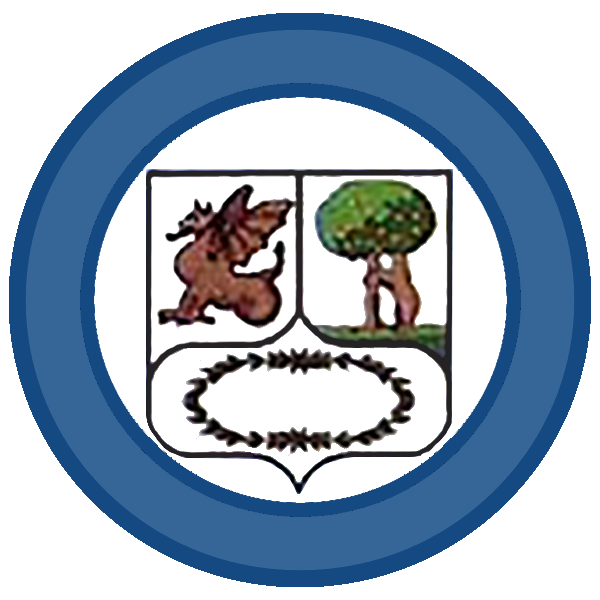
1902–1920 Herb używany podczas oficjalnych meczów
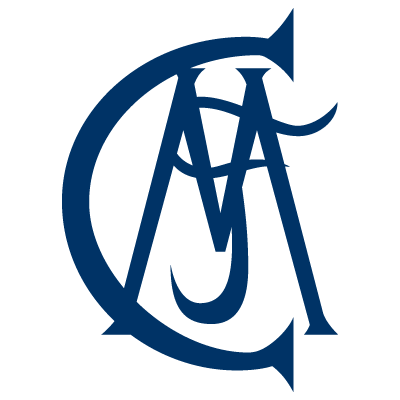
1902–1908 Herb używany tylko podczas meczów nieoficjalnych
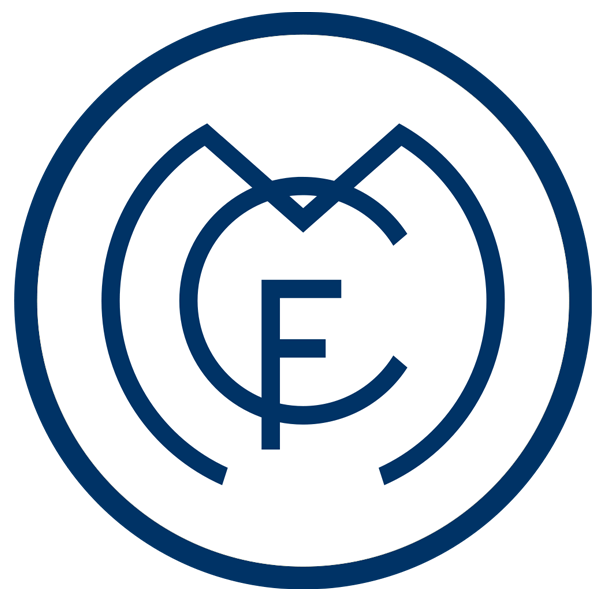
1908–1920 Herb pierwszy raz stylizowany na koło
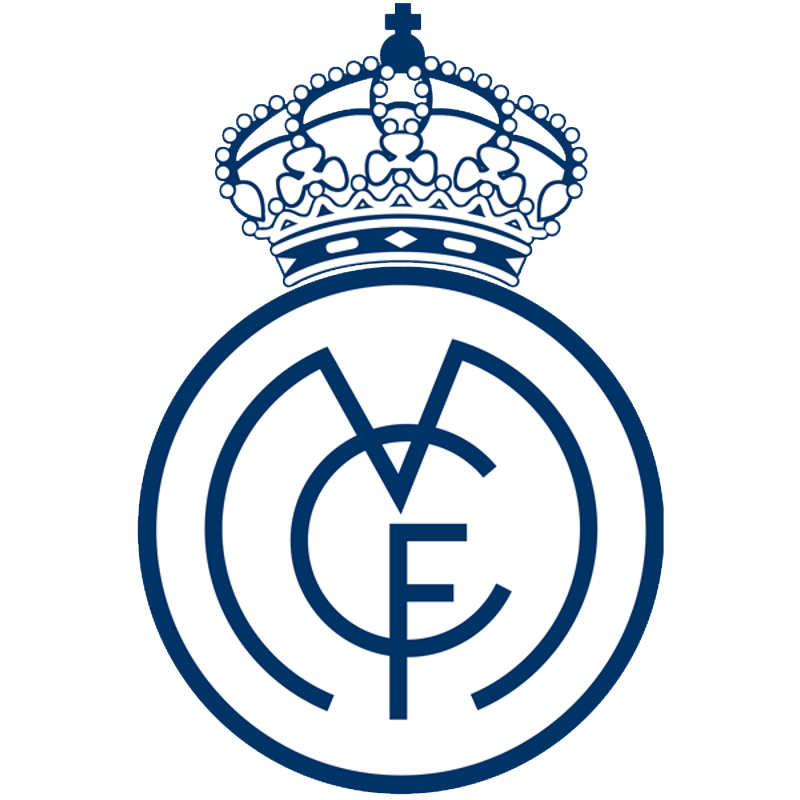
1920-1931 Dodanie korony do herbu
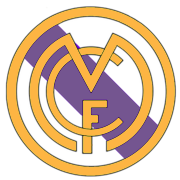
1931–1941 Czasy republiki, usunięcie korony

### Stroje

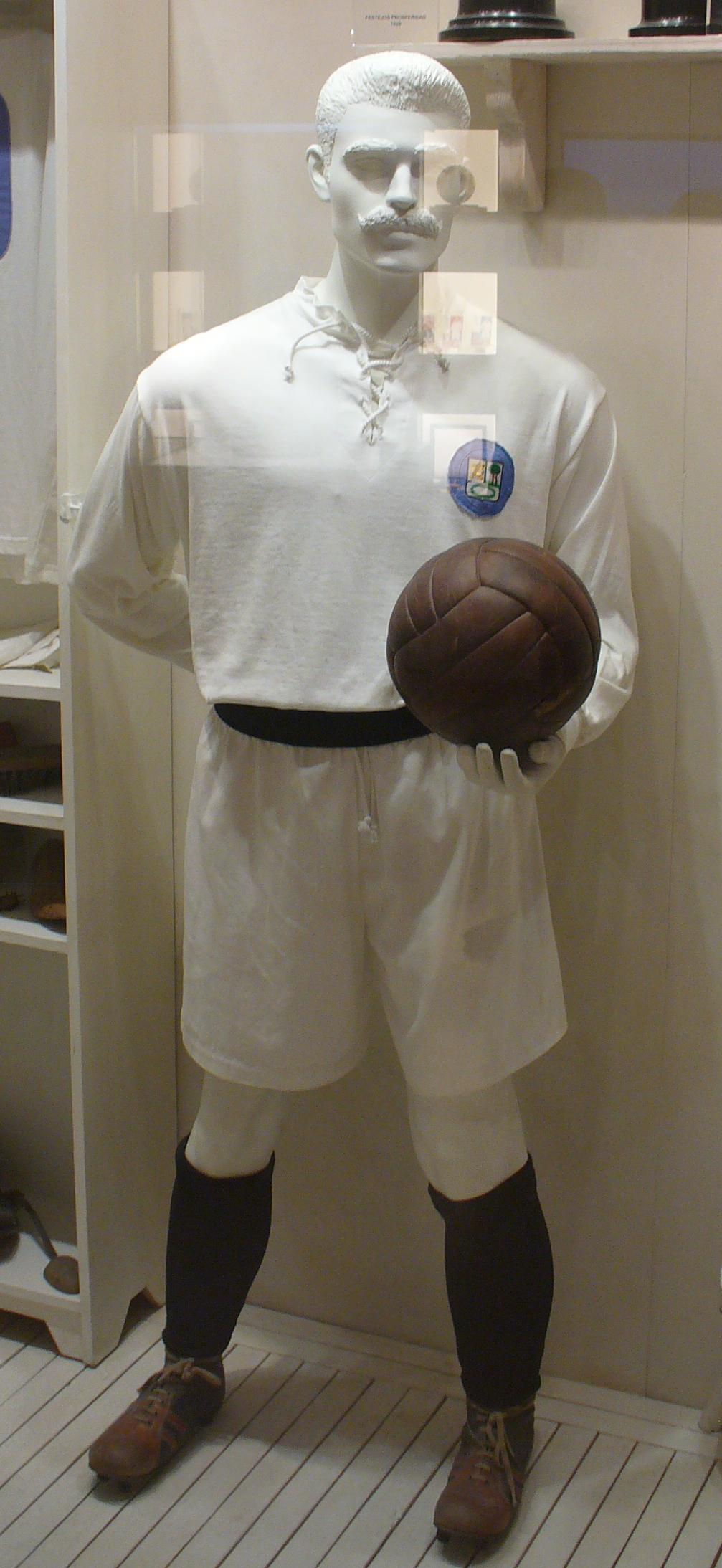
Strój z początku XX stulecia

Real Madryt od początku występował w białych strojach. Początkowo ubiór do gry składał się z białej, zapinanej na guziki koszuli z długimi rękawami i kołnierzykiem, białych spodenek z poziomym pasem w barwach flagi hiszpańskiej oraz czarnych getrów z takim samym pasem.
Oba pasy, na getrach i spodenkach, usunięto w 1911. Wtedy też kolor getrów zmieniono na granatowy – taki układ utrzymał się do 1955, z krótką przerwą w latach 20., kiedy to jedyny raz w historii klubu górna część stroju była beżowa (spodenki i getry natomiast miały kolor czarny, dziś spotykany w alternatywnym komplecie). Jeśli nie liczyć tej czasowej zmiany, jedynymi modyfikacjami w okresie 1911–1955 były drobne zmiany kształtu kołnierza, który w końcu ostatecznie usunięto.
W 1955 przeprowadzono zmianę polegającą na zmianie koloru getrów na biały – taki wzór utrzymał się nieprzerwanie do 1980, w którym skrócono rękawy i wprowadzono niebieskie akcenty na koszulkach i spodenkach. Dwa lata później pojawiła się pierwsza reklama sponsora – była nim firma Zanussi, po trzech latach zastąpiona przez Parmalat. W tym okresie Real Madryt grał już w strojach Hummela.
W 1992 klub rozpoczął dziewięcioletnią współpracę z firmą Teka (producentem sprzętu AGD). W tym samym roku wprowadzono granatowe kołnierzyki, które następnie stały się białe, gdy w 1994 producentem strojów dla Realu Madryt została firma Kelme. Rok później na plecach koszulek wraz z numerami pojawiły się nazwiska zawodników. Od tego momentu co sezon wprowadza się nowy model strojów. Od 1998 ich producentem jest Adidas.
Na sezon 2001/2002 klub nie pozyskał sponsora, wobec czego na koszulkach reklamowano oficjalną stronę internetową klubu – Realmadrid.com. W 2002 z kolei Real Madryt grał nie tylko bez sponsora, ale też bez jakichkolwiek elementów w innym kolorze niż białe (poza herbem i logiem producenta, a także trzema paskami na mecze w Lidze Mistrzów) – było to nawiązanie do strojów z okresu największych sukcesów w latach 50. wprowadzone na obchody stulecia klubu.
W latach 2003–2013 sponsorami koszulkowymi były kolejno firmy Siemens Mobile, Siemens, BenQ Siemens i bwin.com, a same koszulki zyskiwały barwne – białe, czarne, fioletowe, szare, złote, niebieskie czy granatowe – elementy graficzne w postaci biegnących z góry na dół pasów. W 2006 obok herbu pojawiło się też wyobrażenie trofeum dla Najlepszego Klubu XX Wieku przyznanego przez FIFA.
W sezonie 2009/2010 na koszulce pojawiło się specjalne logo z okazji 110-lecia klubu. Od sezonu 2013/2014 sponsorem „Królewskich” są linie lotnicze Emirates, a na koszulkach widnieje napis „Fly Emirates”. Po wygraniu Klubowych Mistrzostw Świata w 2014 roku, na koszulkach znajdował się także emblemat dla zwycięzcy tych rozgrywek.

## Nazwa
Początkowo klub nosił nazwę angielską: Madrid Football Club (ang. Madrycki Klub Piłki Nożnej); w 1920 zmieniono ją dzięki królowi Alfonsowi XIII, który nadał klubowi tytuł Królewski (hiszp. Real), a drugą część nazwy zmieniono na hiszpańską Club de Fútbol. Przekazana listownie przez pałac na ręce ówczesnego prezesa, Pedra Paragesa, decyzja monarchy brzmiała:

Jego Wysokość z łaski Boga Król zdecydował z największą satysfakcją udzielić Tytułu Królewskiego temu Klubowi Piłki Nożnej, którego Waszmość jest czcigodnym prezesem.

W Hiszpanii klub nazywa się najczęściej Real Madrid lub po prostu el Madrid (dla odróżnienia od Madrid bez rodzajnika, które to słowo odnosi się do miasta).

## Hymn

### Hymn del Real Madrid
Hymn Realu Madryt, wykonany po raz pierwszy przez Jose de Aguilara, powstał podczas podróży pociągiem z Aranjuez do Madrytu. Pierwowzór został napisany w restauracji „Zielona Żaba” przez Luisa Cisnerosa Galiane’a, choć hymn miał także innych twórców jak Marine Garcia, Amora Farińa oraz Antonio Villena Sanchez. Nagrania rozpoczęły się w wytwórni Columbia. W końcu zainteresował się tym sam Santiago Bernabéu. Wykonaniem zajął się wspomniany Jose de Aguilar. Wspomogło go trzydziestu dwóch muzyków, z czego wielu należało do uniwersyteckiego konserwatorium, jak i Hiszpańskiej Orkiestry Narodowej. Jako anegdotę warto wspomnieć, ze Santiago Bernabéu spytał Luisa Galiane’a o to, czy jest pracownikiem Realu. Galiane, mający zawsze dobre poczucie humoru odpowiedział, że nie pracuje dla tego klubu, dodając, że jest związany z Atlético Madryt. Widząc zawód na twarzy Bernabéu, Galiane przyznał, że żartował oraz dodał, że niejednokrotnie starał się o posadę w Realu, ale nigdy nie było wolnych etatów. Bernabéu rozmawiając w międzyczasie z kimś przez telefon w pewnym momencie powiedział tak: „Do tego wykonania musi zostać załączona fotografia twórcy, a jutro zostanie ono przedstawione zarządowi. Wydamy płytę z tą pieśnią, która stanie się jednym z symboli klubu” – powiedział oczarowany prezes – legenda Realu. Historię tę opowiedział syn Luisa Galiany, a miała ona miejsce w 1952. Od tej pory twory utwór ten jest oficjalnym hymnem Realu Madryt.

### Himno del centenario
Himno del centenario (Hymn stulecia) – ułożono w 2002, właśnie na stulecie istnienia Realu Madryt. Autorem melodii i tekstu jest hiszpański kompozytor José Cano, zaś pierwszego wykonania nowego hymnu podjął się kibic Madrytu, śpiewak Plácido Domingo w towarzystwie 82-osobowego chóru. Utwór ten nie zastąpił dotychczasowego hymnu, lecz stał się drugim, obok stworzonego 50 lat wcześniej.

### Hala Madrid y nada más
Po zwycięstwie w Lidze Mistrzów 2013/14 klub zaprezentował piosenkę „Hala Madrid i Nic Więcej”, która została skomponowana przez grupę Red One. Producentem i kompozytorem jest Nadyr Khayat. W nagrywaniu utworu uczestniczyli zarówno ówcześni piłkarze Królewskich, jak i Carlo Ancelotti. Piosenka szybko zdobyła popularność wśród fanów Los Blancos. Obecnie hymn ten jest puszczany na Estadio Santiago Bernabéu przed meczem oraz po strzeleniu gola przez zawodników Realu.

## Kibice

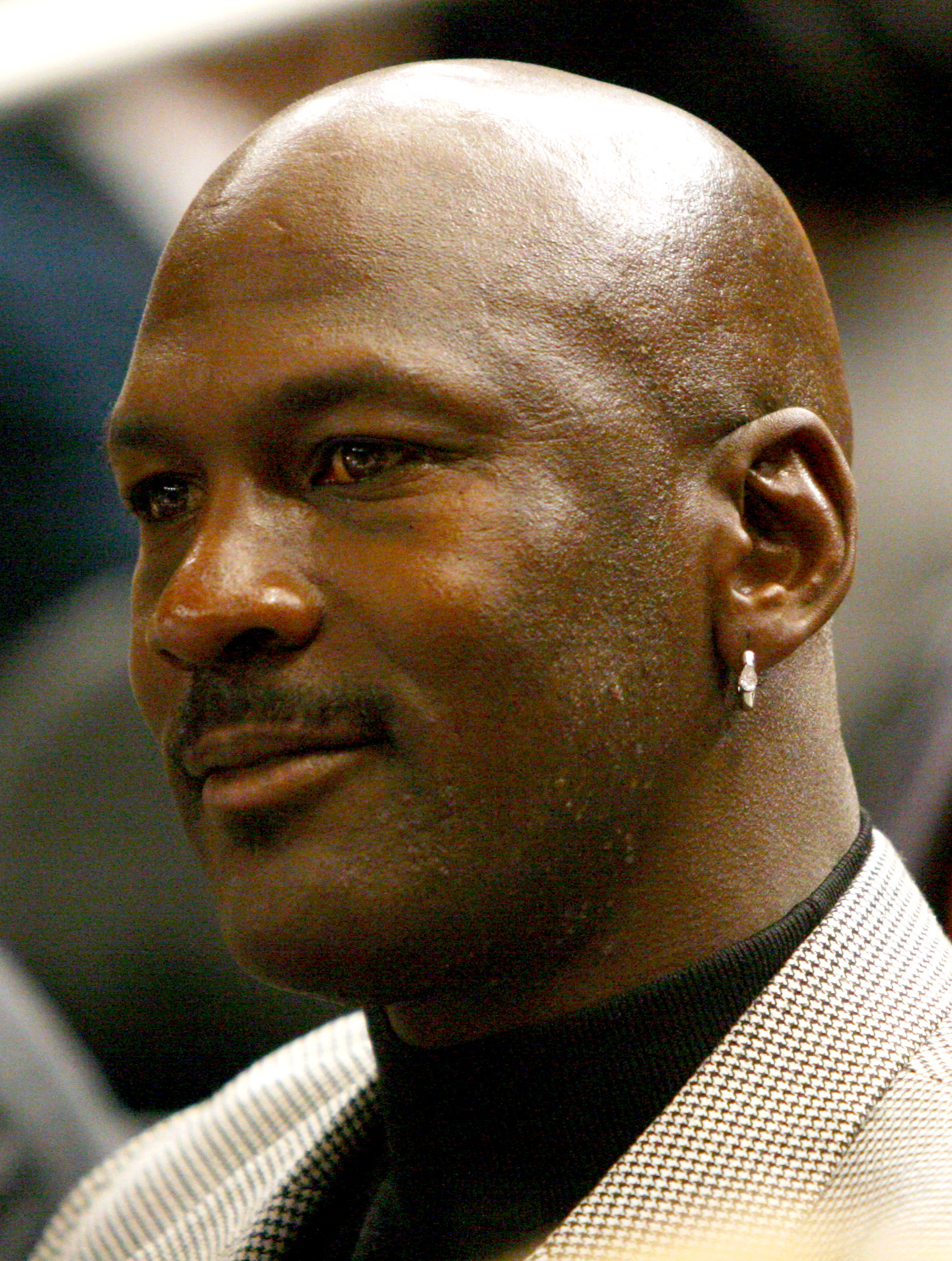
Michael Jordan, 2006 rok

W 2007 r. europejskich kibiców Realu było około dwudziestu milionów, z czego połowa mieszkała w Hiszpanii – zaś ich liczba w skali świata w 2005 r. wyniosła 228 milionów. Kibicami Los Blancos są także politycy (Martín Torrijos,  astronauta Michael Lopez-Alegria, ludzie ze świata muzyki i filmu (Fernando Argenta, Antonio Banderas, Cameron Diaz, Plácido Domingo, Julio Iglesias, Enrique Iglesias, Patrick Dempsey), sportowcy uprawiający inne dyscypliny (Fernando Alonso), Alberto Contador, Rafael Nadal, Roger Federer, Juan Carlos Ferrero, Michael Jordan, Carlos Sainz, Ian Thorpe, Boris Becker, Carlos Sastre, Óscar Pereiro, Rafael Pascual, David Cal, polski komentator sportowy (Mateusz Borek), czy trenerzy (Jacek Gmoch, Jerzy Engel).

### Grupy kibicowskie
Istnieją dwie zorganizowane grupy kibiców: Ultras Sur i Orgullo Vikingo.

#### Ultras Sur
To założona w 1980 roku grupa dopingująca piłkarzy Realu Madryt. Zajmuje podczas spotkań miejsca za bramką po stronie południowej (sur po hiszpańsku znaczy „południe”). Ultrasi są oskarżani o rasizm i sympatie neonazistowskie, za co wraz z klubem byli już karani. Jest to zdecydowanie najliczniejsza grupa fanatyków Królewskich. Sympatyzują z kibicami klubów: Panathinaikos AO, Ferencvárosi TC, Olympique Lyon i RCD Espanyol.

#### Orgullo Vikingo
Grupa Orgullo Vikingo powstała w 1992 roku. Jej założyciele, członkowie Ultras Sur, chcieli, by zorganizowany doping zaistniał na północnej trybunie stadionu Santiago Bernabéu. Z założenia miała to być grupa apolityczna, o jasnych sposobach finansowania i zarządzania. Prezentacja nowej grupy miała miejsce przed meczem Madrytu z Realem Burgos, 13 września 1992 roku. Grupa zajmuje miejsca przy lewej wieżyczce, na samej górze zabytkowej trybuny „Lateral”. Wrogami obu grup są kibice FC Barcelony i Atlético Madryt.

## Sponsorzy
| Lata      | Sponsor odzieżowy | Sponsor na koszulce |
| --------- | ----------------- | ------------------- |
| 1980–1982 | Adidas            | -                   |
| 1982–1985 | Adidas            | Zanussi             |
| 1985–1989 | Hummel            | Parmalat            |
| 1989–1991 | Hummel            | Reny Picot          |
| 1991–1992 | Hummel            | Otaysa              |
| 1992–1994 | Hummel            | Teka                |
| 1994–1998 | Kelme             | Teka                |
| 1998–2001 | Adidas            | Teka                |
| 2001–2002 | Adidas            | Realmadrid.com      |
| 2002–2005 | Adidas            | Siemens mobile      |
| 2005–2006 | Adidas            | Siemens             |
| 2006–2007 | Adidas            | BenQ-Siemens        |
| 2007–2013 | Adidas            | Bwin.com            |
| 2013–2020 | Adidas            | Fly Emirates        |
| 2020-     | Adidas            | Emirates Fly Better |
| 2024-     | Adidas            | HP                  |

Obecnie głównym sponsorem sekcji piłkarskiej są linie lotnicze Emirates, której logo widnieje na koszulkach „Los Blancos”. Inni oficjalni sponsorzy drużyny to producent bezalkoholowych napojów gazowanych Coca-Cola, firma odzieżowa Adidas, firma motoryzacyjna Audi, telefonia komórkowa Movistar oraz browar Mahou. Garnitury zawodnikom Realu Madryt dostarcza firma Versace. Według rankingu firmy Deloitte, Real Madryt jest najbogatszym klubem piłkarskim na świecie. Królewscy współpracują także z firmą EA Sports producentem gier z serii FIFA. W październiku 2024 roku firma bukmacherska VERSUSbet stała się oficjalnym sponsorem Realu Madryt na sezon 2024/2025 i 2025/2026.

## Fundacja Realu Madryt
W ramach klubu działa Fundacja Realu Madryt (hiszp. Fundación del Real Madrid) prowadząca wszechstronne akcje charytatywne, mające na celu zarówno pomoc niepełnosprawnym i potrzebującym, rozwój edukacji w krajach o wysokim odsetku analfabetyzmu, jak oraz promocję piłki nożnej i sportu w ogóle, walka z rasizmem i ksenofobią w sporcie, a także dbanie o pozytywny wizerunek Realu Madryt i opieka nad klubowym muzeum usytuowanym w stadionie Santiago Bernabéu. W jej pracach na szeroką skalę pomagają piłkarze i koszykarze klubu, zarówno obecni, jak i byli.
Działania Fundacji obejmują otwieranie szkół w państwach afrykańskich, spotkania z ciężko chorymi dziećmi w szpitalach, pomoc w resocjalizacji osadzonych w zakładach karnych. Fundacja współpracuje też z takimi organizacjami jak Caritas, a także z miastem Madryt.
Ponadto Fundacja zdecydowała się udzielić wsparcia finansowego rodzinom kibiców Recreativo Huelva, którzy zginęli w wypadku, jadąc do Madrytu na mecz swojej drużyny z Los Blancos.

## Władze klubu
Zarząd klubu:
- Prezes:  Florentino Pérez
- Wiceprezesi:

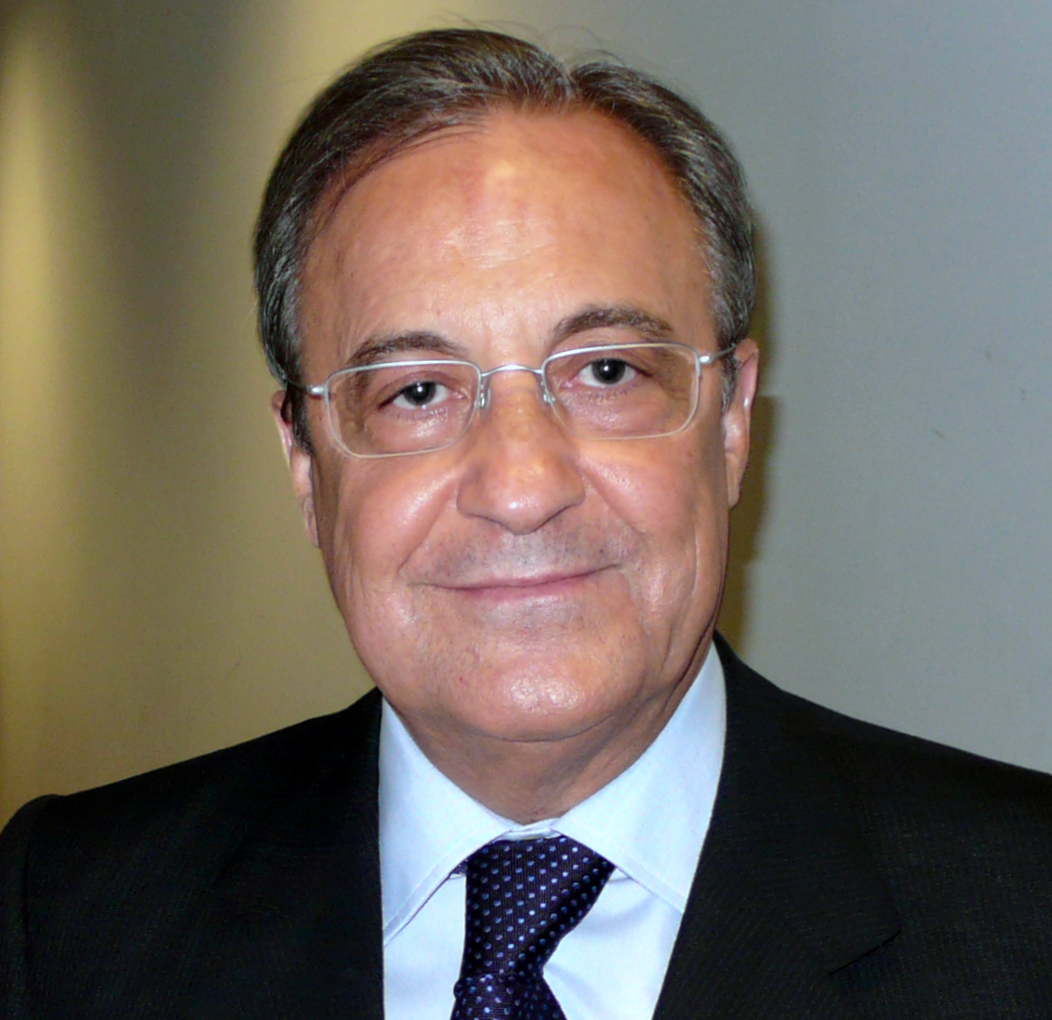
Florentino Pérez, obecny prezes Realu Madryt

  -  Fernando Fernández Tapias (pierwszy wiceprezes)
  -  Eduardo Fernández de Blas (drugi wiceprezes)
  -  Pedro López Jiménez (trzeci wiceprezes)
- Sekretarz zarządu:
  -  Enrique Sánchez González
- Członkowie zarządu:
  -  Santiago Aguado García
  -  Jerónimo Ferrá Muncharáz
  -  Enrique Pérez Rodríguez
  -  Manuel Cerezo Velázquez
  -  José Sánchez Bernal
  -  Manuel Torres Gómez
  -  Gumersindo Santamaría Gil
  -  Raúl Ronda Ortiz
  -  José Manuel Otero Lastres
  -  Nicolás Martín-Sanz García
  -  José Luis del Valle Pérez
  -  Catalina Miñarro Brugarolas
- Dyrektor generalny:  José Ángel Sanchez
- Dyrektor generalny biura prezesa:  Manuel Redondo Sierra
- Dyrektor ds. kategorii młodzieżowych (cantery):  Miguel Pardeza
- Dyrektor sfery socjalnej:  Jose Luis Sánchez Cámara
- Dyrektor komitetu prawnego:  Javier López Farré
- Dyrektor kontroli i audytu wewnętrznego:  Carlos Martínez de Albornoz
- Dyrektor działu usług:  Fernando Tormo Ruíz
- Dyrektor ds. komunikacji:  Antonio Galeano
- Dyrektor ds. relacji z instytucjami:  Emilio Butragueño
- Dyrektor ds. koordynacji:  Javier García Coll
- Sekretarz techniczny:  Ramón Martínez
- Szef prasowy:  Óscar Ribot[312]
- Szef sztabu medycznego:  Carlos Diez

## Prezesi
| Lp. | Imię i nazwisko        | Okres urzędowania | Okres urzędowania | Osiągnięcia | Osiągnięcia | Osiągnięcia | Osiągnięcia | Osiągnięcia | Osiągnięcia |
| Lp. | Imię i nazwisko        | Okres urzędowania | Okres urzędowania | LH          | PH          | LM          | SH          | SE          | PI          |
| --- | ---------------------- | ----------------- | ----------------- | ----------- | ----------- | ----------- | ----------- | ----------- | ----------- |
| 1.  | Julián Palacios        | 1900              | 6 marca 1902      | –           | –           | –           | –           | –           | –           |
| 2.  | Juan Padrós Rubió      | 6 marca 1902      | styczeń 1904      | –           | –           | –           | –           | –           | –           |
| 3.  | Carlos Padrós Rubió    | styczeń 1904      | 1908              | –           | 3           | –           | –           | –           | –           |
| 4.  | Adolfo Meléndez        | 1908              | lipiec 1916       | –           | 1           | –           | –           | –           | –           |
| 5.  | Pedro Parages          | lipiec 1916       | 16 maja 1926      | –           | 1           | –           | –           | –           | –           |
| 6.  | Luis de Urquijo        | 16 maja 1926      | 1930              | –           | –           | –           | –           | –           | –           |
| 7.  | Luis Usera Bugallal    | 1930              | 31 maja 1935      | 2           | 1           | –           | –           | –           | –           |
| 8.  | Rafael Sánchez Guerra  | 31 maja 1935      | 4 sierpnia 1936   | –           | –           | –           | –           | –           | –           |
| 9.  | Adolfo Meléndez        | 4 sierpnia 1936   | 27 listopada 1940 | –           | –           | –           | –           | –           | –           |
| 10. | Antonio Santos Peralba | 27 listopada 1940 | 11 września 1943  | –           | –           | –           | –           | –           | –           |
| 11. | Santiago Bernabéu      | 11 września 1943  | 2 czerwca 1978    | 16          | 6           | 6           | –           | –           | 1           |
| 12. | Luis de Carlos         | wrzesień 1978     | 24 maja 1985      | 2           | 2           | –           | –           | –           | –           |
| 13. | Ramón Mendoza          | 24 maja 1985      | 26 listopada 1995 | 6           | 2           | –           | 4           | –           | –           |
| 14. | Lorenzo Sanz           | 26 listopada 1995 | 16 lipca 2000     | 1           | –           | 2           | 1           | –           | 1           |
| 15. | Florentino Pérez       | 16 lipca 2000     | 27 lutego 2006    | 2           | –           | 1           | 2           | 1           | 1           |
| 16. | Ramón Calderón Ramos   | 2 lipca 2006      | 16 stycznia 2009  | 2           | –           | –           | 1           | –           | –           |
| 17. | Vicente Boluda         | 16 stycznia 2009  | 31 maja 2009      | –           | –           | –           | –           | –           | –           |
| 18. | Florentino Pérez       | 1 czerwca 2009    | urzęduje          | 4           | 3           | 5           | 5           | 5           | 4           |

Źródło: Lista prezesów na oficjalnej stronie klubu

## Obecny skład
Aktualny na 15 sierpnia 2025
| Nr | Poz. | Piłkarz                        |
| -- | ---- | ------------------------------ |
| 1  | BR   | Thibaut Courtois               |
| 2  | OB   | Dani Carvajal (kapitan)        |
| 3  | OB   | Éder Militão                   |
| 4  | OB   | David Alaba                    |
| 5  | PO   | Jude Bellingham                |
| 6  | PO   | Eduardo Camavinga              |
| 7  | NA   | Vinícius Júnior                |
| 8  | PO   | Federico Valverde (2. kapitan) |
| 9  | NA   | Endrick                        |
| 10 | NA   | Kylian Mbappé                  |
| 11 | NA   | Rodrygo                        |
| 12 | OB   | Trent Alexander-Arnold         |
| 13 | BR   | Andrij Łunin                   |

| Nr | Poz. | Piłkarz             |
| -- | ---- | ------------------- |
| 14 | PO   | Aurélien Tchouaméni |
| 15 | PO   | Arda Güler          |
| 16 | NA   | Gonzalo García      |
| 17 | OB   | Raúl Asencio        |
| 18 | OB   | Álvaro Carreras     |
| 19 | PO   | Dani Ceballos       |
| 20 | OB   | Fran García         |
| 21 | NA   | Brahim Díaz         |
| 22 | OB   | Antonio Rüdiger     |
| 23 | OB   | Ferland Mendy       |
| 24 | OB   | Dean Huijsen        |
| 30 | PO   | Franco Mastantuono  |

### Wypożyczeni
| Nr | Poz. | Piłkarz                                       |
| -- | ---- | --------------------------------------------- |
|    | PO   | Mario Martín (w Getafe CF do 30 czerwca 2025) |

## Sztab szkoleniowy
Aktualne na 15 czerwca 2025.
| Funkcja                         | Imię i nazwisko   |
| ------------------------------- | ----------------- |
| Trener                          | Xabi Alonso       |
| Asystent                        | Sebas Parrilla    |
| Trener przygotowania fizycznego | Ismael Camenforte |
| Menadżer ds. wydajności         | Antonio Pintus    |
| Asystent                        | Alberto Encinas   |
| Asystent                        | Beñat Labaien     |
| Trener bramkarzy                | Luis Llopis       |

## Trenerzy

### Statystyki ligowe
Pod uwagę są brane tylko mecze ligowe. Stan na 24 maja 2025.

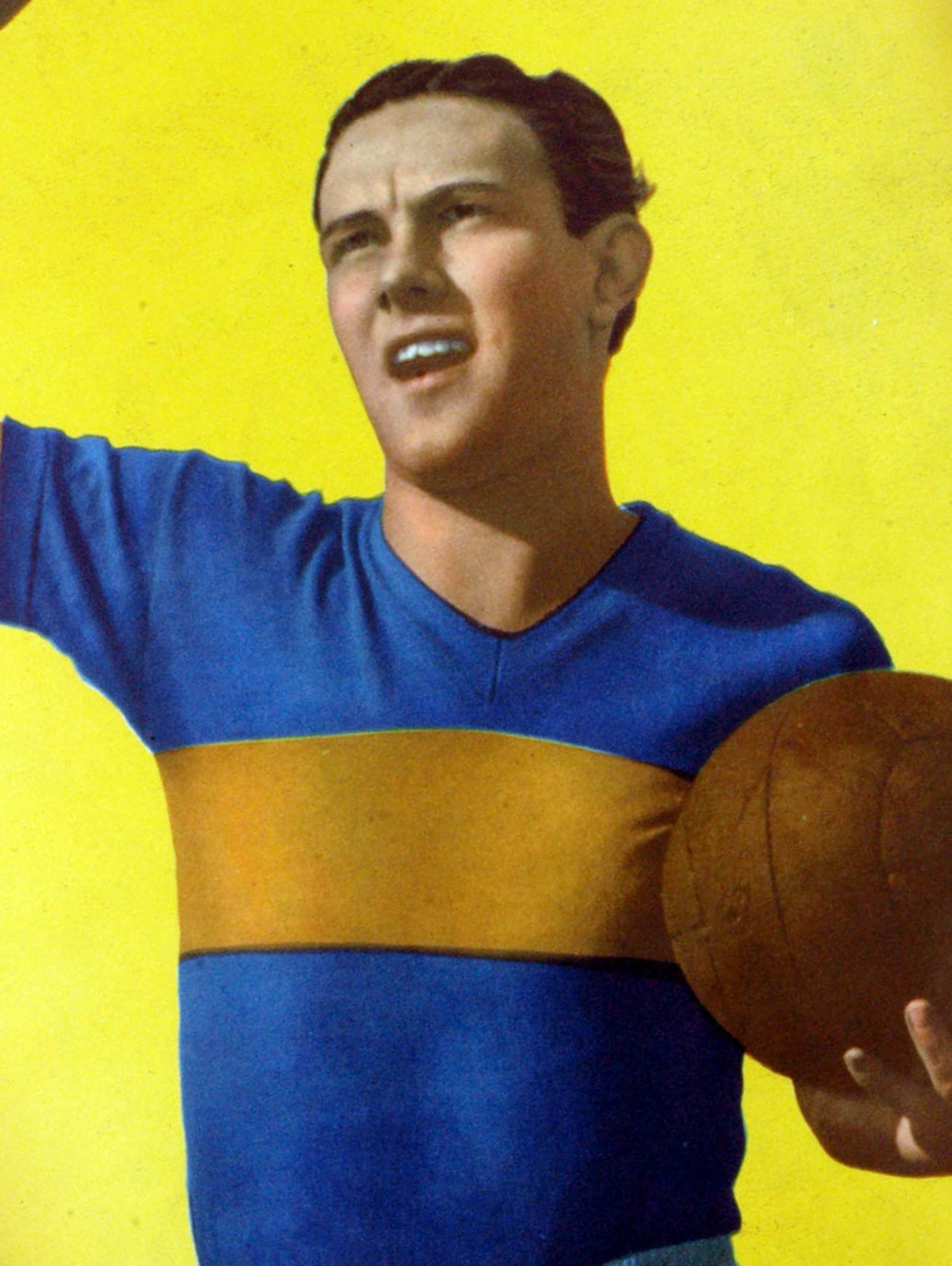
Luis Carniglia – trener Realu Madryt od 06.1957 do 02.1959 i 04-07.1959

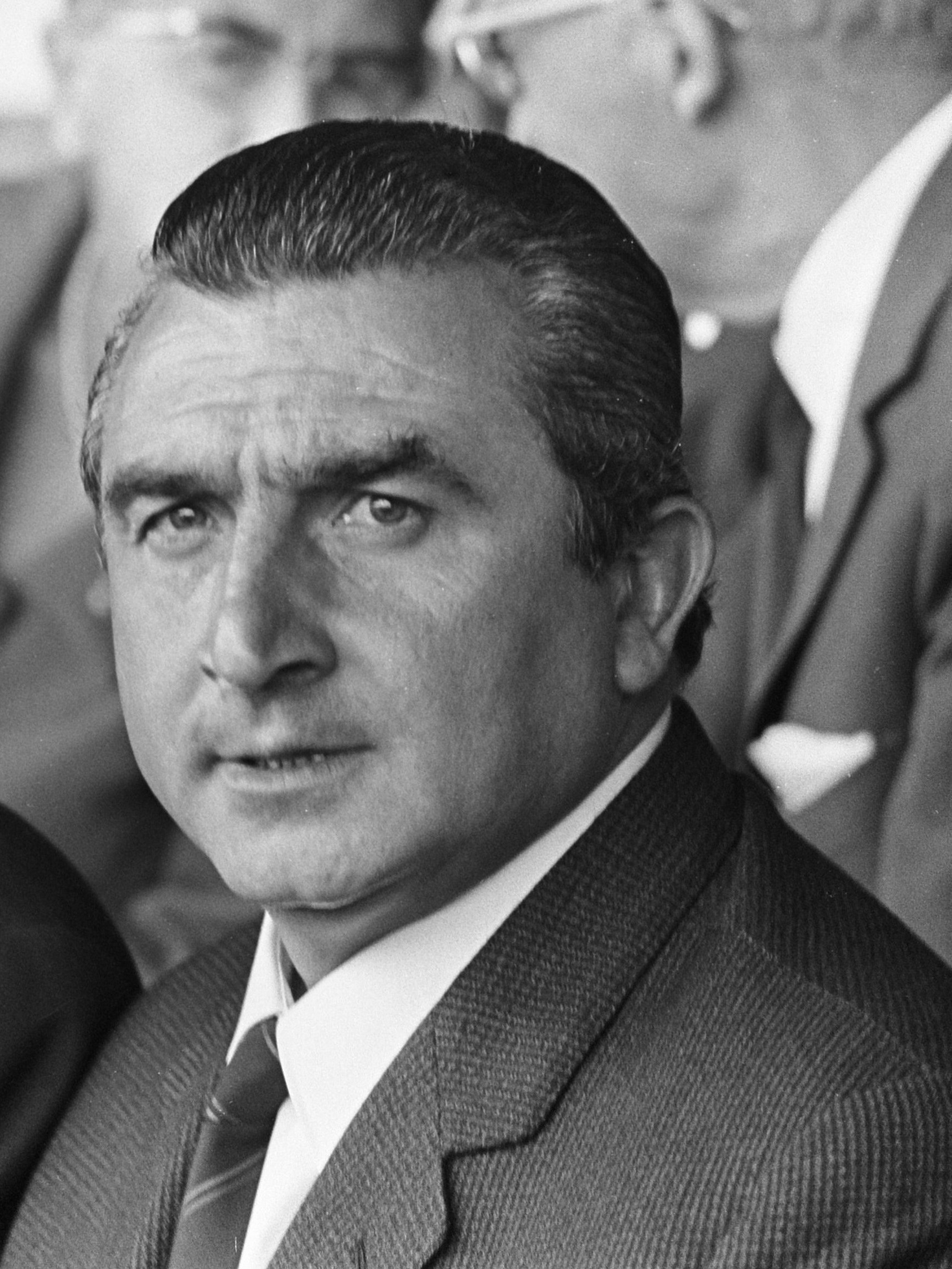
Miguel Muñoz – trener Realu Madryt w latach 1959, 1960-74

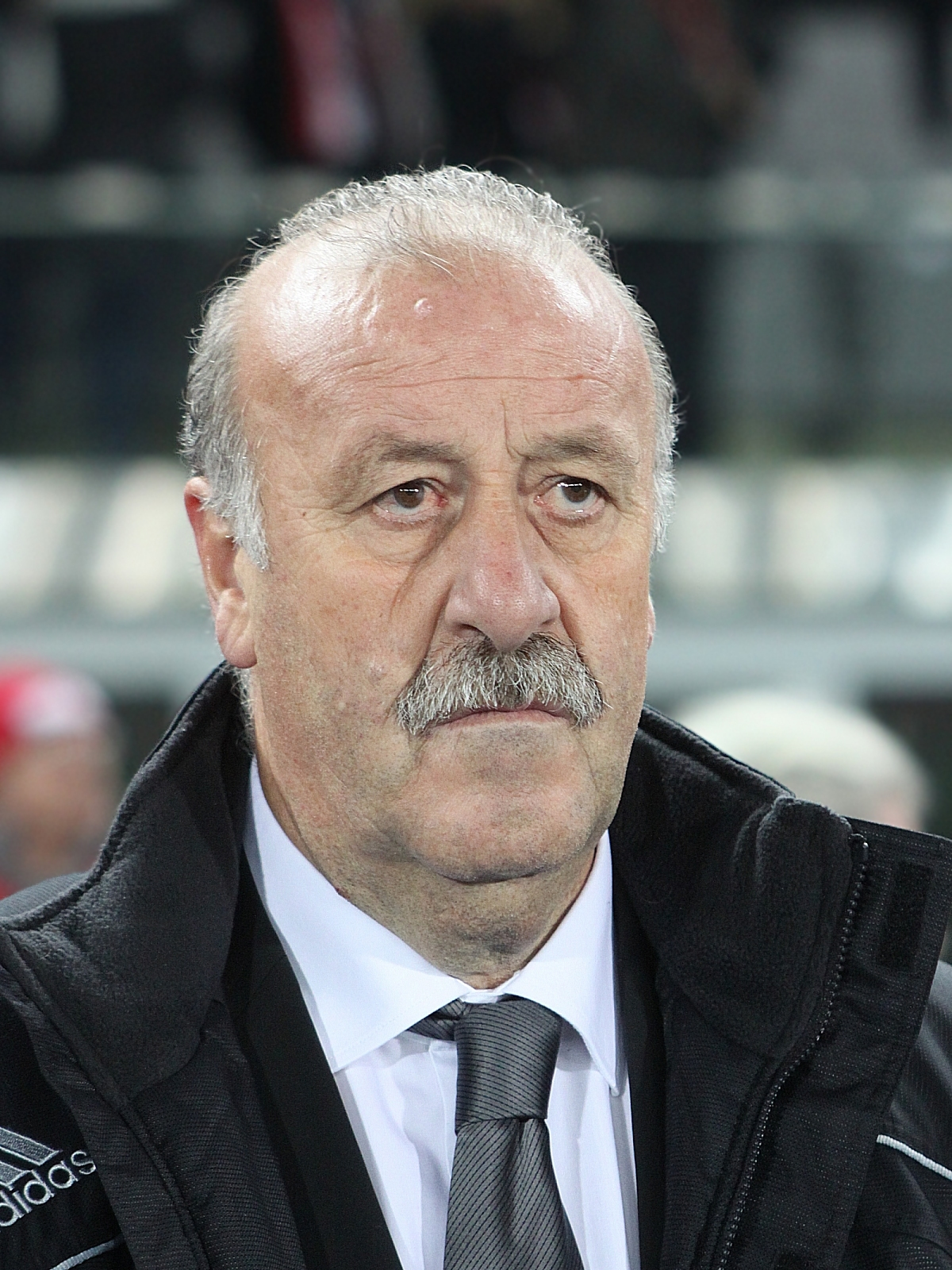
Vicente del Bosque – trener Realu Madryt w latach 1994, 1999-2003

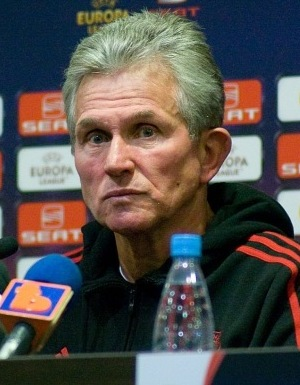
Jupp Heynckes – trener Realu Madryt w latach 1997–1998

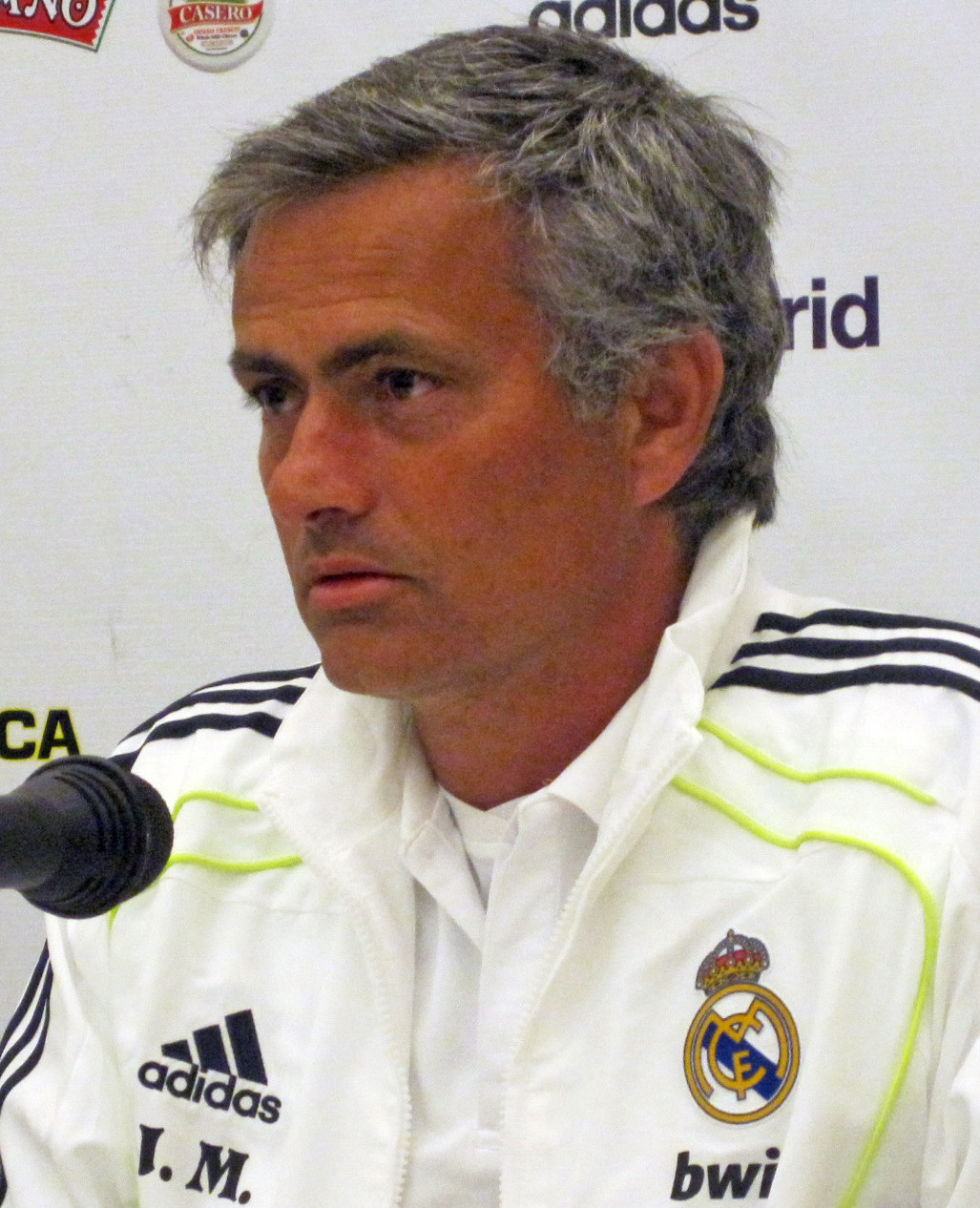
José Mourinho – trener Realu Madryt w latach 2010–2013

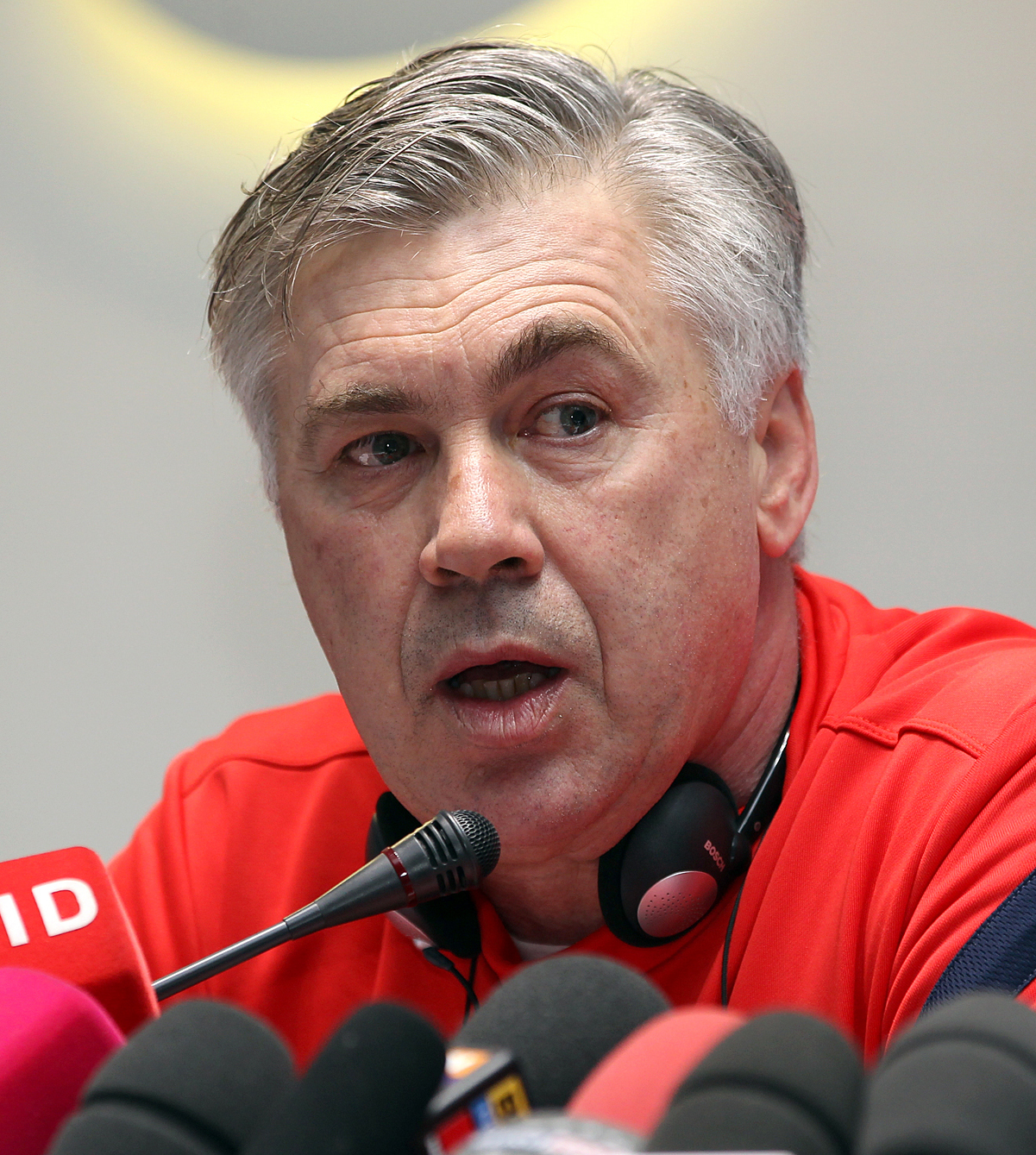
Carlo Ancelotti – trener Realu Madryt w latach 2013–2015 i 2021-2025

Zinédine Zidane – trener Realu Madryt w latach 2016–2018 i 2019-21

| Imię i nazwisko       | Od               | Do               | Statystyki ligowe | Statystyki ligowe | Statystyki ligowe | Statystyki ligowe | Statystyki ligowe |
| Imię i nazwisko       | Od               | Do               | Mecze             | Wygr.             | Rem.              | Przegr.           | %                 |
| --------------------- | ---------------- | ---------------- | ----------------- | ----------------- | ----------------- | ----------------- | ----------------- |
| Arthur Johnson        | 1910             | 1920             | ?                 | ?                 | ?                 | ?                 |                   |
| Juan de Cárcer        | 1920             | 1926             | ?                 | ?                 | ?                 | ?                 |                   |
| Pedro Llorente López  | 1926             | 1926             | ?                 | ?                 | ?                 | ?                 |                   |
| José Ángel Berraondo  | 1927             | 1929             | 18                | 11                | 1                 | 6                 | 61.11%            |
| José Quirante         | 1929             | 1930             | 18                | 7                 | 3                 | 8                 | 38.89%            |
| Lippo Hertzka         | 1930             | 1932             | 36                | 17                | 12                | 7                 | 47.22%            |
| Robert Firth          | 1932             | 1934             | 36                | 23                | 4                 | 9                 | 63.89%            |
| Francisco Bru         | 1934             | 1941             | 88                | 52                | 7                 | 29                | 59.09%            |
| Juan Armet            | 1941             | wrzesień 1943    | 28                | 18                | 7                 | 13                | 64.29%            |
| Ramón Encinas         | wrzesień 1943    | maj 1945         | 52                | 29                | 8                 | 15                | 55.77%            |
| Jacinto Quincoces     | maj 1945         | marzec 1946      | 26                | 11                | 9                 | 6                 | 42.31%            |
| Baltasar Albéniz      | marzec 1946      | kwiecień 1947    | 26                | 11                | 5                 | 10                | 42.31%            |
| Jacinto Quincoces     | kwiecień 1947    | styczeń 1948     | 17                | 5                 | 4                 | 8                 | 29.41%            |
| Michael Keeping       | styczeń 1948     | październik 1950 | 69                | 32                | 17                | 20                | 46.38%            |
| Baltasar Albéniz      | październik 1950 | marzec 1951      | 16                | 7                 | 2                 | 7                 | 43.75%            |
| Héctor Scarone        | marzec 1951      | kwiecień 1952    | 36                | 18                | 8                 | 10                | 50%               |
| Juan Antonio Ipiña    | kwiecień 1952    | maj 1953         | 30                | 18                | 3                 | 9                 | 60%               |
| Enrique Fernández     | maj 1953         | grudzień 1954    | 44                | 27                | 8                 | 9                 | 61.36%            |
| José Villalonga       | grudzień 1954    | kwiecień 1957    | 76                | 48                | 10                | 18                | 63.16%            |
| Luis Carniglia        | kwiecień 1957    | luty 1959        | 52                | 37                | 8                 | 7                 | 71.15%            |
| Miguel Muñoz          | luty 1959        | kwiecień 1959    | 7                 | 4                 | 1                 | 2                 | 57.14%            |
| Luis Carniglia        | kwiecień 1959    | lipiec 1959      | 1                 | 0                 | 1                 | 0                 | 0%                |
| Manuel Fleitas        | lipiec 1959      | kwiecień 1960    | 29                | 20                | 4                 | 5                 | 68.97%            |
| Miguel Muñoz          | kwiecień 1960    | styczeń 1974     | 417               | 253               | 96                | 68                | 60.67%            |
| Luis Molowny          | styczeń 1974     | maj 1974         | 16                | 8                 | 0                 | 8                 | 50%               |
| Miljan Miljanić       | maj 1974         | wrzesień 1977    | 103               | 52                | 28                | 23                | 50.49%            |
| Luis Molowny          | wrzesień 1977    | czerwiec 1979    | 67                | 38                | 18                | 11                | 56.72%            |
| Vujadin Boškov        | czerwiec 1979    | marzec 1982      | 98                | 58                | 21                | 19                | 59.18%            |
| Luis Molowny          | marzec 1982      | maj 1982         | 4                 | 2                 | 1                 | 1                 | 50%               |
| Alfredo Di Stéfano    | maj 1982         | kwiecień 1984    | 68                | 42                | 14                | 12                | 61.76%            |
| Amancio Amaro         | kwiecień 1984    | kwiecień 1985    | 33                | 13                | 10                | 10                | 39.39%            |
| Luis Molowny          | kwiecień 1985    | kwiecień 1986    | 35                | 26                | 4                 | 5                 | 74.29%            |
| Leo Beenhakker        | kwiecień 1986    | czerwiec 1989    | 120               | 80                | 30                | 10                | 66.67%            |
| John Toshack          | czerwiec 1989    | listopad 1990    | 49                | 31                | 13                | 5                 | 63.27%            |
| Alfredo Di Stéfano    | listopad 1990    | marzec 1991      | 15                | 7                 | 1                 | 7                 | 46.67%            |
| Radomir Antić         | marzec 1991      | styczeń 1992     | 31                | 22                | 5                 | 4                 | 70.97%            |
| Leo Beenhakker        | styczeń 1992     | czerwiec 1992    | 19                | 9                 | 5                 | 5                 | 47.37%            |
| Benito Floro          | czerwiec 1992    | marzec 1994      | 65                | 38                | 15                | 12                | 58.46%            |
| Vicente del Bosque    | marzec 1994      | maj 1994         | 11                | 5                 | 1                 | 5                 | 45.45%            |
| Jorge Valdano         | maj 1994         | styczeń 1996     | 60                | 32                | 15                | 13                | 53.33%            |
| Arsenio Iglesias      | styczeń 1996     | maj 1996         | 19                | 10                | 4                 | 5                 | 52.63%            |
| Fabio Capello         | maj 1996         | czerwiec 1997    | 42                | 27                | 11                | 4                 | 64.29%            |
| Jupp Heynckes         | czerwiec 1997    | maj 1998         | 38                | 17                | 12                | 9                 | 44.74%            |
| Guus Hiddink          | czerwiec 1998    | luty 1999        | 23                | 11                | 4                 | 8                 | 47.83%            |
| John Toshack          | luty 1999        | listopad 1999    | 26                | 13                | 7                 | 6                 | 50%               |
| Vicente del Bosque    | listopad 1999    | czerwiec 2003    | 141               | 78                | 37                | 26                | 55.32%            |
| Carlos Queiroz        | czerwiec 2003    | maj 2004         | 38                | 21                | 7                 | 10                | 55.26%            |
| José Antonio Camacho  | maj 2004         | wrzesień 2004    | 3                 | 2                 | 0                 | 1                 | 66.67%            |
| Mariano García Remón  | wrzesień 2004    | grudzień 2004    | 13                | 7                 | 2                 | 4                 | 53.85%            |
| Vanderlei Luxemburgo  | grudzień 2004    | grudzień 2005    | 35                | 23                | 4                 | 8                 | 65.71%            |
| Juan Ramón López Caro | grudzień 2005    | maj 2006         | 24                | 12                | 9                 | 3                 | 50%               |
| Fabio Capello         | maj 2006         | czerwiec 2007    | 38                | 22                | 7                 | 8                 | 57.89%            |
| Bernd Schuster        | lipiec 2007      | grudzień 2008    | 75                | 44                | 9                 | 22                | 58.67%            |
| Juande Ramos          | grudzień 2008    | czerwiec 2009    | 27                | 18                | 1                 | 8                 | 66.67%            |
| Manuel Pellegrini     | czerwiec 2009    | maj 2010         | 38                | 31                | 3                 | 4                 | 81.58%            |
| José Mourinho         | maj 2010         | czerwiec 2013    | 114               | 87                | 16                | 11                | 76.32%            |
| Carlo Ancelotti       | czerwiec 2013    | maj 2015         | 76                | 57                | 8                 | 11                | 75%               |
| Rafael Benítez        | czerwiec 2015    | styczeń 2016     | 18                | 11                | 4                 | 3                 | 61.11%            |
| Zinédine Zidane       | styczeń 2016     | maj 2018         | 96                | 68                | 18                | 10                | 70.83%            |
| Julen Lopetegui       | czerwiec 2018    | październik 2018 | 10                | 4                 | 2                 | 4                 | 40%               |
| Santiago Solari       | październik 2018 | marzec 2019      | 17                | 12                | 1                 | 4                 | 70.59%            |
| Zinédine Zidane       | marzec 2019      | maj 2021         | 87                | 56                | 20                | 11                | 64.37%            |
| Carlo Ancelotti       | czerwiec 2021    | maj 2025         | 152               | 105               | 28                | 19                | 69.08%            |
| Xabi Alonso           | czerwiec 2025    | obecnie          |                   |                   |                   |                   |                   |

### Zdobyte trofea
| Imię i nazwisko       | Od               | Do               | Trofea |
| --------------------- | ---------------- | ---------------- | ------ |
| Arthur Johnson        | 1910             | 1920             |        |
| Juan de Cárcer        | 1920             | 1926             |        |
| Pedro Llorente López  | 1926             | 1926             |        |
| José Ángel Berraondo  | 1927             | 1929             |        |
| José Quirante         | 1929             | 1930             |        |
| Lippo Hertzka         | 1930             | 1932             |        |
| Robert Firth          | 1932             | 1934             |        |
| Francisco Bru         | 1934             | 1941             |        |
| Juan Armet            | 1941             | wrzesień 1943    |        |
| Ramón Encinas         | wrzesień 1943    | maj 1945         |        |
| Jacinto Quincoces     | maj 1945         | marzec 1946      |        |
| Baltasar Albéniz      | marzec 1946      | kwiecień 1947    |        |
| Jacinto Quincoces     | kwiecień 1947    | styczeń 1948     |        |
| Michael Keeping       | styczeń 1948     | październik 1950 |        |
| Baltasar Albéniz      | październik 1950 | marzec 1951      |        |
| Héctor Scarone        | marzec 1951      | kwiecień 1952    |        |
| Juan Antonio Ipiña    | kwiecień 1952    | maj 1953         |        |
| Enrique Fernández     | maj 1953         | grudzień 1954    |        |
| José Villalonga       | grudzień 1954    | kwiecień 1957    |        |
| Luis Carniglia        | kwiecień 1957    | luty 1959        |        |
| Miguel Muñoz          | luty 1959        | kwiecień 1959    |        |
| Luis Carniglia        | kwiecień 1959    | lipiec 1959      |        |
| Manuel Fleitas        | lipiec 1959      | kwiecień 1960    |        |
| Miguel Muñoz          | kwiecień 1960    | styczeń 1974     |        |
| Luis Molowny          | styczeń 1974     | maj 1974         |        |
| Miljan Miljanić       | maj 1974         | wrzesień 1977    |        |
| Luis Molowny          | wrzesień 1977    | czerwiec 1979    |        |
| Vujadin Boškov        | czerwiec 1979    | marzec 1982      |        |
| Luis Molowny          | marzec 1982      | maj 1982         |        |
| Alfredo Di Stéfano    | maj 1982         | kwiecień 1984    |        |
| Amancio Amaro         | kwiecień 1984    | kwiecień 1985    |        |
| Luis Molowny          | kwiecień 1985    | kwiecień 1986    |        |
| Leo Beenhakker        | kwiecień 1986    | czerwiec 1989    |        |
| John Toshack          | czerwiec 1989    | listopad 1990    |        |
| Alfredo Di Stéfano    | listopad 1990    | marzec 1991      |        |
| Radomir Antić         | marzec 1991      | styczeń 1992     |        |
| Leo Beenhakker        | styczeń 1992     | czerwiec 1992    |        |
| Benito Floro          | czerwiec 1992    | marzec 1994      |        |
| Vicente del Bosque    | marzec 1994      | maj 1994         |        |
| Jorge Valdano         | maj 1994         | styczeń 1996     |        |
| Arsenio Iglesias      | styczeń 1996     | maj 1996         |        |
| Fabio Capello         | maj 1996         | czerwiec 1997    |        |
| Jupp Heynckes         | czerwiec 1997    | maj 1998         |        |
| Guus Hiddink          | czerwiec 1998    | luty 1999        |        |
| John Toshack          | luty 1999        | listopad 1999    |        |
| Vicente del Bosque    | listopad 1999    | czerwiec 2003    |        |
| Carlos Queiroz        | czerwiec 2003    | maj 2004         |        |
| José Antonio Camacho  | maj 2004         | wrzesień 2004    |        |
| Mariano García Remón  | wrzesień 2004    | grudzień 2004    |        |
| Vanderlei Luxemburgo  | grudzień 2004    | grudzień 2005    |        |
| Juan Ramón López Caro | grudzień 2005    | maj 2006         |        |
| Fabio Capello         | maj 2006         | czerwiec 2007    |        |
| Bernd Schuster        | lipiec 2007      | grudzień 2008    |        |
| Juande Ramos          | grudzień 2008    | czerwiec 2009    |        |
| Manuel Pellegrini     | czerwiec 2009    | maj 2010         |        |
| José Mourinho         | maj 2010         | czerwiec 2013    |        |
| Carlo Ancelotti       | czerwiec 2013    | maj 2015         |        |
| Rafael Benítez        | czerwiec 2015    | styczeń 2016     |        |
| Zinédine Zidane       | styczeń 2016     | maj 2018         |        |
| Julen Lopetegui       | czerwiec 2018    | październik 2018 |        |
| Santiago Solari       | październik 2018 | marzec 2019      |        |
| Zinédine Zidane       | marzec 2019      | maj 2021         |        |
| Carlo Ancelotti       | czerwiec 2021    | maj 2025         |        |
| Xabi Alonso           | czerwiec 2025    | obecnie          |        |

## Rekordy

### W Primera División
- Najwięcej mistrzostw – 36.
- Najwięcej rozegranych meczów (ex aequo z FC Barcelona i Athletic Bilbao) – 2724.
- Najwięcej punktów i wygranych meczów – odpowiednio 5400 i 1618.
- Najdłuższa seria bez porażki u siebie – 121 meczów (1957-1965).
- Najwięcej goli w sezonie – 121 goli (2011/2012).
- Najwięcej punktów w sezonie (ex aequo z FC Barceloną) – 100 punktów (2011/2012).
- Najdłuższa seria zwycięstw (ex aequo z FC Barceloną) – 16 meczów (2015/2016 i 2016/2017).
- Najwięcej zwycięstw na wyjeździe w sezonie – 16 (2011/2012).
- Najwięcej zwycięstw w sezonie (ex aequo z FC Barceloną) – 32 (2011/2012).
- Najwięcej zwycięstw u siebie w sezonie (ex aequo z FC Barceloną) – 18 (1987/1988 i 2009/2010).
- Najwięcej punktów w drugiej połowie sezonu – 52 (2009/2010).
- Najwięcej punktów zdobytych na wyjeździe w sezonie – 50 (2011/2012).

Ostatnia aktualizacja 7 sierpnia 2020

### Najwięcej występów
Stan na 26 maja 2025
| Lp. | Zawodnik        | Lata gry  | Liga | Puchar | Europa | Inne1 | Razem |
| --- | --------------- | --------- | ---- | ------ | ------ | ----- | ----- |
| 1.  | Raúl            | 1994–2010 | 550  | 37     | 135    | 19    | 741   |
| 2.  | Iker Casillas   | 1999–2015 | 510  | 40     | 152    | 23    | 725   |
| 3.  | Manuel Sanchís  | 1983–2001 | 523  | 67     | 100    | 20    | 710   |
| 4.  | Sergio Ramos    | 2005–2021 | 469  | 48     | 129    | 25    | 671   |
| 5.  | Karim Benzema   | 2009–2023 | 439  | 49     | 133    | 27    | 648   |
| 6.  | Santillana      | 1971–1988 | 461  | 84     | 87     | 13    | 645   |
| 7.  | Fernando Hierro | 1989–2003 | 439  | 43     | 103    | 16    | 601   |
| 8.  | Francisco Gento | 1953–1971 | 427  | 73     | 98     | 2     | 600   |
| 9.  | Luka Modrić     | 2012-2025 | 394  | 34     | 134    | 29    | 591   |
| 10. | José Camacho    | 1973–1989 | 414  | 61     | 90     | 12    | 577   |

1(Superpuchar Hiszpanii, Superpuchar Europy, Puchar Interkontynentalny, Klubowe Mistrzostwa Świata)

2Wytłuszczoną czcionką oznaczeni są zawodnicy, którzy nadal grają w barwach Realu.

### Najlepsi strzelcy
Stan na 4 czerwca 2023
| Lp. | Zawodnik           | Lata gry  | Liga      | Puchar  | Europa    | Inne1   | Razem     | Średnia |
| --- | ------------------ | --------- | --------- | ------- | --------- | ------- | --------- | ------- |
| 1.  | Cristiano Ronaldo  | 2009–2018 | 311 (292) | 22 (30) | 105 (101) | 12 (15) | 450 (438) | 1.03    |
| 2.  | Karim Benzema      | 2009–2023 | 238 (439) | 25 (49) | 78 (133)  | 13 (27) | 354 (648) | 0.55    |
| 3.  | Raúl               | 1994–2010 | 228 (550) | 18 (37) | 66 (135)  | 11 (19) | 323 (741) | 0.44    |
| 4.  | Alfredo Di Stéfano | 1953–1964 | 216 (282) | 40 (50) | 49 (58)   | 3 (6)   | 308 (396) | 0.78    |
| 5.  | Santillana         | 1971–1988 | 186 (461) | 49 (84) | 47 (87)   | 8 (13)  | 290 (645) | 0.45    |
| 6.  | Ferenc Puskás      | 1958–1966 | 156 (180) | 49 (41) | 35 (39)   | 2 (2)   | 242 (262) | 0.92    |
| 7.  | Hugo Sánchez       | 1985–1992 | 164 (207) | 19 (32) | 23 (39)   | 3 (4)   | 208 (282) | 0.74    |
| 8.  | Francisco Gento    | 1952–1970 | 126 (428) | 22 (74) | 30 (95)   | 4 (4)   | 182 (601) | 0.3     |
| 9.  | Pirri              | 1964–1979 | 123 (417) | 25 (67) | 23 (75)   | 1 (2)   | 172 (561) | 0.31    |
| 10. | Emilio Butragueño  | 1983–1995 | 123 (341) | 16 (39) | 27 (75)   | 5 (8)   | 171 (463) | 0.37    |

1(Superpuchar Hiszpanii, Puchar Ligi Hiszpańskiej, Superpuchar Europy, Puchar Interkontynentalny i Klubowe Mistrzostwa Świata)

2Wytłuszczoną czcionką oznaczeni są zawodnicy, którzy nadal grają w barwach Realu.

### Inne
- Najwięcej triumfów w Lidze Mistrzów: 15
- Najwięcej meczów w Europejskich Pucharach: 384
- Pierwszy klub w historii, który zdobył puchar Ligi Mistrzów drugi raz z rzędu
- Pierwszy klub w historii, który zdobył puchar Ligi Mistrzów trzy razy z rzędu

Ostatnia aktualizacja: 3 czerwca 2017

### Sukcesy zespołu

#### Mistrzowie świata, kontynentu lub olimpijscy (49)
- Raúl Albiol (ME 2008, MŚ 2010, ME 2012)
- Xabi Alonso (ME 2008, MŚ 2010, ME 2012)
- Álvaro Arbeloa (ME 2008, MŚ 2010, ME 2012)
- Amancio Amaro (ME 1964)
- José Emilio Amavisca (IO 1992)
- Nicolas Anelka (ME 2000)
- Júlio Baptista (CA 2007)
- Paul Breitner (MŚ 1974)
- Julio César Britos (MŚ 1950)
- Fabio Cannavaro (MŚ 2006)
- Santiago Cañizares (IO 1992)
- Roberto Carlos (MŚ 2002, CA 1997, CA 1999)
- Ricardo Carvalho (ME 2016)
- Iker Casillas (ME 2008, MŚ 2010, ME 2012)
- Didi (MŚ 1958, MŚ 1962)
- Luis Enrique (IO 1992)
- Samuel Eto’o (IO 2000, PNA 2000, PNA 2002)
- Fernando Gago (IO 2008)
- Ezequiel Garay (IO 2008)
- Geremi (IO 2000)
- Javier Hernández (ZPC 2011)
- Bodo Illgner (MŚ 1990)
- Kaká (MŚ 2002)
- Christian Karembeu (MŚ 1998, ME 2000)
- Sami Khedira (MŚ 2014)
- Toni Kroos (MŚ 2014)
- Mikel Lasa (IO 1992)
- Ángel Di María (IO 2008)
- Günter Netzer (MŚ 1974)
- Mesut Özil (MŚ 2014)
- Pepe (ME 2016)
- Alfonso Pérez (IO 1992)
- Flemming Povlsen (ME 1992)
- Ferenc Puskás (IO 1952)
- Sergio Ramos (ME 2008, MŚ 2010, ME 2012)
- Rubén de la Red (ME 2008)
- Fernando Redondo (CA 1993)
- Robinho (CA 2007)
- Ricardo Rocha (MŚ 1994)
- Cristiano Ronaldo (ME 2016)
- Ronaldo (MŚ 1994, MŚ 2002, CA 1997, CA 1999)
- Óscar Ruggeri (MŚ 1986)
- Bernd Schuster (ME 1980)
- Alfredo Di Stéfano (CA 1947)
- Ulrich Stielike (ME 1980)
- Jorge Valdano (MŚ 1986)
- Raphaël Varane (MŚ 2018)
- Zinédine Zidane (MŚ 1998, ME 2000)
- Zé Roberto (CA 1997, CA 1999)

MŚ – Mistrzostwa Świata

ME – Mistrzostwa Europy

CA – Copa América

PNA – Puchar Narodów Afryki

ZPC – Złoty Puchar CONCACAF

IO – Igrzyska Olimpijskie

#### Zdobywcy Złotej Piłki lub tytułu Piłkarza Roku FIFA (11)
- Alfredo Di Stéfano (ZP 1957 i 1959)
- Raymond Kopa (ZP 1958)
- Ronaldo (ZP 1997 i 2002, FIFA 1996, 1997 i 2002)
- Zinédine Zidane (ZP 1998, FIFA 1998, 2000 i 2003)
- Luís Figo (ZP 2000, FIFA 2001)
- Michael Owen (ZP 2001)
- Fabio Cannavaro (ZP i FIFA 2006)
- Kaká (ZP i FIFA 2007)
- Cristiano Ronaldo (ZP 2008 i FIFA, 2013, 2014, 2016 i Piłkarz Roku FIFA 2016), 2017
- Luka Modrić (ZP 2018)
- Karim Benzema (ZP 2022)

Od 2016 roku plebiscyty Złota Piłka France Football i Piłkarz Roku FIFA zostały podzielone. Nagroda przyznawana jest pod nazwą Złota Piłka France Football oraz Piłkarz roku FIFA.

#### Uczestnicy meczów finałowych europejskich pucharów
183 zawodników wystąpiło w 55 finałach europejskich pucharów.

##### Z Realem Madryt
130 piłkarzy wystąpiło w 19 finałach europejskich pucharów:
| - Agustín Rodríguez Santiago (LM 1981, PZP 1983, PU 1986) - Alaba David (LM 2022) - Amaro Amancio (LM 1964, 1966, PZP 1971) - Amavisca José Emilio (LM 1998) - Anelka Nicolas (LM 2000) - Asensio Marco (LM 2017, 2018) - Araquistáin José (LM 1962, 1966) - Atienza Ángel (LM 1956, 1958) - Bale Gareth (LM 2014, 2016, 2017, 2018) - Benito Gregorio (PZP 1971) - Benzema Karim (LM 2014, 2016, 2017, 2018, 2022) - Borja José Luis (PZP 1971) - del Bosque Vicente (LM 1981) - Butragueño Emilio (PU 1985, 1986) - Camacho José Antonio (LM 1981, PZP 1983, PU 1985, 1986) - Camavinga Eduardo (LM 2022) - Campo Iván (LM 2000) - Canário (LM 1960) - Carvajal Dani (LM 2014, 2016, 2017, 2018, 2022) - Casado Pedro (LM 1962) - Casemiro (LM 2016, 2017, 2018, 2022) - Casillas Iker (LM 2000, 2002, 2014) - Ceballos Dani (LM 2022) - César Sánchez (LM 2002) - Chendo (PU 1985) - Cunningham Laurie (LM 1981) - Coentrão Fábio (LM 2014) - Courtois Thibaut (LM 2022) - Cristiano Ronaldo (LM 2014, 2016, 2017, 2018) - Danilo (LM 2016) - Domínguez Rogelio (LM 1959, 1960) - Díaz Isidro (PZP 1983) - De Felipe Pedro (LM 1966) - Di María Ángel (LM 2014) - Felo (LM 1962, 1964) - Figo Luís (LM 2002) - Flávio Conceição (LM 2002) - Fleitas Sebastián (PZP 1971) - Gallego Ricardo (PZP 1983, PU 1985) - García Cortés Rafael (LM 1981) - García Navajas Antonio (LM 1981) - Gento Francisco (LM 1956, 1957, 1958, 1959, 1960, 1962, 1964, 1966, PZP 1971) - Gordillo Rafael (PU 1986) - Grande José Antonio (PZP 1971) - Grosso Ramón (LM 1966, PZP 1971) - Helguera Iván (LM 2000, 2002) - Hierro Fernando (LM 1998, 2000, 2002) - Illgner Bodo (LM 1998) - Isco (LM 2014, 2016, 2017, 2018) - Joseíto (LM 1956, 1958) - José Vicente (LM 1964) - Juan Alonso (LM 1956, 1957, 1958) - Juan José (PZP 1983) - Juanito (LM 1981, PZP 1983, PU 1985, 1986) - Júnior Vinícius (LM 2022) - Karanka Aitor (LM 2000) - Karembeu Christian (LM 1998) - Khedira Sami (LM 2014) - Kopa Raymond (LM 1957, 1958, 1959) - Kroos Toni (LM 2016, 2017, 2018, 2022) - Lesmes Ragel (LM 1956, 1957, 1958) - López José Luis (PZP 1971) - Makélélé Claude (LM 2002) - Marcelo (LM 2014, 2016, 2017, 2018) - Marquitos (LM 1956, 1957, 1959, 1960) - Marchal José Ramón (LM 1956) - Mateos Enrique (LM 1957, 1959) |  | - McManaman Steve (LM 2000, 2002) - Mendy Ferland (LM 2022) - Metgod John (PZP 1983) - Míchel (PU 1985, 1986) - Militão Éder (LM 2022) - Miera Vicente (LM 1962) - Miguel Ángel (PU 1985) - Morientes Fernando (LM 1998, 2000, 2002) - Mijatović Predrag (LM 1998) - Modrić Luka (LM 2014, 2016, 2017, 2018, 2022) - Morata Álvaro (LM 2014, 2017) - Muller Lucien (LM 1964) - Muñoz Miguel (LM 1956, 1957) - Nacho (LM 2018) - Navas Keylor (LM 2016, 2017, 2018) - Puskás Ferenc (LM 1960, 1962, 1964) - Raúl (LM 1998, 2000, 2002) - Redondo Fernando (LM 1998, 2000) - Pachín (LM 1960, 1962, 1964, 1966) - Paco Bonet (PZP 1983) - Panucci Christian (LM 1998) - Pepe (LM 2016) - Pérez Miguel (PZP 1971) - Pineda Francisco (LM 1981) - Pirri (LM 1966, PZP 1971) - Ramos Sergio (LM 2014, 2016) - Rial Héctor (LM 1956, 1957, 1958, 1959) - Roberto Carlos (LM 1998, 2000, 2002) - Rodrygo (LM 2022) - Ruiz António (LM 1959) - Sabido Andrés (LM 1981) - Salgado Míchel (LM 2000, 2002) - Salguero José Antonio (PZP 1983, PU 1986) - San José Isidoro (PZP 1983, PU 1985) - Sánchez Isidro (LM 1964) - Sánchez Hugo (PU 1986) - Jaime Sánchez (LM 1998) - Sanchís Hontiyuelo (LM 1998, 2000, PU 1985) - Sanchís Martínez (LM 1966) - Santamaría José (LM 1958, 1959, 1960, 1962, 1964) - Santillana (LM 1981, PZP 1983, PU 1985, 1986) - Santisteban Juan (LM 1958, 1959) - de los Santos Ángel (LM 1981, PZP 1983) - Sávio (LM 2000) - Seedorf Clarence (LM 1998) - Serena Fernando (LM 1966) - del Sol Luis (LM 1960, 1962) - Solana Jesús (PU 1986) - Solari Santiago (LM 2002) - Di Stéfano Alfredo (LM 1956, 1957, 1958, 1959, 1960, 1962, 1964) - Stielike Uli (LM 1981, PZP 1983, PU 1985) - Šuker Davor (LM 1998) - Tejada Justo (LM 1962) - Torres Manuel (LM 1957) - Valdano Jorge (PU 1985, 1986) - Varane Raphaël (LM 2014, 2017, 2018) - Valverde Federico (LM 2022) - Vázquez Lucas (LM 2016) - Vázquez Martin (PU 1986) - Velázquez Manuel (LM 1966, PZP 1971) - Vidal José María (LM 1960) - Zárraga José María (LM 1956, 1957, 1958, 1959, 1960) - Zidane Zinedine (LM 2002) - Zoco Ignacio (LM 1964, 1966, PZP 1971) - Zunzunegui Fernando (PZP 1971) |

##### W barwach innych klubów
56 piłkarzy wystąpiło w 41 finałach europejskich pucharów, reprezentując barwy 26 klubów:
- AFC Ajax Amsterdam:  Clarence Seedorf (LM 1995)
- Arsenal F.C.:  José Antonio Reyes (LM 2006),  Davor Šuker (PU 2000)
- A.C. Milan:  Clarence Seedorf (LM 2003, 2005, 2007),  Kaká (LM 2005, 2007)
- A.C. Parma:  Fabio Cannavaro (PU 1999)
- AS Monaco:  Fernando Morientes (LM 2004)
- Atlético Madryt:  Luis Aragonés (LM 1974),  José Antonio Reyes (LE 2010, 2012),  José Manuel Jurado (LE 2010),  Juanfran (LE 2012, LM 2014),  Filipe Luís (LE 2012, LM 2014)
- Bayern Monachium FC:  Arjen Robben (LM 2010, 2012, 2013),  Hamit Altintop (LM 2010),  Toni Kroos (LM 2012, 2013)
- SL Benfica:  Rodrigo Moreno (LE 2013, 2014).  Ezequiel Garay (LE 2013, 2014)
- Borussia Dortmund:  Nuri Şahin (LM 2013)
- Borussia Mönchengladbach:  Uli Stielike (PU 1974, LM 1977)
- Chelsea F.C.:  Nicolas Anelka (LM 2008),  Ricardo Carvalho (LM 2008),  Claude Makélélé (LM 2008),  Juan Mata (LM 2012, LE 2013),  Michael Essien (LM 2012)
- Espanyol Barcelona RCD:  Luis García (PU 2007)
- FC Barcelona:  Samuel Eto’o (LM 2006, 2009),  Evaristo de Macedo (LM 1961),  Luís Figo (PZP 1997),  Michael Laudrup (LM 1992),  Luis Enrique (PZP 1997),  Ronaldo (PZP 1997),  Bernd Schuster (LM 1986)
- FC Köln:  Bodo Illgner (PU 1986)
- FC Porto:  Ricardo Carvalho (PU 2003, LM 2004)
- FK Crvena zvezda:  Robert Prosinečki (LM 1991)
- Galatasaray SK:  Gheorghe Hagi (PU 2000)
- Inter Mediolan FC:  Iván Zamorano (PU 1997, 1998),  Ronaldo (PU 1998),  Esteban Cambiasso (LM 2010),  Samuel Eto’o (LM 2010),  Walter Samuel (LM 2010),  Wesley Sneijder (LM 2010)
- Juventus Turyn F.C.:  Zinédine Zidane (LM 1997, 1998)
- Liverpool FC:  Michael Owen (PU 2001),  Xabi Alonso (LM 2005, 2007),  Jerzy Dudek (LM 2005),  Álvaro Arbeloa (LM 2007)
- Manchester United F.C.:  David Beckham (LM 1999),  Cristiano Ronaldo (LM 2008, 2009),  Javier Hernández (LM 2011)
- Sevilla FC:  Javier Saviola (PU 2006),  José Antonio Reyes (LE 2014)
- Steaua Bukareszt FC:  Gheorghe Hagi (LM 1989)
- Torino FC:  Martín Vázquez (PU 1992)
- Valencia CF:  Santiago Cañizares (LM 2000, 2001, PU 2004),  Mista (PU 2004)
- Werder Brema SV:  Mesut Özil (PU 2009)

LM – Liga/Puchar Mistrzów; PU – Puchar UEFA; PZP – Puchar Zdobywców Pucharów; LE – Liga Europy

### Królowie strzelców ligi hiszpańskiej w barwach Realu Madryt
Koronę króla strzelców zdobyło 15 zawodników, a w sumie nagroda ta została przyznana graczowi Realu 29 razy.
Królowie strzelców Primera División (zdobywcy Trofeo Pichichi) grający w drużynie Realu Madryt:
| Zawodnik             | Sezon     | Gole |
| -------------------- | --------- | ---- |
| Manuel Olivares      | 1932/1933 | 16   |
| Pahiño               | 1951/1952 | 28   |
| Alfredo Di Stéfano   | 1953/1954 | 27   |
| Alfredo Di Stéfano   | 1955/1956 | 24   |
| Alfredo Di Stéfano   | 1956/1957 | 31   |
| Alfredo Di Stéfano   | 1957/1958 | 19   |
| Alfredo Di Stéfano   | 1958/1959 | 23   |
| Ferenc Puskás        | 1959/1960 | 26   |
| Ferenc Puskás        | 1960/1961 | 27   |
| Ferenc Puskás        | 1962/1963 | 26   |
| Ferenc Puskás        | 1963/1964 | 20   |
| Amancio Amaro        | 1968/1969 | 14   |
| Amancio Amaro        | 1969/1970 | 16   |
| Juanito              | 1983/1984 | 17   |
| Hugo Sánchez         | 1985/1986 | 22   |
| Hugo Sánchez         | 1986/1987 | 34   |
| Hugo Sánchez         | 1987/1988 | 29   |
| Hugo Sánchez         | 1989/1990 | 38   |
| Emilio Butragueño    | 1990/1991 | 19   |
| Iván Zamorano        | 1994/1995 | 28   |
| Raúl González Blanco | 1998/1999 | 25   |
| Raúl González Blanco | 2000/2001 | 24   |
| Ronaldo              | 2003/2004 | 24   |
| Ruud van Nistelrooy  | 2006/2007 | 25   |
| Cristiano Ronaldo    | 2010/2011 | 40   |
| Cristiano Ronaldo    | 2013/2014 | 31   |
| Cristiano Ronaldo    | 2014/2015 | 48   |
| Karim Benzema        | 2021/2022 | 27   |
| Kylian Mbappé        | 2024/2025 | 31   |

### Zdobywcy Trofeo Zamora
Nagrodę zdobyło 12 zawodników, a w sumie gracze Realu sięgali po nią 17 razy.
Zdobywcy Trofeo Zamora dla najlepszego bramkarza Primera División, grający w barwach Realu Madryt:
| Zawodnik              | Sezon     | Gole stracone        | Średnia |
| --------------------- | --------- | -------------------- | ------- |
| Ricardo Zamora        | 1931/1932 | 15 goli w 17 meczach | 0,88    |
| Ricardo Zamora        | 1932/1933 | 17 goli w 18 meczach | 0,94    |
| José Bañón            | 1945/1946 | 29 goli w 25 meczach | 1,16    |
| Juan Adelarpe Alonso  | 1954/1955 | 24 gole w 24 meczach | 1,00    |
| José Vicente Train    | 1960/1961 | 25 goli w 30 meczach | 0,83    |
| José Vicente Train    | 1962/1963 | 26 goli w 27 meczach | 0,96    |
| José Vicente Train    | 1963/1964 | 10 goli w 15 meczach | 0,66    |
| José Araquistáin      | 1961/1962 | 19 goli w 25 meczach | 0,76    |
| Antonio Betancort     | 1964/1965 | 15 goli w 24 meczach | 0,62    |
| Antonio Betancort     | 1966/1967 | 15 goli w 22 meczach | 0,68    |
| Andrés Junquera       | 1967/1968 | 19 goli w 22 meczach | 0,86    |
| Miguel Ángel González | 1975/1976 | 23 gole w 32 meczach | 0,71    |
| Agustín               | 1982/1983 | 22 gole w 29 meczach | 0,75    |
| Paco Buyo             | 1987/1988 | 23 gole w 35 meczach | 0,65    |
| Paco Buyo             | 1991/1992 | 27 goli w 35 meczach | 0,77    |
| Iker Casillas         | 2007/2008 | 32 gole w 36 meczach | 0,89    |
| Thibaut Courtois      | 2019/2020 | 20 goli w 34 meczach | 0,58    |

### Najlepsi asystenci Primera División w barwach Realu w XXI wieku
| Zawodnik        | Sezon     | Asysty |
| --------------- | --------- | ------ |
| Luís Figo       | 2000/2001 | 18     |
| Luís Figo       | 2002/2003 | 14     |
| David Beckham   | 2003/2004 | 12     |
| Zinédine Zidane | 2003/2004 | 12     |
| Mesut Özil1     | 2012/2013 | 16     |
| Ángel Di María  | 2013/2014 | 18     |

1 – ex aequo z Andrésem Iniestą

### Królowie strzelców Pucharu Europy i Ligi Mistrzów w barwach Realu
| Zawodnik             | Sezon     | Gole |
| -------------------- | --------- | ---- |
| Alfredo Di Stéfano   | 1957/1958 | 10   |
| Alfredo Di Stéfano   | 1961/1962 | 7*   |
| Ferenc Puskás        | 1959/1960 | 12   |
| Ferenc Puskás        | 1961/1962 | 7*   |
| Ferenc Puskás        | 1963/1964 | 7*   |
| Justo Tejada         | 1961/1962 | 7*   |
| Míchel               | 1987/1988 | 4*   |
| Raúl González Blanco | 1999/2000 | 10*  |
| Raúl González Blanco | 2000/2001 | 7    |
| Cristiano Ronaldo    | 2012/2013 | 12   |
| Cristiano Ronaldo    | 2013/2014 | 17   |
| Cristiano Ronaldo    | 2014/2015 | 10*  |
| Cristiano Ronaldo    | 2015/2016 | 16   |
| Cristiano Ronaldo    | 2016/2017 | 12   |
| Cristiano Ronaldo    | 2017/2018 | 15   |
| Karim Benzema        | 2021/2022 | 15   |

*- ex aequo z innymi piłkarzami

## Real Madryt w poszczególnych sezonach
| - 1902 Założenie klubu - 1902/03 Przegrana w finale Pucharu Króla - 1903/04 Półfinał Pucharu Króla - 1904/05 Puchar Króla - 1905/06 Puchar Króla - 1906/07 Puchar Króla - 1907/08 Puchar Króla - 1908/09 - - 1909/10 3. miejsce w grupie Pucharu Króla - 1910/11 - - 1911/12 - - 1912/13 Półfinał Pucharu Króla - 1913/14 - - 1914/15 - - 1915/16 Finał Pucharu Króla - 1916/17 Puchar Króla - 1917/18 Finał Pucharu Króla - 1918/19 - - 1919/20 Ćwierćfinał Pucharu Króla - 1920/21 - - 1921/22 Półfinał Pucharu Króla - 1922/23 Ćwierćfinał Pucharu Króla - 1923/24 Finał Pucharu Króla - 1924/25 - - 1925/26 Ćwierćfinał Pucharu Króla - 1926/27 Półfinał Pucharu Króla - 1927/28 Ćwierćfinał Pucharu Króla - 1928/29 2. miejsce w La Liga, Finał Pucharu Króla - 1929/30 5. miejsce w La Liga, Finał Pucharu Króla - 1930/31 6. miejsce w La Liga - 1931/32 Mistrzostwo Hiszpanii - 1932/33 Mistrzostwo Hiszpanii, Finał Pucharu Króla - 1933/34 2. miejsce w La Liga, Puchar Króla - 1934/35 2. miejsce w La Liga - 1935/36 2. miejsce w La Liga, Puchar Króla - 1936-39 brak rozgrywek z powodu wojny domowej - 1939/40 4. miejsce w La Liga, finał Pucharu Króla - 1940/41 6. miejsce w La Liga - 1941/42 2. miejsce w La Liga - 1942/43 10. miejsce w La Liga, finał Pucharu Króla - 1943/44 7. miejsce w La Liga - 1944/45 2. miejsce w La Liga - 1945/46 4. miejsce w La Liga, Puchar Króla - 1946/47 8. miejsce w La Liga, Puchar Króla - 1947/48 11. miejsce w La Liga - 1948/49 3. miejsce w La Liga - 1949/50 4. miejsce w La Liga - 1950/51 9. miejsce w La Liga - 1951/52 3. miejsce w La Liga - 1952/53 3. miejsce w La Liga - 1953/54 Mistrzostwo Hiszpanii - 1954/55 Mistrzostwo Hiszpanii - 1955/56 3. miejsce w La Liga, Puchar Europy - 1956/57 Mistrzostwo Hiszpanii, Puchar Europy - 1957/58 Mistrzostwo Hiszpanii, Puchar Europy, finał Pucharu Króla - 1958/59 2. miejsce w La Liga, Puchar Europy - 1959/60 2. miejsce w La Liga, Puchar Europy, finał Pucharu Króla - 1960/61 Mistrzostwo Hiszpanii, finał Pucharu Króla, Puchar Interkontynentalny - 1961/62 Mistrzostwo Hiszpanii, finał Pucharu Europy, Puchar Króla - 1962/63 Mistrzostwo Hiszpanii - 1963/64 Mistrzostwo Hiszpanii, finał Pucharu Europy - 1964/65 Mistrzostwo Hiszpanii - 1965/66 2. miejsce w La Liga, Puchar Europy - 1966/67 Mistrzostwo Hiszpanii - 1967/68 Mistrzostwo Hiszpanii, finał Pucharu Króla - 1968/69 Mistrzostwo Hiszpanii - 1969/70 5. miejsce w La Liga, Puchar Króla | - 1970/71 4. miejsce w La Liga - 1971/72 Mistrzostwo Hiszpanii - 1972/73 4. miejsce w La Liga - 1973/74 8. miejsce w La Liga, Puchar Króla - 1974/75 Mistrzostwo Hiszpanii, Puchar Króla - 1975/76 Mistrzostwo Hiszpanii - 1977/78 Mistrzostwo Hiszpanii - 1978/79 Mistrzostwo Hiszpanii, finał Pucharu Króla - 1979/80 Mistrzostwo Hiszpanii, Puchar Króla - 1980/81 2. miejsce w La Liga, finał Pucharu Europy - 1981/82 3. miejsce w La Liga, Puchar Króla - 1982/83 2. miejsce w La Liga, finał Pucharu Króla - 1983/84 2. miejsce w La Liga - 1984/85 5. miejsce w La Liga, Puchar UEFA - 1985/86 Mistrzostwo Hiszpanii, Puchar UEFA - 1986/87 Mistrzostwo Hiszpanii - 1987/88 Mistrzostwo Hiszpanii, Superpuchar Hiszpanii - 1988/89 Mistrzostwo Hiszpanii, Puchar Króla Superpuchar Hiszpanii - 1989/90 Mistrzostwo Hiszpanii, finał Pucharu Króla - 1990/91 3. miejsce w La Liga, Superpuchar Hiszpanii - 1991/92 2. miejsce w La Liga, finał Pucharu Króla - 1992/93 2. miejsce w La Liga, Puchar Króla - 1993/94 4. miejsce w La Liga Superpuchar Hiszpanii - 1994/95 Mistrzostwo Hiszpanii - 1995/96 6. miejsce w La Liga - 1996/97 Mistrzostwo Hiszpanii - 1997/98 4. miejsce w La Liga, Liga Mistrzów, Superpuchar Hiszpanii - 1998/99 2. miejsce w La Liga, Puchar Interkontynentalny - 1999/00 5. miejsce w La Liga, Liga Mistrzów - 2000/01 Mistrzostwo Hiszpanii - 2001/02 3. miejsce w La Liga, Liga Mistrzów, Superpuchar Hiszpanii, finał Pucharu Króla - 2002/03 Mistrzostwo Hiszpanii, Superpuchar Europy, Puchar Interkontynentalny - 2003/04 4. miejsce w La Liga, Superpuchar Hiszpanii, finał Pucharu Króla - 2004/05 2. miejsce w La Liga - 2005/06 2. miejsce w La Liga - 2006/07 Mistrzostwo Hiszpanii - 2007/08 Mistrzostwo Hiszpanii - 2008/09 2. miejsce w La Liga, Superpuchar Hiszpanii - 2009/10 2. miejsce w La Liga - 2010/11 2. miejsce w La Liga, Puchar Króla - 2011/12 Mistrzostwo Hiszpanii - 2012/13 2. miejsce w La Liga, finał Pucharu Króla, Superpuchar Hiszpanii - 2013/14 3. miejsce w La Liga, Liga Mistrzów, Puchar Króla - 2014/15 2. miejsce w La Liga, Superpuchar Europy, Klubowe Mistrzostwo Świata - 2015/16 2. miejsce w La Liga, Liga Mistrzów - 2016/17 Mistrzostwo Hiszpanii, Liga Mistrzów, Superpuchar Europy, Klubowe Mistrzostwo Świata - 2017/18 3. miejsce w La Liga, Liga Mistrzów, Superpuchar Europy, Superpuchar Hiszpanii, Klubowe Mistrzostwo Świata - 2018/19 3. miejsce w La Liga, Klubowe Mistrzostwo Świata - 2019/20 Mistrzostwo Hiszpanii, Superpuchar Hiszpanii - 2020/21 2. miejsce w La Liga - 2021/22 Mistrzostwo Hiszpanii, Liga Mistrzów, Superpuchar Hiszpanii - 2022/23 2. miejsce w La Liga, Puchar Króla, Superpuchar Europy, Klubowe Mistrzostwo Świata - 2023/24 Mistrzostwo Hiszpanii, Liga Mistrzów, Superpuchar Hiszpanii - 2024/25 2. miejsce w La Liga, finał Pucharu Króla, Superpuchar Europy, Puchar Interkontynentalny |